# Parc national de Phu Kradung
Le parc national de Phu Kradung (souvent orthographié Phu Kradueng) (thaï : อุทยานแห่งชาติภูกระดึง) est un des parcs nationaux thaïlandais les plus connus avec un point culminant de 1 360 mètres et une superficie de 348 km2 (34 800 ha ; 217 575 rai). Phu Kradung se trouve à Amphur Phu Kradung dans la province de Loei. Il est considéré comme le parc le plus spectaculaire et le plus montagneux de toute la  Thaïlande.
Tous les ans  plusieurs dizaines de milliers de personnes gravissent et visitent cette célèbre montagne : ainsi, par exemple, le parc national de Phu Kradung a accueilli 65 000 visiteurs d'octobre 2017 à janvier 2018. Il a reçu le titre de forêt nationalement protégée en 1943 et a été proclamé  parc national le 7 octobre 1959, deuxième parc national de la Thaïlande après le Parc national de Khao Yai.
C'est la beauté de la montagne attire les visiteurs : air pur et frais, vertigineuses falaises et superbes points de vue où l'on peut admirer la plaine de l'Isan et la chaîne de montagnes de Phetchabun (thai: ทิวเขาเพชรบูรณ์, RTGS: Thio Khao Phetchabun, API : [tʰīw kʰǎw pʰét.t͡ɕʰā.būːn]), romantiques levers et couchers de soleil, sentiers de randonnée et belles nuits étoilées.
Ce parc est fermé pendant la saison des pluies (mousson), de juin à septembre, afin que la faune puisse se reproduire en toute tranquillité. Le nombre de visiteurs est limité à 3500 par jour.

## Histoire et géographie
Phu (ภู) vient du mot thaï Phukao (ภูเขา) signifiant la montagne. Le nom Kradung (กระดึง) vient du mot Krading (กระดิ่ง), un mot des aborigènes de la province de Loei. Phu Kradung (ภูกระดึง) peut être aussi traduit en Ra Kang Yai (ระฆังใหญ่) qui veut dire une grande cloche. Ce nom vient d’une légende concernant des vacances bouddhistes. Pendant les vacances, beaucoup de citadins ont entendu le bruit de la grande cloche. Ils croyaient que c'était la cloche d’Indra.

### Topographie

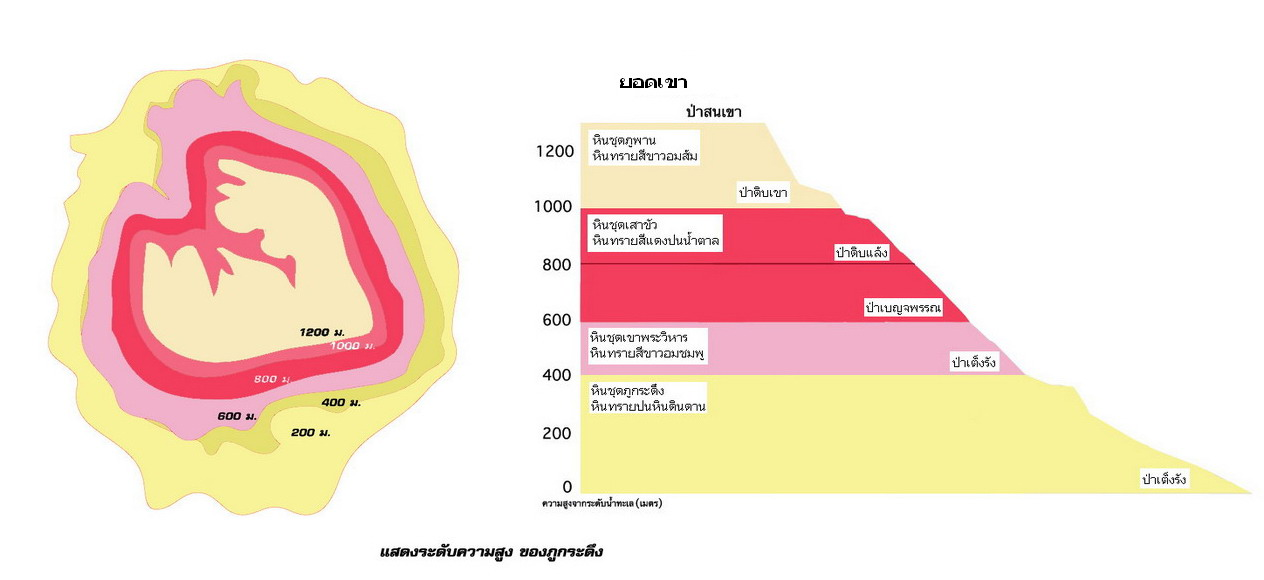
Topographie de la montagne de Phu Kradueng

La montagne de Phu Kradueng est une montagne calcaire en forme de cœur dont le sommet est un vaste plateau de 60 km2 à plus de 1200 m d'altitude. Ce plateau est entouré d'impressionnantes falaises, semé de petites collines, de nombreuses cascades et de multiples sources d'eau vive.
Le sentier d'accès au sommet, long de 6 km, est particulièrement escarpé voire abrupt et sportif, la dénivellation étant de 1000 m.

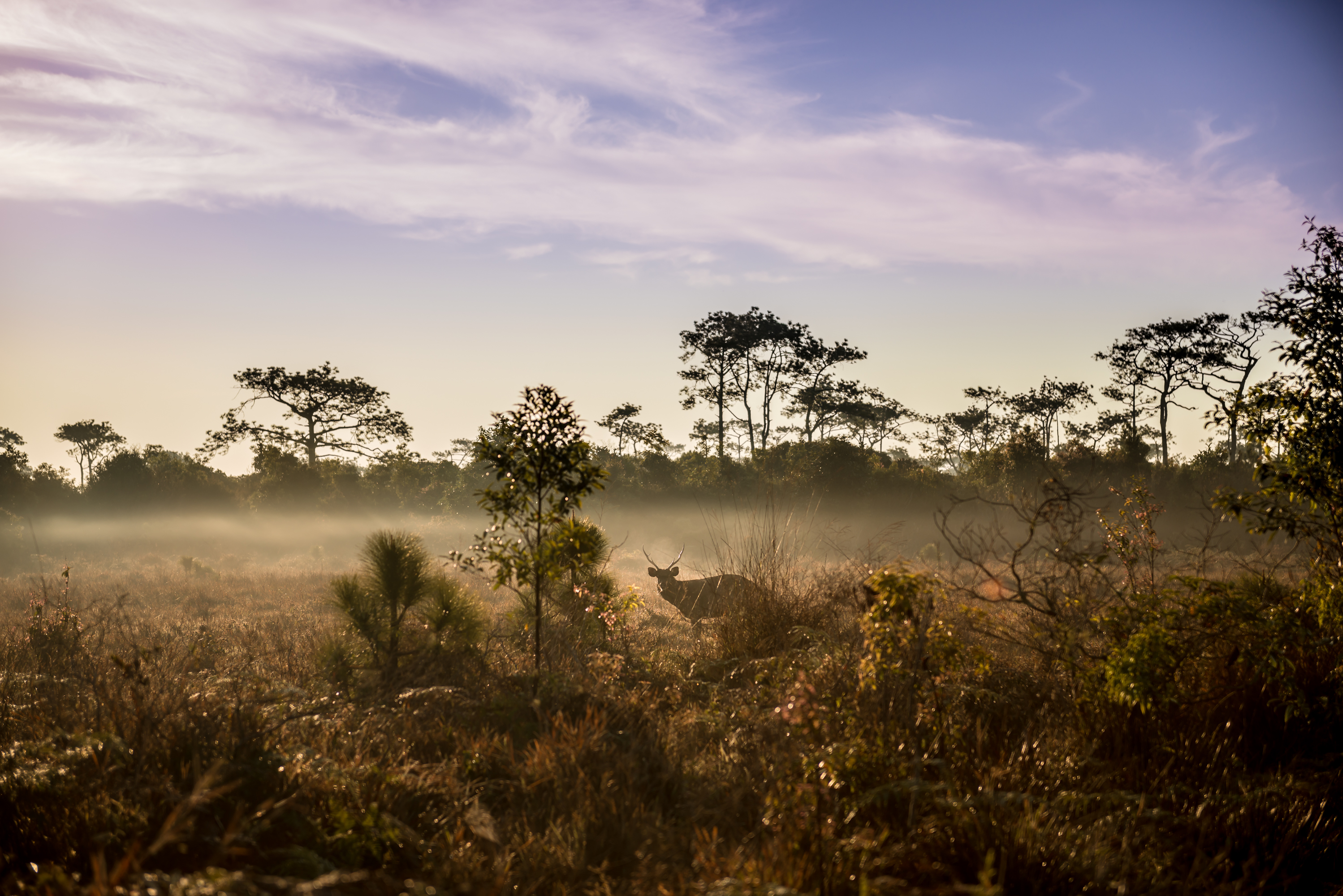

### Légende
La beauté de cette montagne est racontée dans des contes folkloriques locaux. 
Une personne nommée Phran (พาน) croyait  que Phu Kradung n’avait pas encore été escaladée. Il  mena son taureau en haut de la montagne. Il  trouva qu’il  existait plein de cerfs et de forêts de pins. Il y avait aussi de nombreuses plantes, des arbres variés et des animaux sauvages. Cela lui plut beaucoup, alors il décida de passer sa vie en haut de cette splendide montagne.

### De nos jours
Phu Kradung est très connu par les jeunes thaïs, surtout par les étudiants d’université. Le logement sur la montagne est limitée à « une ville de tentes » avec plus de cent tentes de toile disponibles en location. Le plaisir de se retrouver seul, au calme, de contempler la nature et de superbes paysages est malheureusement corrompu par des haut-parleurs ennuyants et inutiles qui annoncent par intermittence la disponibilité de nourriture, les heures de sommeil et bien d'autres annonces en thaï.

## Voyage à Phu Kradung

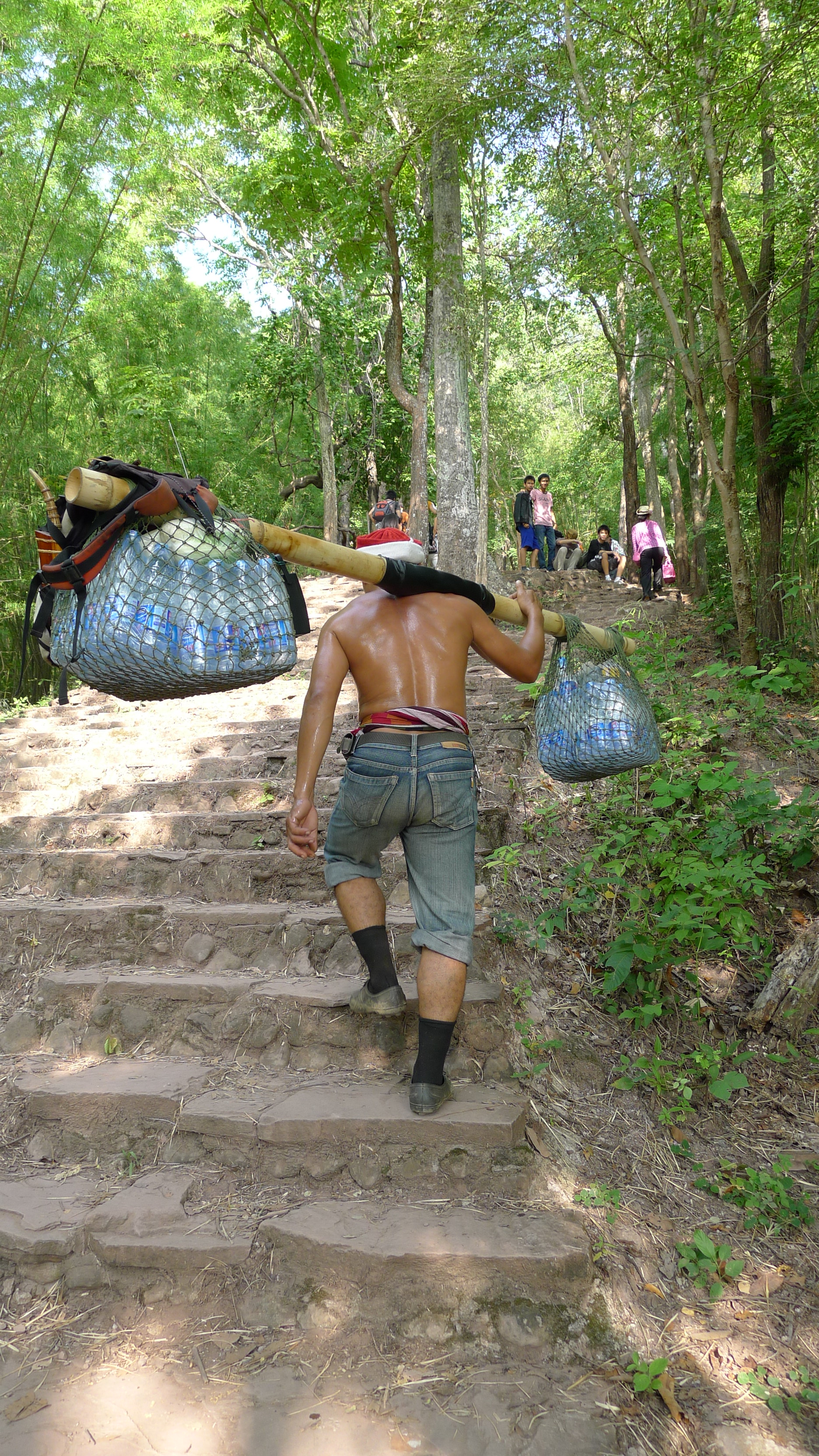
Porteur avec palanche à Phu Kradung

Le moyen le plus facile pour aller à Phu Kradung est de prendre l’autobus à  partir de Khon Kaen vers Pha Nok Kao. Descendez du bus devant Raan J Gim (ร้านเจ๊กิม). Il y a à cet endroit des minibus qui vous emmènent vers le bureau central du parc, soit un trajet d'environ une demi-heure. 

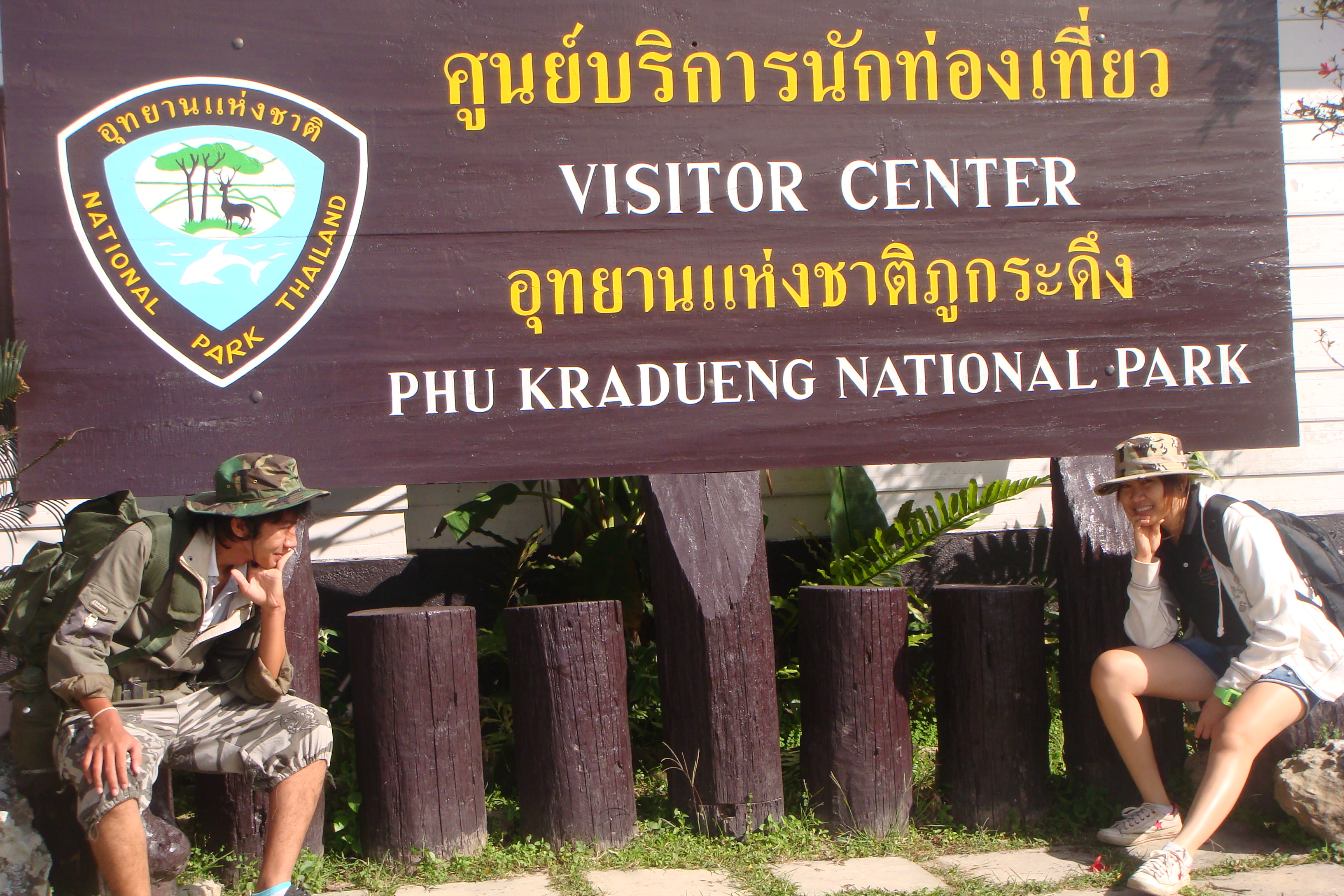
Entrée du parc national de Phu Kradueng

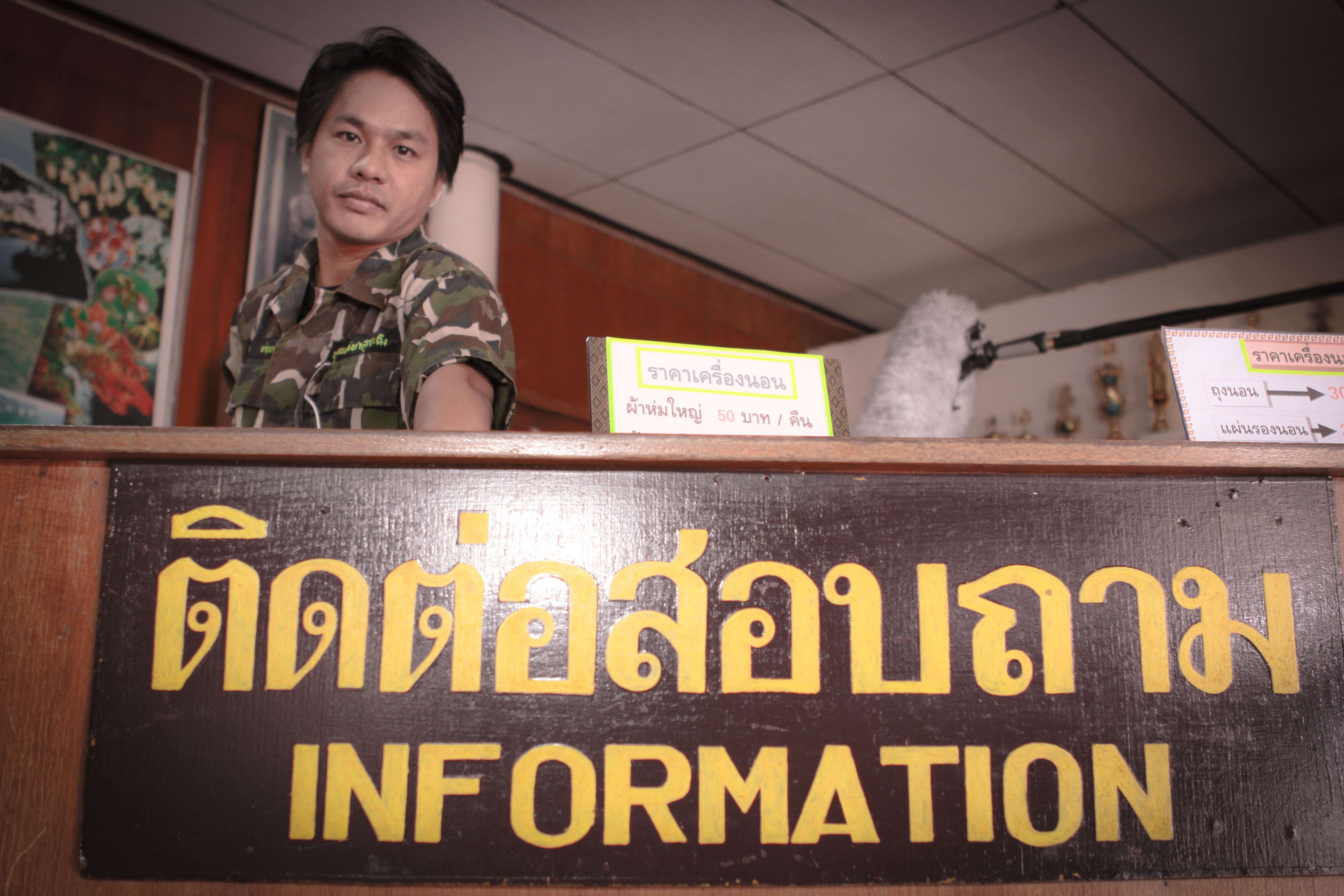

Les chemins pour aller en haut de la montagne.
Le chemin principal commence à partir d’Amphur Phu Kradung.
C’est un ancien chemin  historique. 
Les voyageurs commencent leur excursion au bureau central du parc au pied de la montagne. 
Le bureau du parc est fermé à 15h00 parce que les grimpeurs n’auront plus assez de temps pour monter vers le sommet de la montagne avant qu’il ne fasse  nuit.
Le sentier d'accès au sommet de la montagne de Phu Kradung et au terrain de camping est long de 9 km. Il y a 6 km d'ascension de la montagne et 3 km de plat au sommet pour arriver au camping. Il faut prévoir de 3 à 6 heures pour gravir les 1000 m de dénivelé entre le pied de la montagne et son sommet.
Les voyageurs peuvent embaucher des porteurs pour monter leurs affaires en haut de la montagne. Dans ce cas, le chemin principal est souvent plein de longues files de porteurs et de touristes.

### Plateaux
Il y a sept plateaux de repos appelés Sam (ซำ) sur le chemin de montée.
Ce sont :

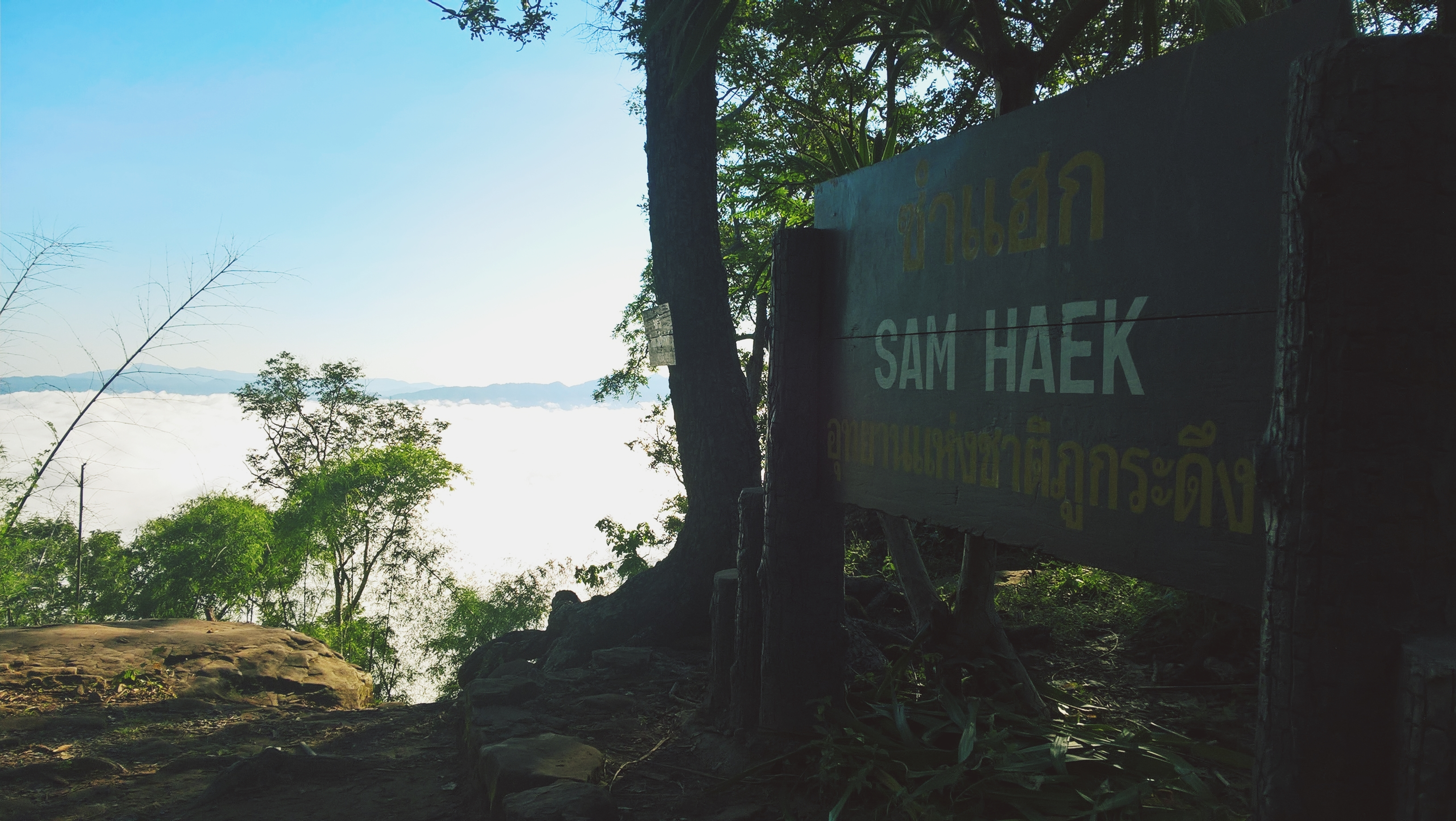
Sam Haek

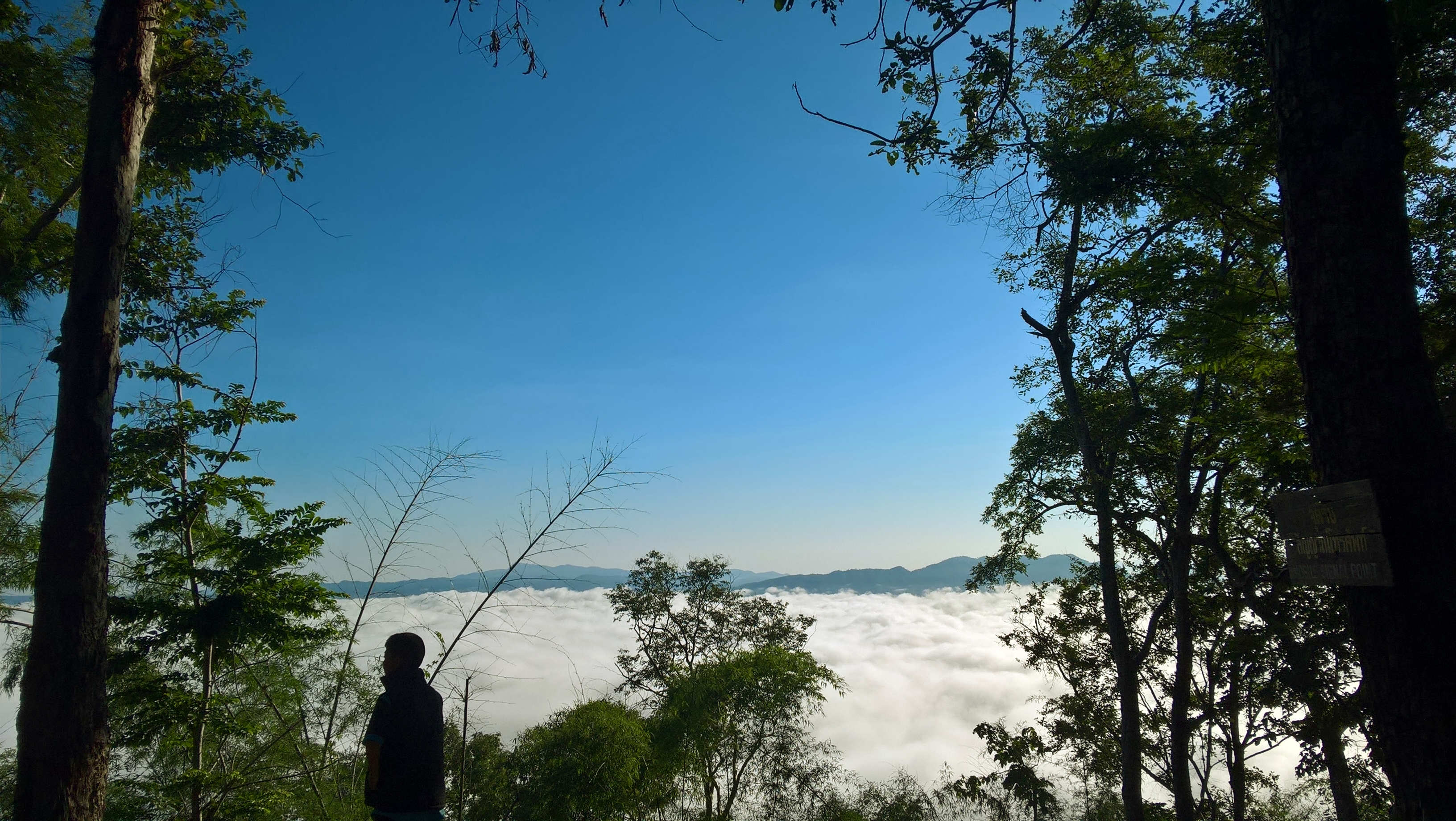
Vue de Sam Haek

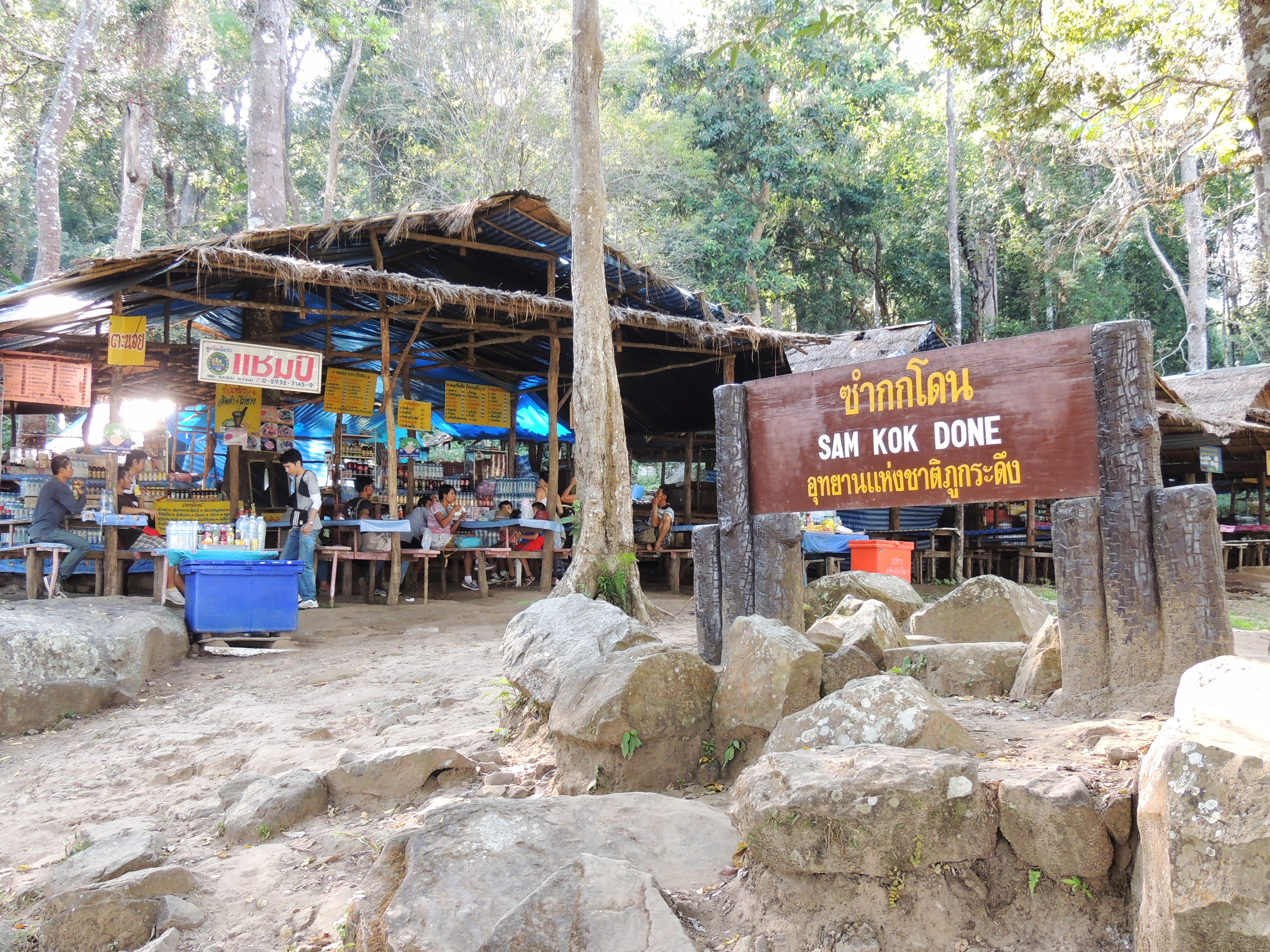
Nourriture et boissons à Sam Kok Done

- Sam Haek (ซำแฮก) - Le mot Haek (แฮก) en dialecte local signifie « objet sacré ». Ce plateau est à environ 1 kilomètre du pied de la montagne. Il est à un peu moins de 400 m d'altitude.
- Sam Bawn (ซำบอน) - Ce plateau est à 700 mètres de Sam Haek.
- Sam Kok Kawk (ซำกกกอก) - Ce plateau est à 360 mètres de Sam Bawn. Il est à un peu plus de 600 m d'altitude.
- Sam Ko Kwa (ซำกกหว้า) - Ce plateau est à 880 mètres de Sam Kok Kawk. Il est à près de 800 m d'altitude
- Sam Kok Pai (ซำกกไผ่) - Ce plateau est à 580 mètres de Sam Ko Kwa.
- Sam Kok Done (ซำกกโดน) - Ce plateau est à 300 mètres de Sam Kok Pai. Il est à un peu moins de 1000 m d'altitude.
- Sam Krae (ซำแคร่) - C’est le dernier plateau qui est à 585 mètres de Sam Kok Done.

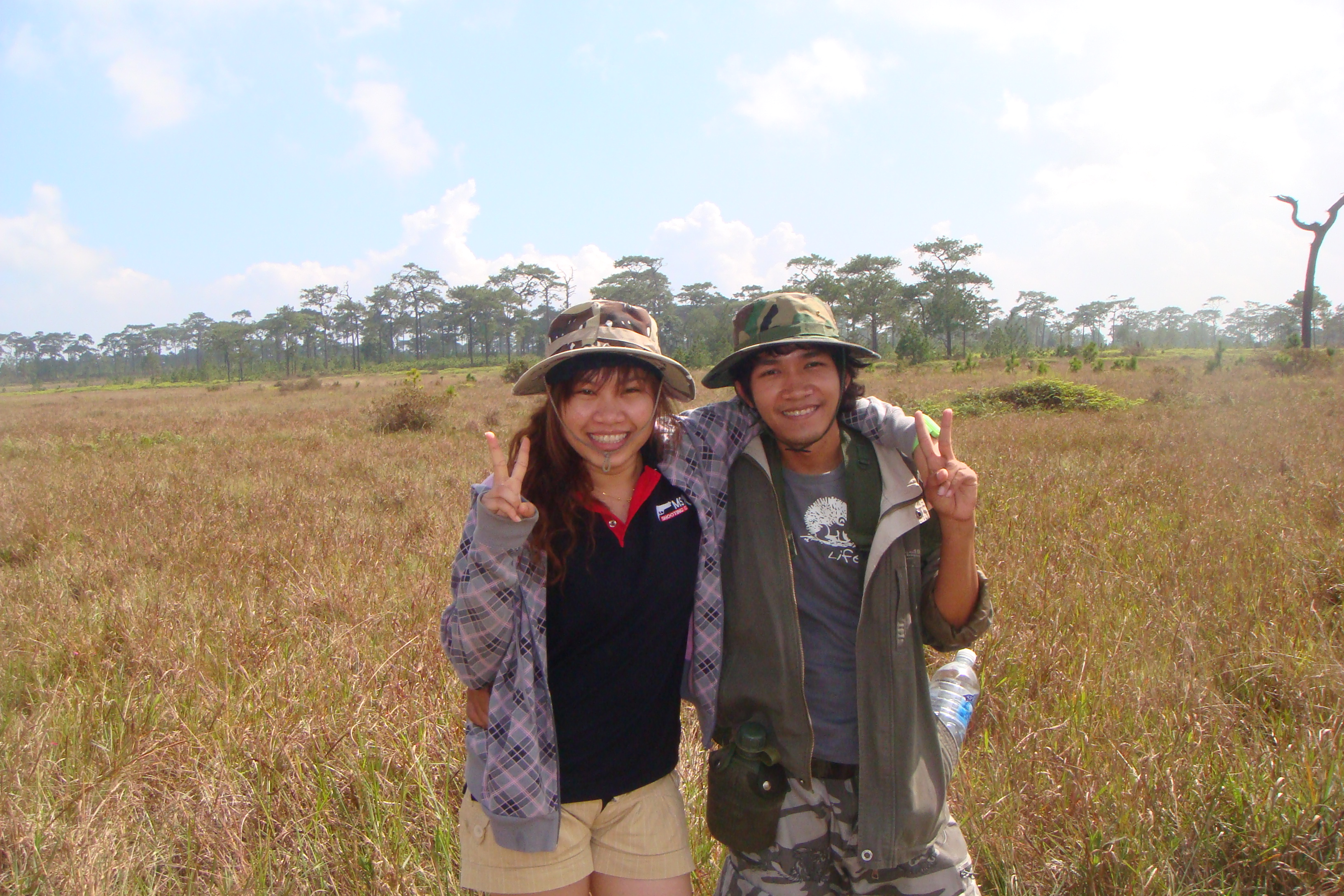
Arrivée au sommet après 1000 m de dénivelé เหนือย มากๆ Très, très fatigués !!!

Aux plateaux, les touristes peuvent acheter de la nourriture et des boissons. 
C’est un bon endroit pour le repos après une montée fatigante. Il existe également des toilettes à ces endroits. 
À partir de Sam Krae, il reste encore 1 020 mètres à parcourir pour gravir les 200 derniers mètres de dénivelé avant le sommet. Cette portion du chemin est sans doute la plus difficile et la plus escarpée de ce voyage. Les voyageurs sont aidés par des échelles et des rampes sur quelques parties du chemin où il n’est pas facile de marcher et de grimper. 

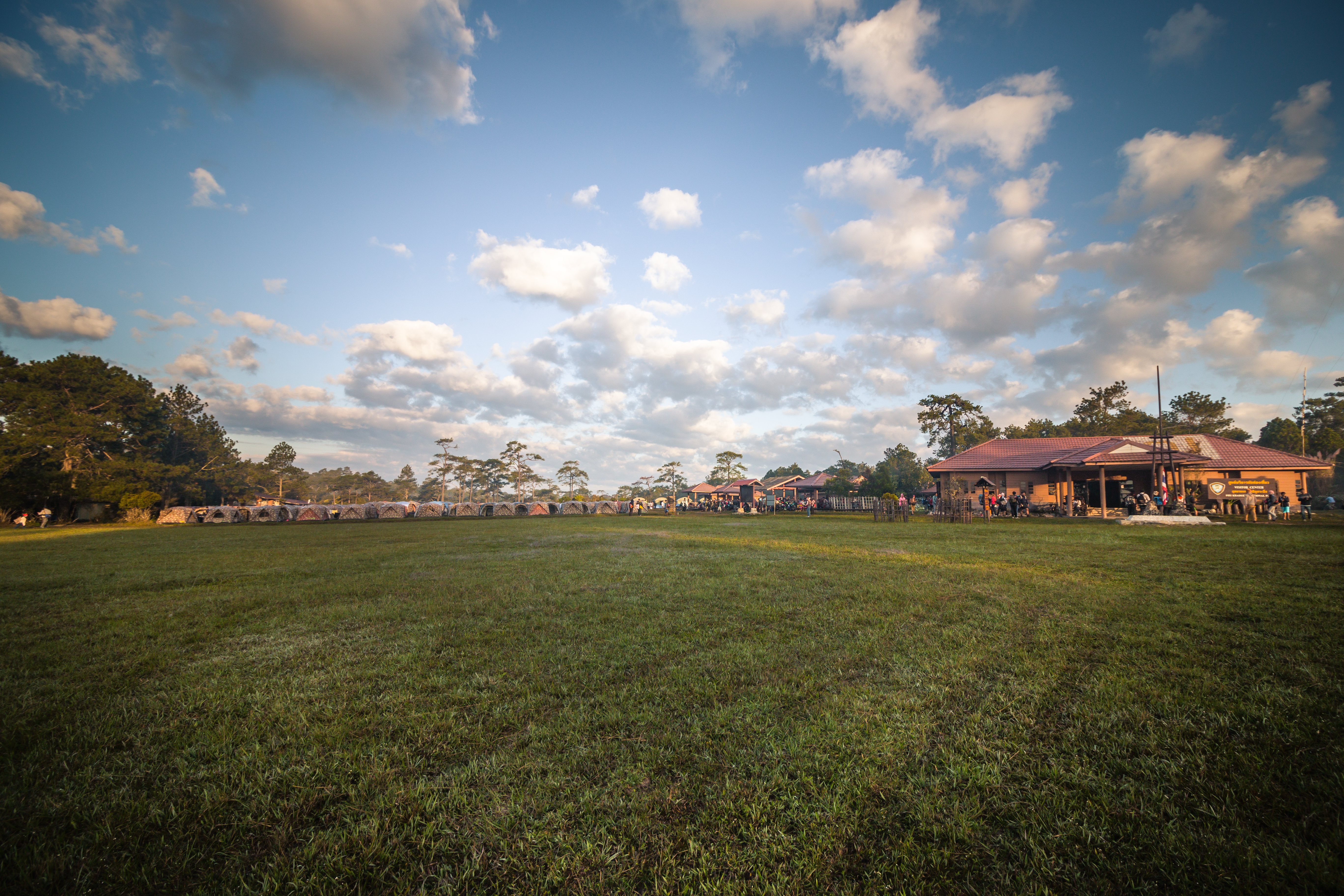
Terrain de camping

En outre, du haut de la montagne, il faut continuer à marcher environ 3,6 kilomètres vers le bureau du parc et le terrain de camping sur la montagne.

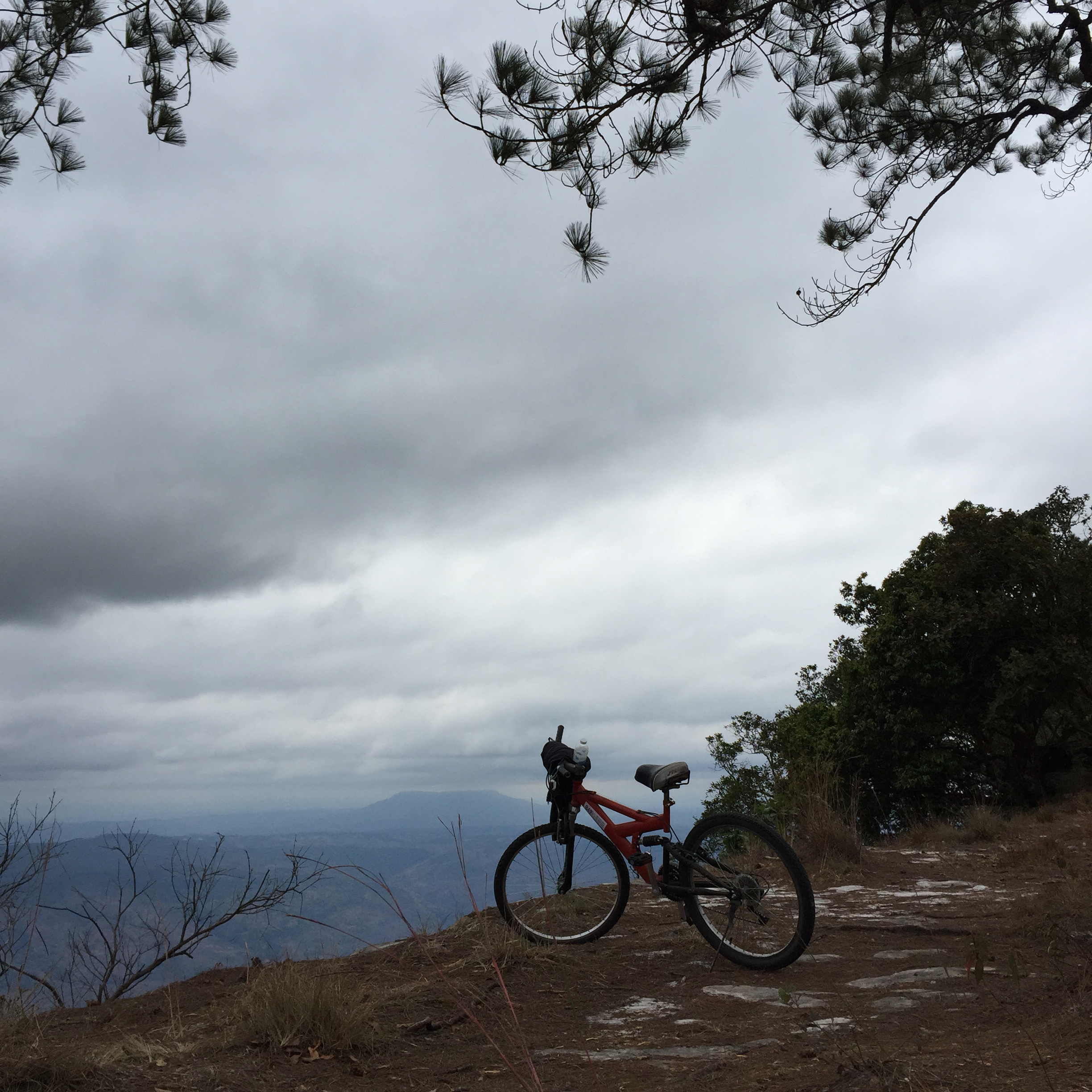

Au terrain de camping, des tentes et des logements à louer sont disponibles. 
Les touristes passent leur temps avec plusieurs randonnées à pied ou à bicyclette le long des 50 km de sentiers balisé en anglais et en thaï vers de belles falaises et des chutes d’eau de la montagne.
L’autre chemin à partir d’Amphur Nam Nao.
Les touristes peuvent monter à la montagne à partir d’Amphur Nam Nao. C’est une nouvelle piste ouverte en 2005. Il y n’a pas encore d’endroit de repos sur le chemin, ni de nourriture et de boissons lors de la montée sur cette piste.

## Pistes au sommet de la montagne
Il y a deux zones de pistes au sommet de Phu Kradung. L’une est ouverte au public. Cette zone a des cascades et des falaises. L’autre zone est la forêt réservée, car, pour l'explorer et y découvrir les merveilles qui s'y cache, il est obligatoire d'engager un guide forestier agrémenté par les autorités du parc. Elle a été divisée en deux parties, appelées partie un et partie deux.   

## Cascades

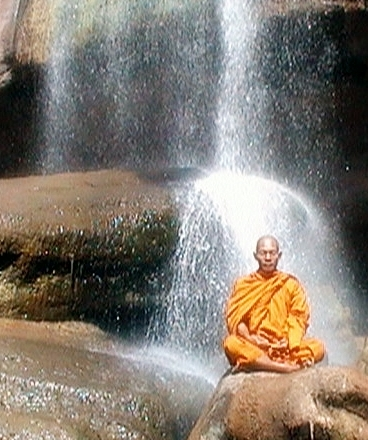
Bonze méditant au pied de la cascade de Tat Hong

Les voyageurs peuvent admirer de nombreuses chutes d'eau : cascades de Wang Kwang (น้ำตกวังกวาง), Tham Yai (น้ำตกถ้ำใหญ่), Than Sawan (น้ำตกธารสวรรค์), Phen Phop (น้ำตกเพ็ญพบ), Phon Phop (น้ำตกโผนพบ), Phen Phop Mai (น้ำตกเพ็ญพบใหม่), Tat Hong (น้ำตกตาดฮ่อง) etc.

Cascades du parc national de Phu Kradung
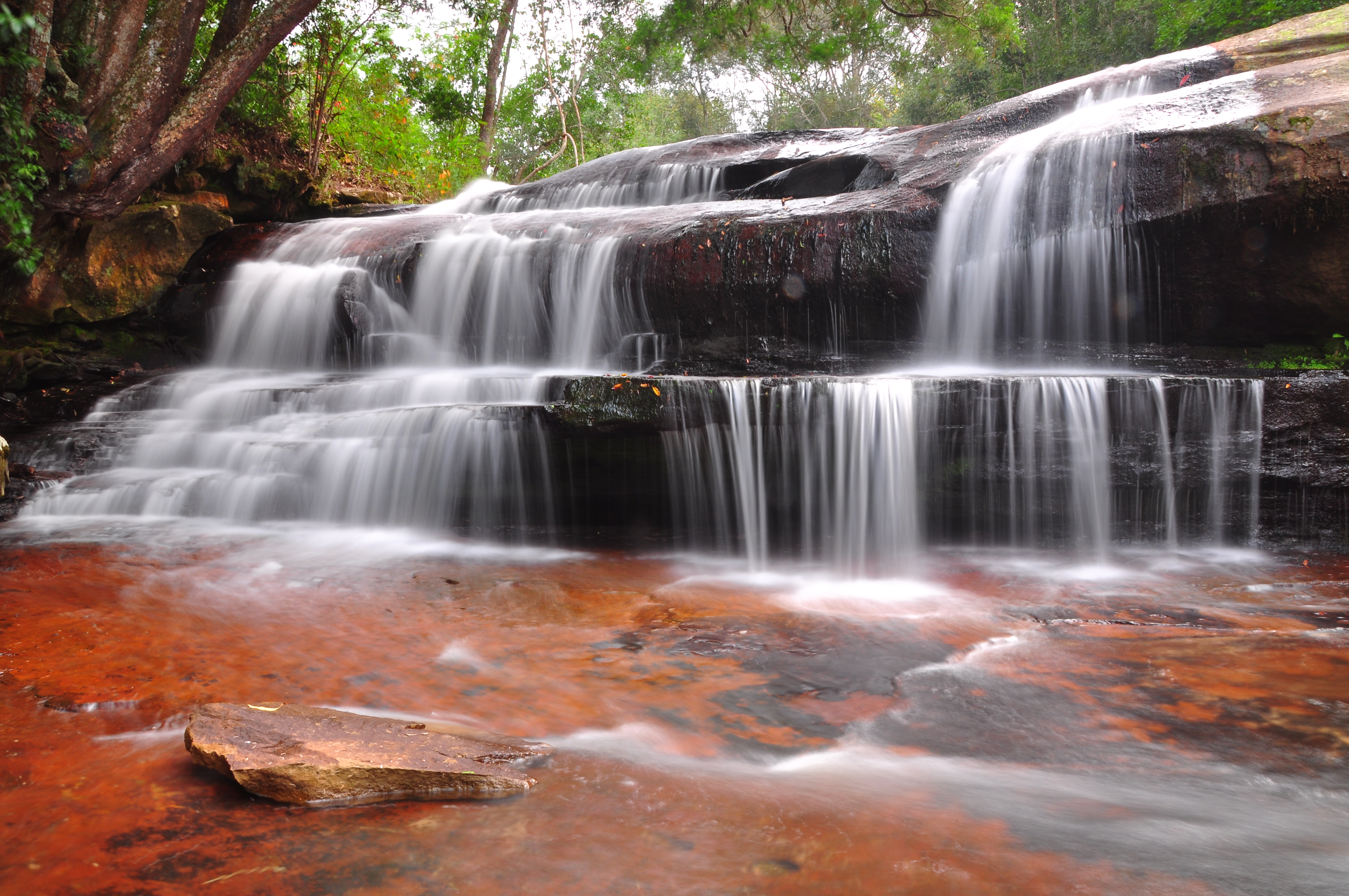
Wang Kwang
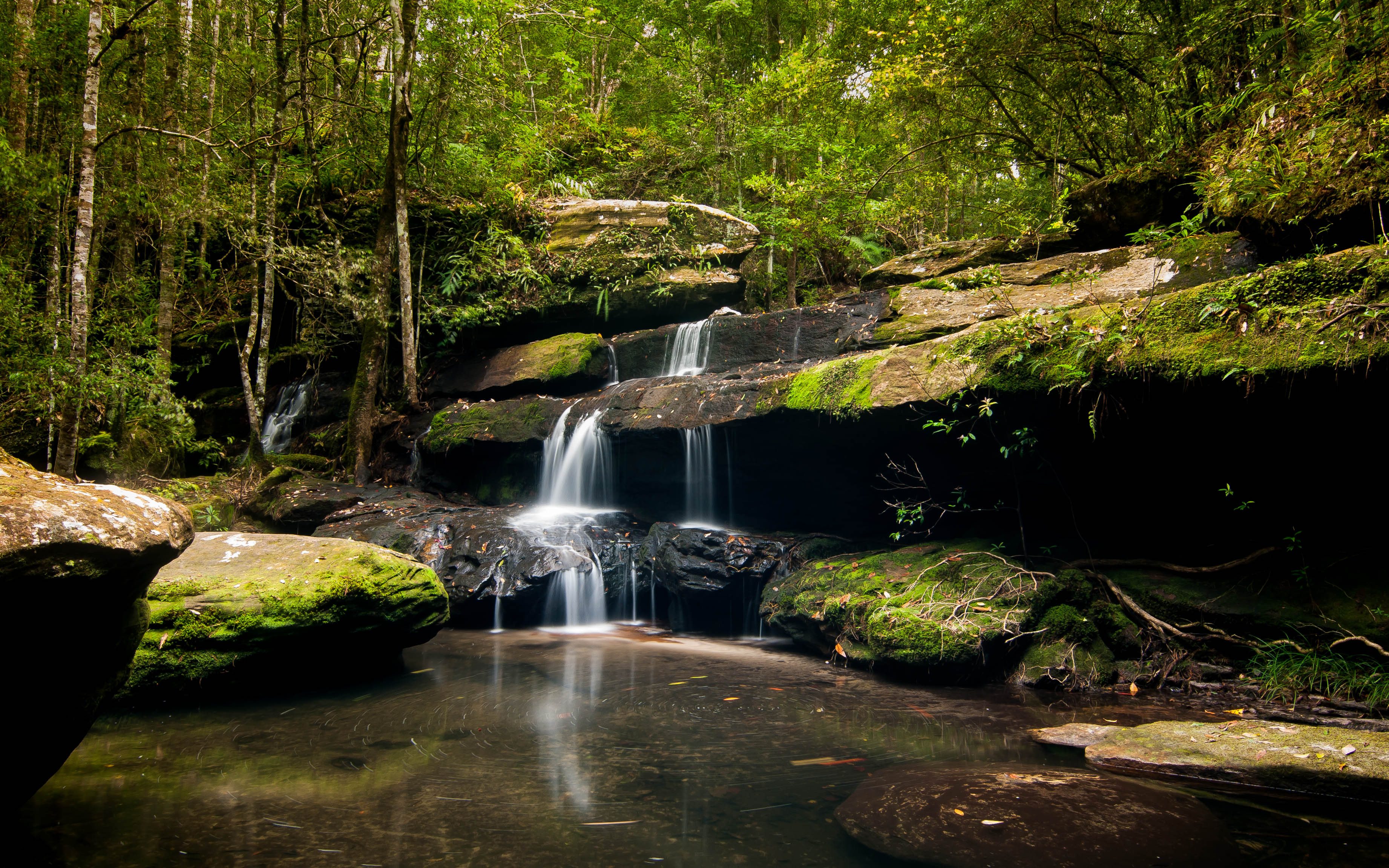
Tham Yai
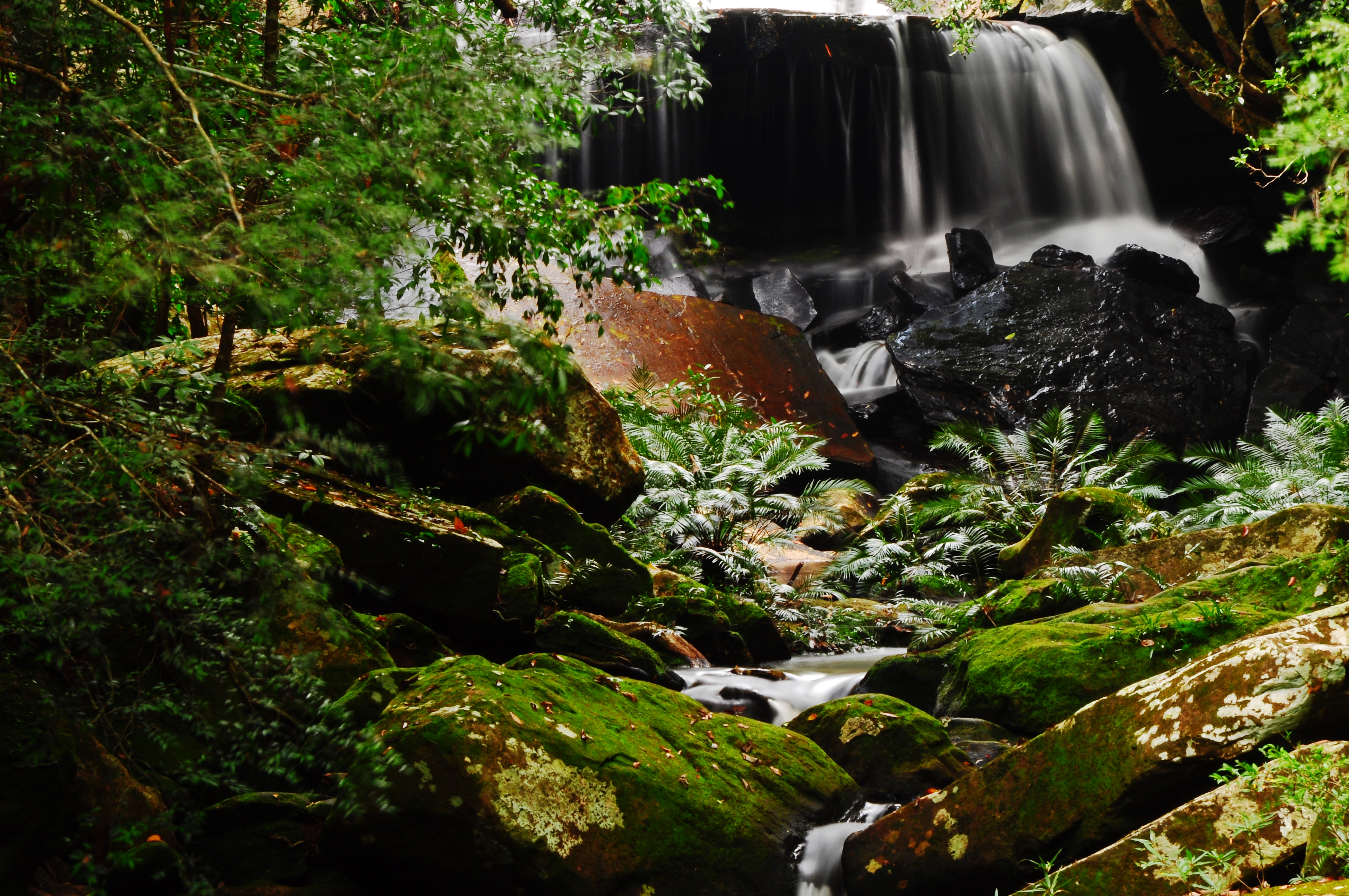
Phen Phop Mai
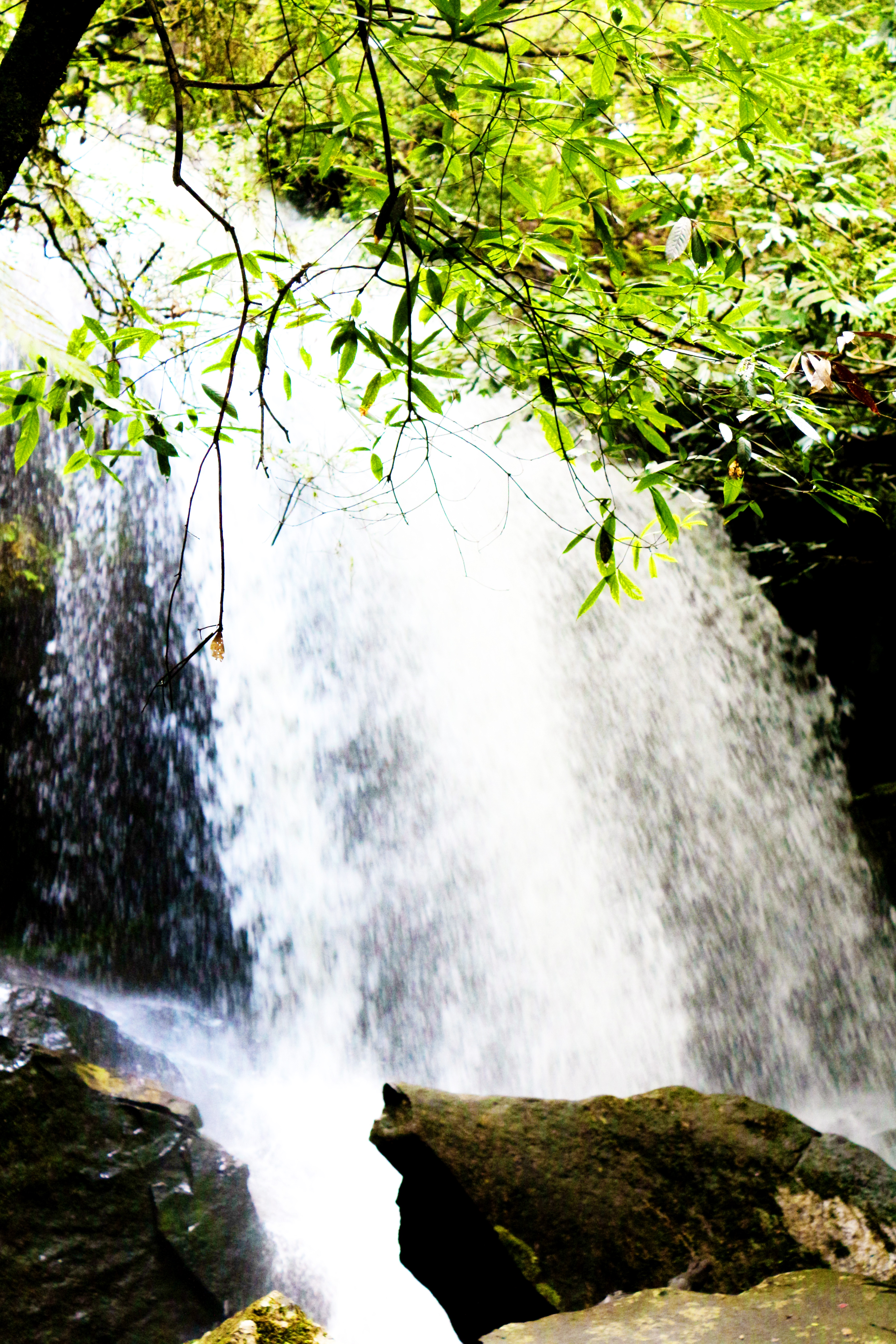
Phon Phop
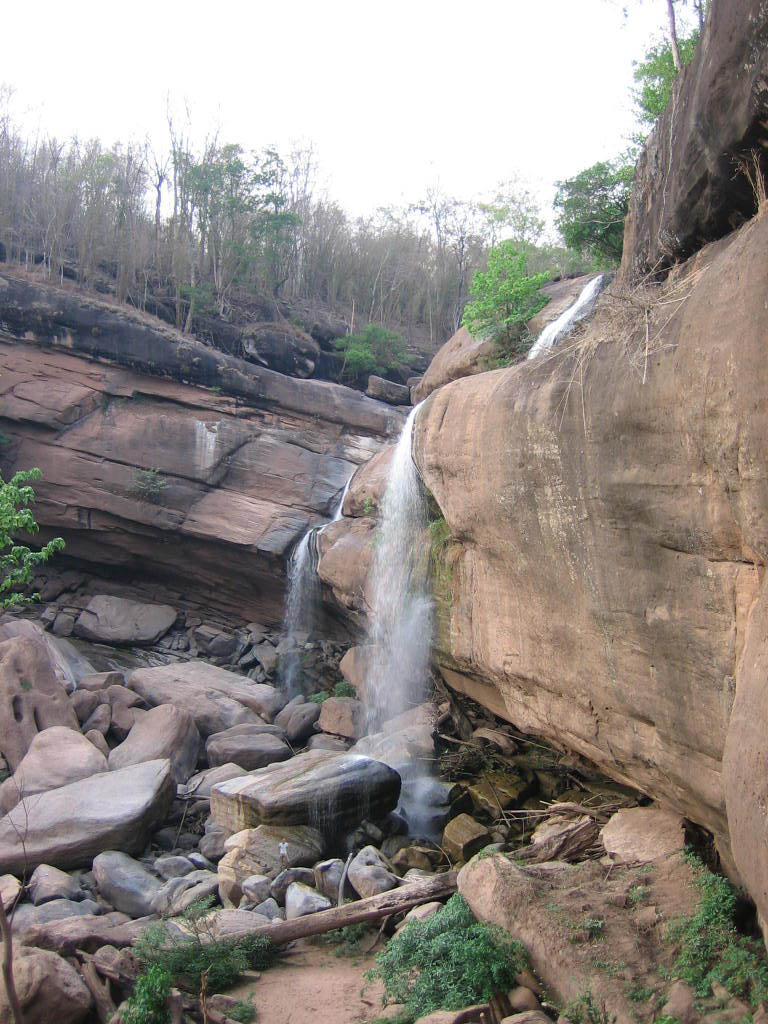
Tat Hong

## Falaises
À partir du bureau touristique, les voyageurs peuvent explorer le chemin vers les falaises. Il y a de nombreuses falaises dont la beauté est connue universellement.
- La falaise de Pha Nok Ann (ผานกแอ่น) appelé en français falaise des hirondelles - Cette falaise se situe à l’est de la montagne environ 1,1 kilomètre du terrain de camping et le bureau touristique. La falaise de Pha Nok Ann est un site touristique important où beaucoup de voyageurs viennent pour admirer le lever du soleil. En été et la saison de la pluie, cette falaise est pleine de brouillard alors on peut voir comme une mer de brouillard au moment du lever du soleil.
- La falaise de Pha Mak Duk (ผาหมากดูก) - Cette falaise se trouve à l’ouest de la montagne, à environ 2 kilomètres du terrain de camping et du bureau touristique. Les touristes, qui ont un peu de temps, peuvent y venir pour voir le coucher du soleil car ce n’est pas loin du terrain de camping.

"À chaque coucher du soleil, à la falaise de Makduk, je m'asseyais
Pour contempler les rais de lumière colorée
Percer les nuages et embraser le ciel"
Angkarn Kalayanaphong (อังคาร กัลยาณพงศ์, poète et artiste thaï, né le 13 février 1926 et mort le 25 août 2012), 
Lam nam Phu Kradung (ลำนำภูกระดึง), publié en 1969
- La falaise de Pha Jam Sil (ผาจำศีล) – Environ 600 mètres de Pha Mak Duk
- La falaise de Pha Na Noi (ผานกน้อย) – Environ 600 mètres de Pha Jam Sil
- La falaise de Pha Yiap Mek (ผาเหยียบเมฆ) – Environ 2 kilomètres de Pha Na Noi
- La falaise de Pha Daeng (ผาแดง) ou falaise rouge – Environ 1,5 kilomètre de Pha Yiap Mek
- La falaise de Pha Lom Sak (ผาหล่มสัก) – Environ 2,5 kilomètres de Pha Daeng Cette falaise se situe à l’ouest de la montagne de Phu Kradung. Les alpinistes aiment la visiter pour admirer le coucher du soleil. À partir d’ici, il est possible d’aller à Phu Pha Jid (ภูผาจิต) du parc national de Nam Nao (อุทยานแห่งชาติน้ำหนาว).

Falaises du parc national de Phu Kradung
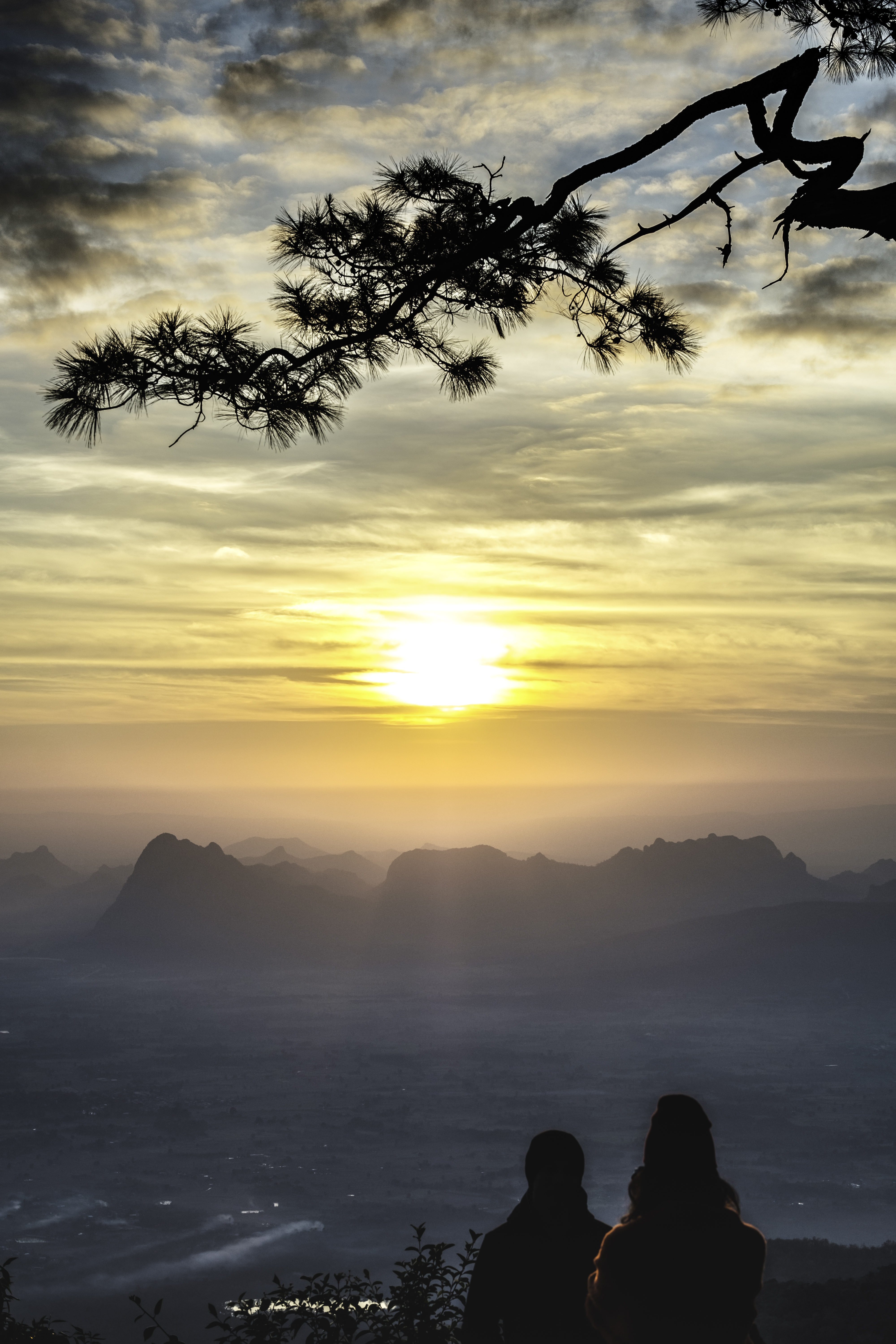
Lever de soleil à Nok Ann
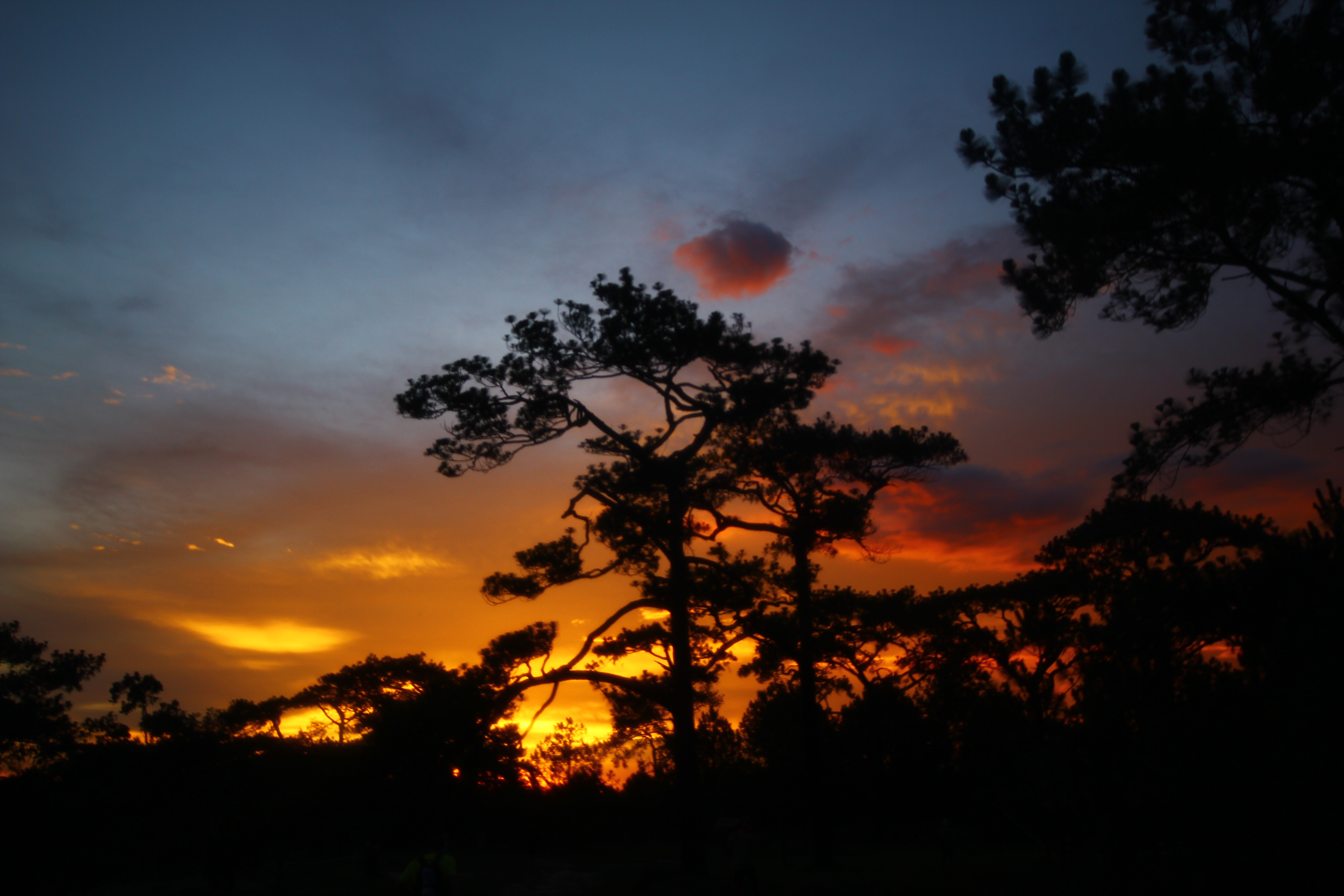
Coucher de soleil à Mak Duk
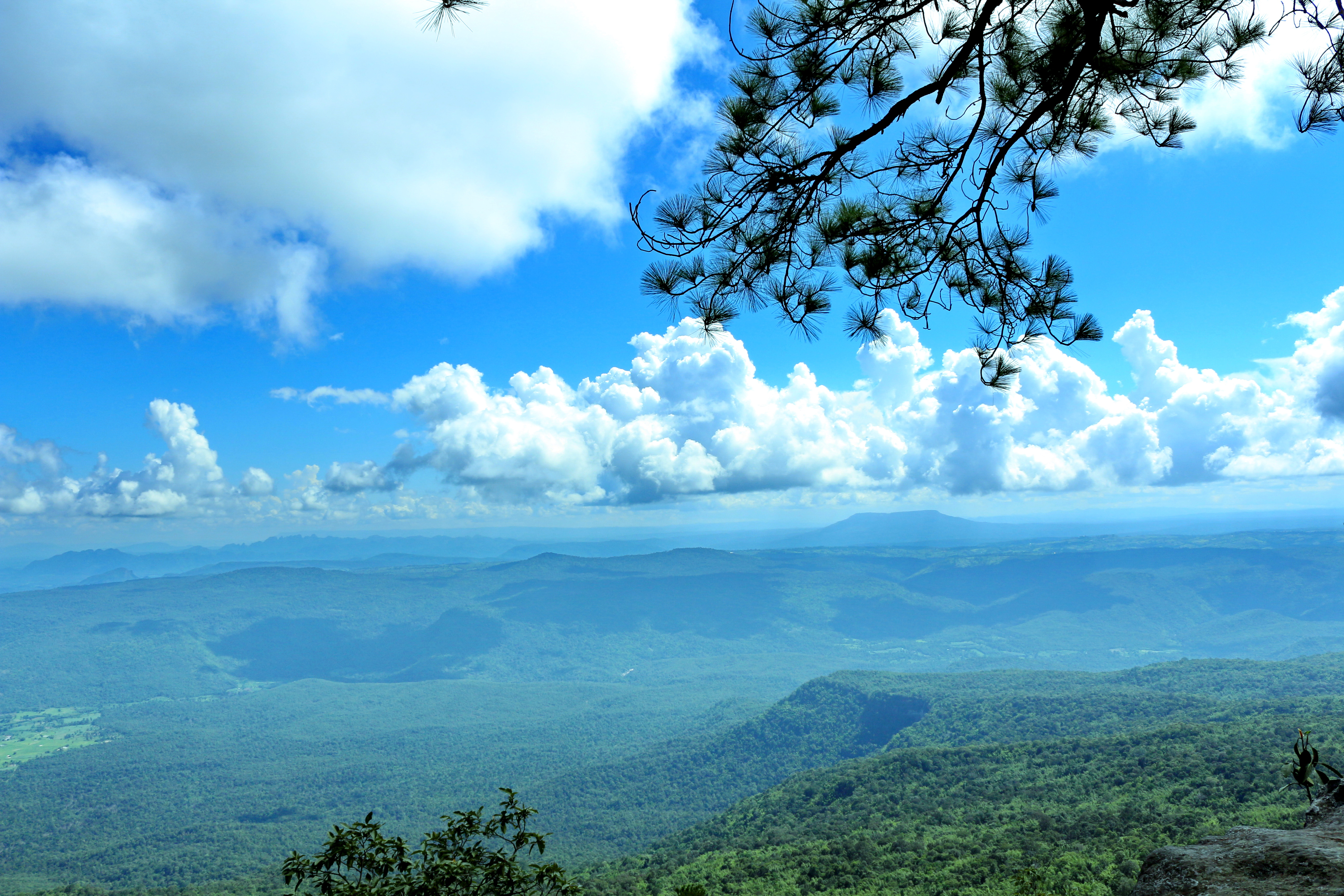
Point de vue de la falaise de Na Noi
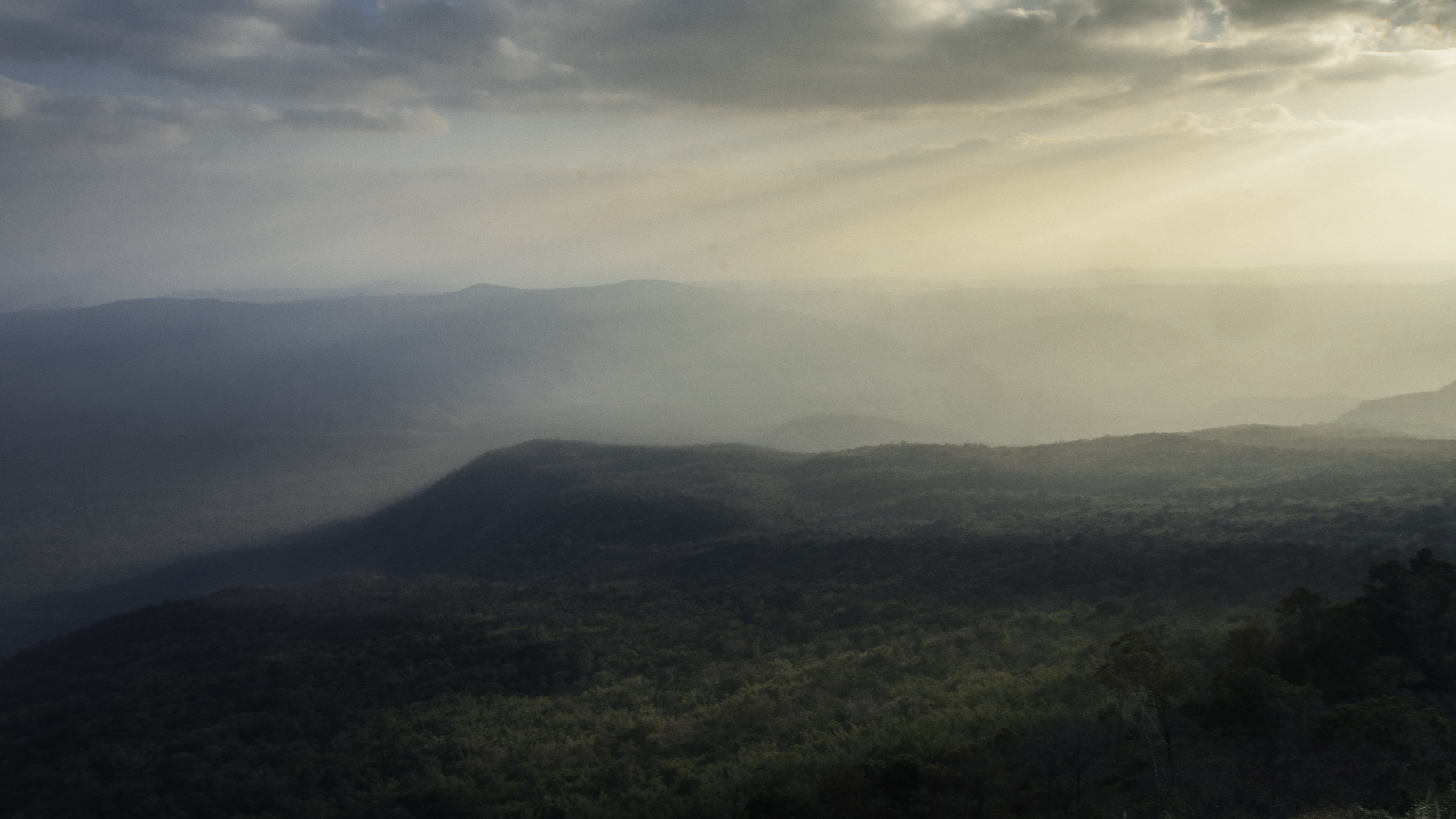
Point de vue de la falaise Yiap Mek
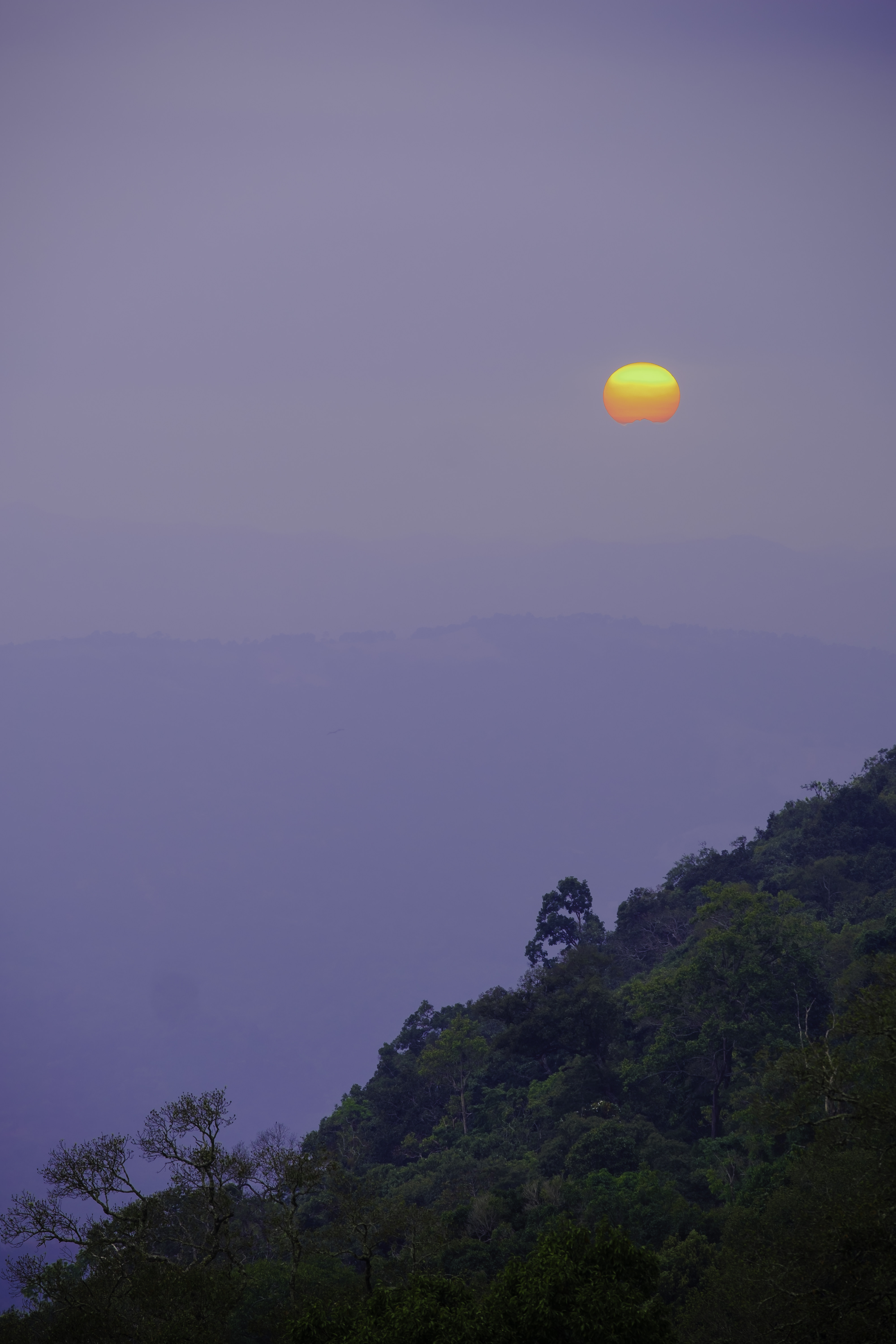
Lever de soleil à Yiap Mek

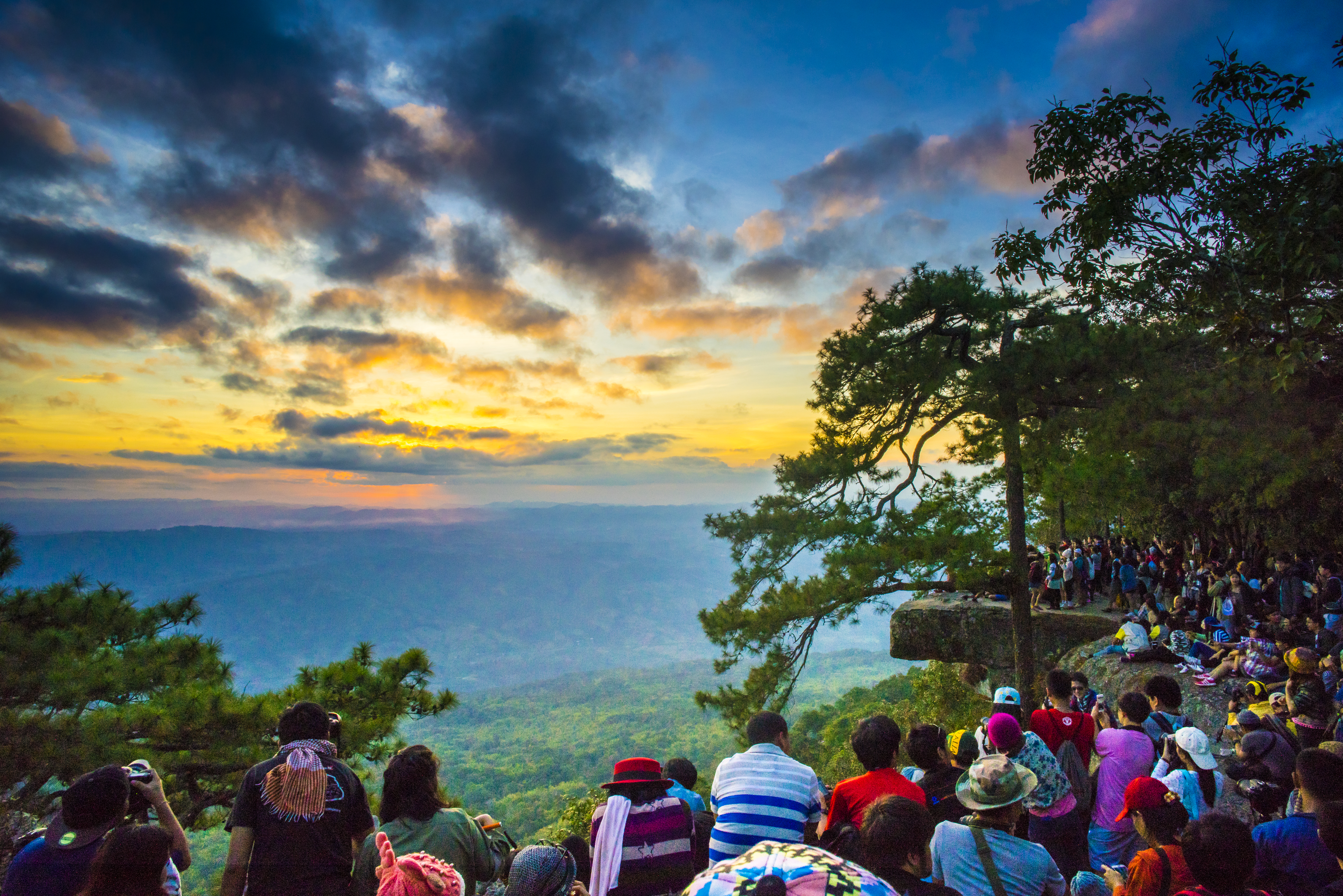
Falaise de Lom Sak en pleine saison touristique.

## Mares et étangs

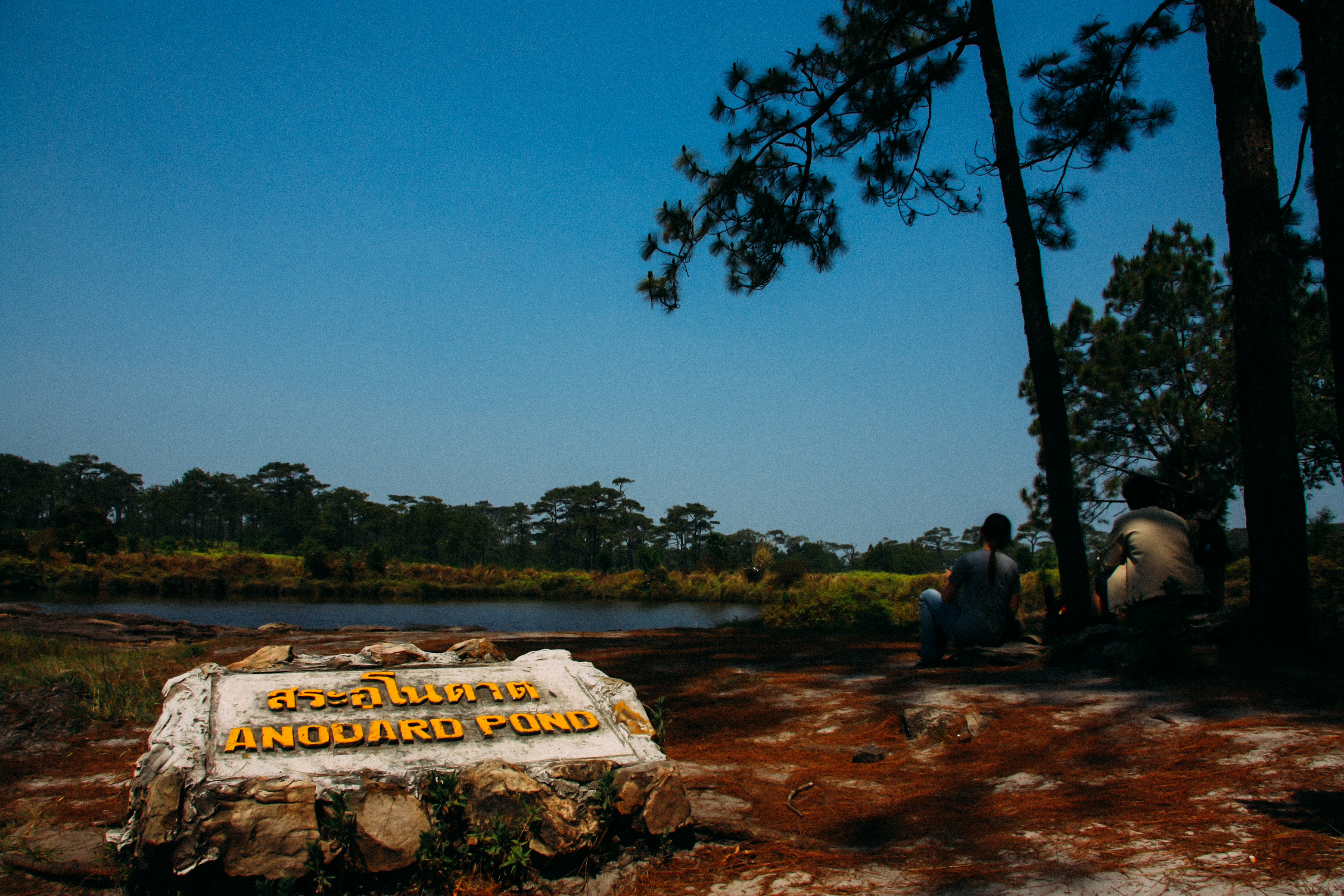

Mares et étangs
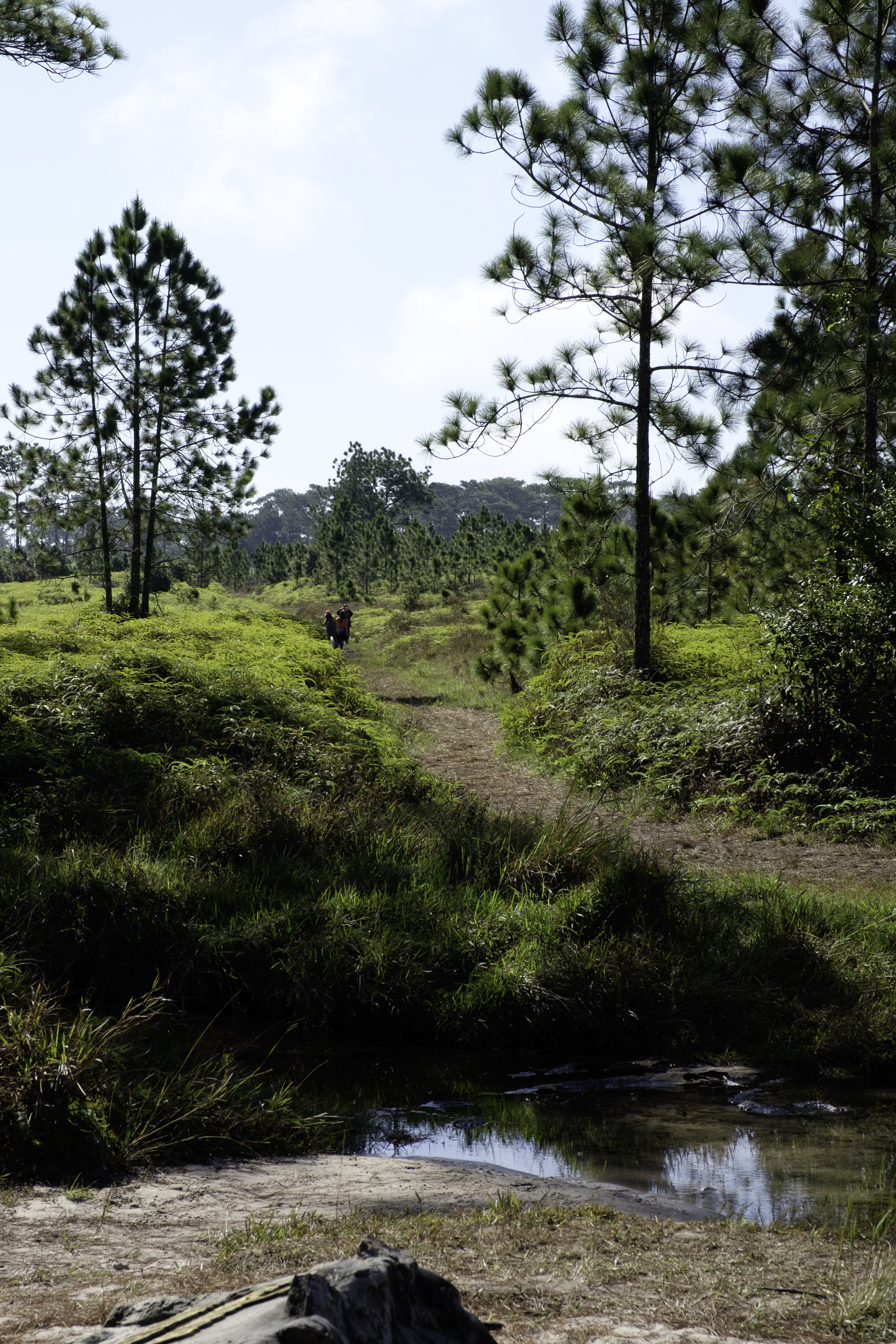
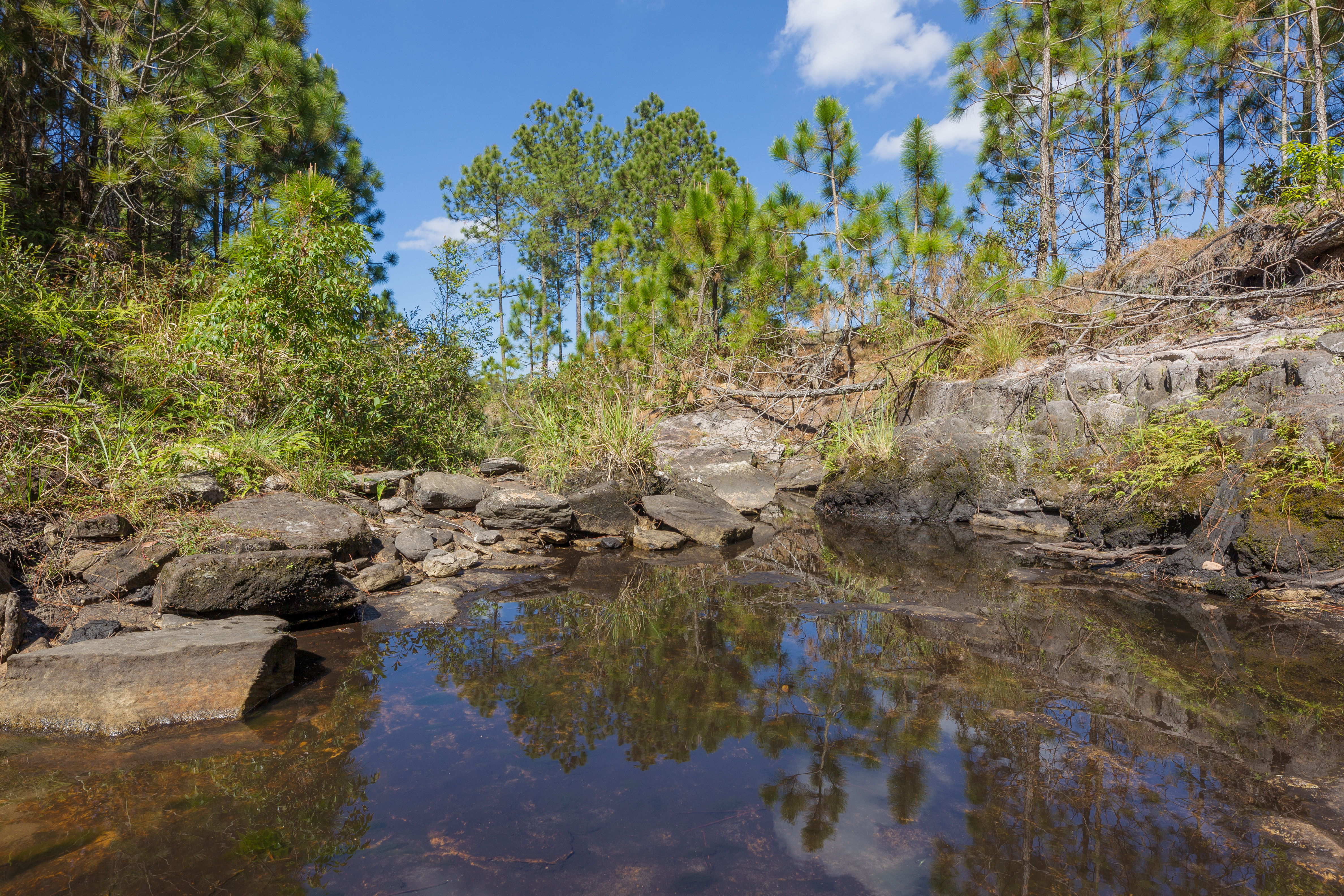
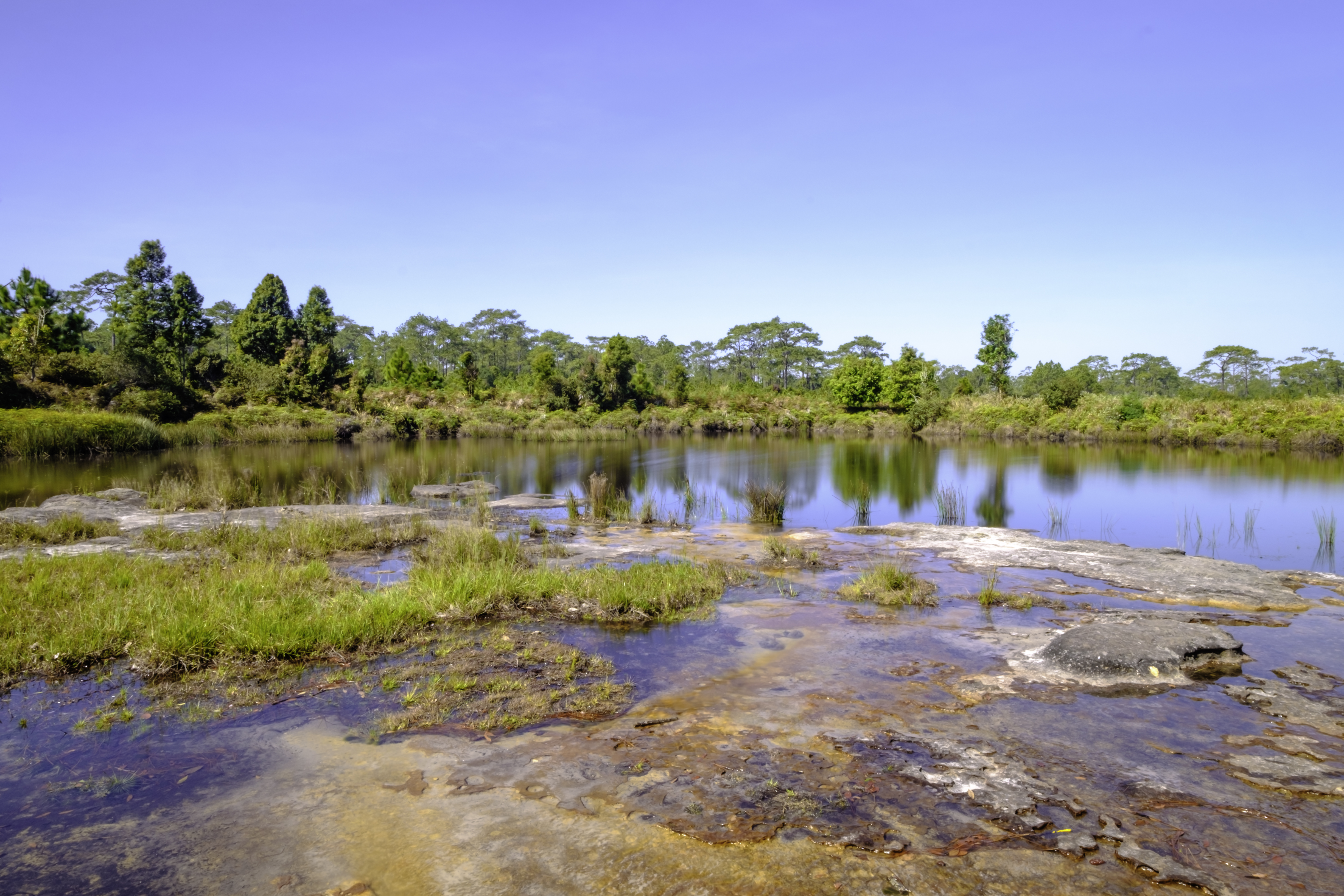
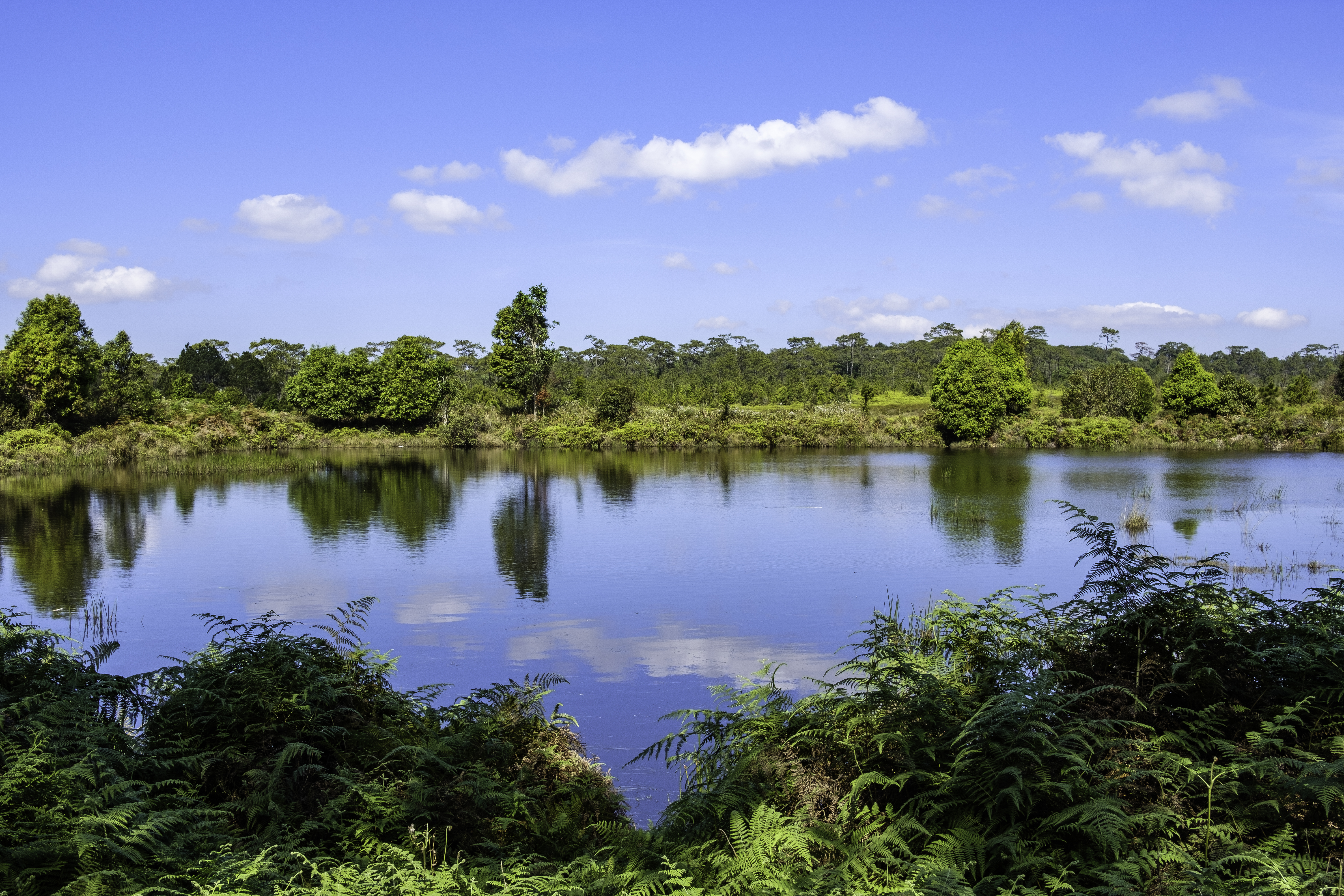
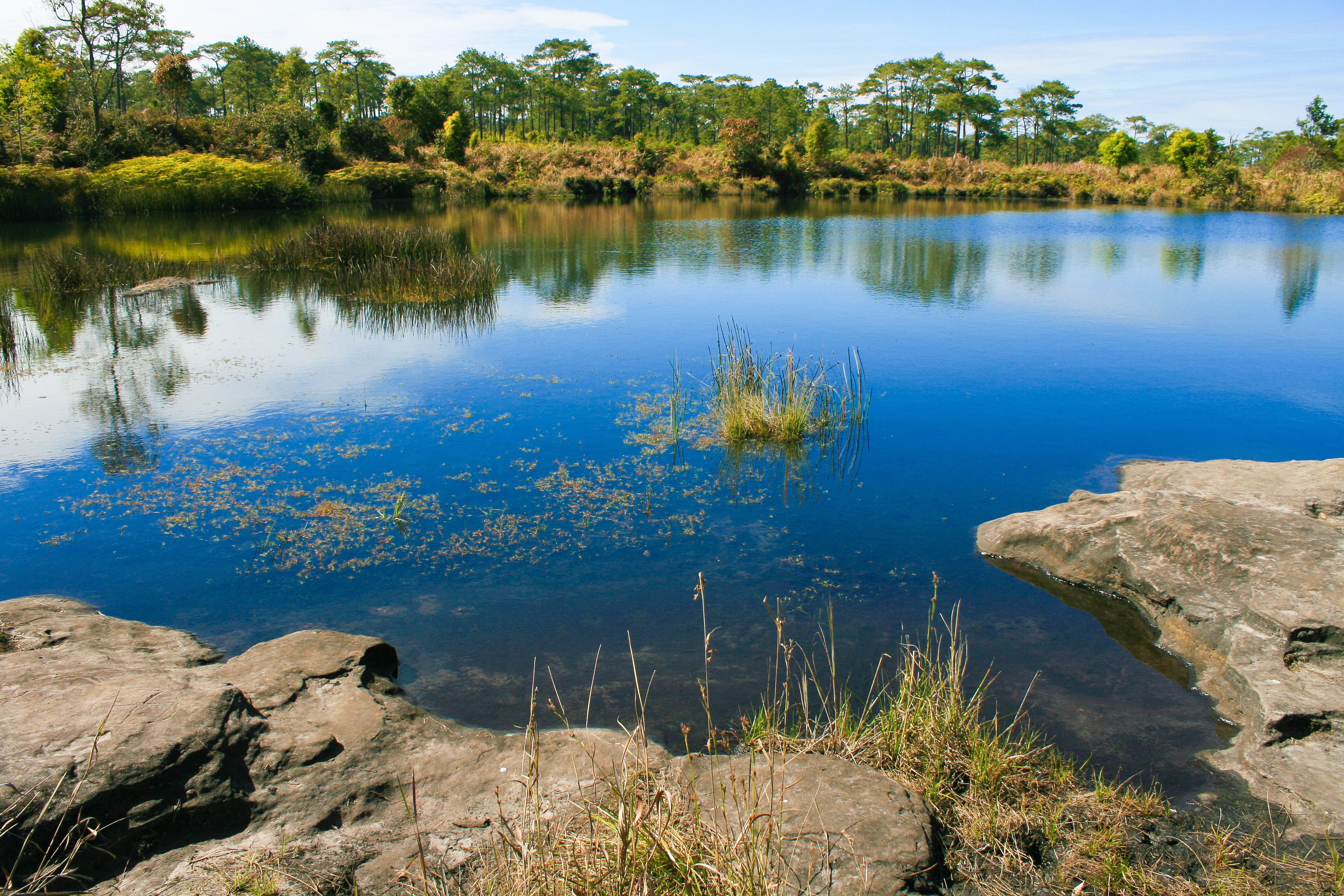

## Faune et flore
La biodiversité de la faune dans le parc national de Phu Kradung est plutôt limitée en comparaison de la plupart des autres parcs nationaux : il n'y a que 116 espèces d'oiseaux, 11 espèces de mammifères, 19 espèces de reptiles dont 1 espèce de tortue, 6 espèces de lézards et 12 espèces de serpents, et, plus remarquable, 19 espèces d'amphibiens. La flore, en revanche, présente un grand intérêt, en particulier parce que Phu Kradung est l'un des rares endroits de la Thaïlande qui connaît un automne, certes bref, en décembre.

### 11 espèces de mammifères

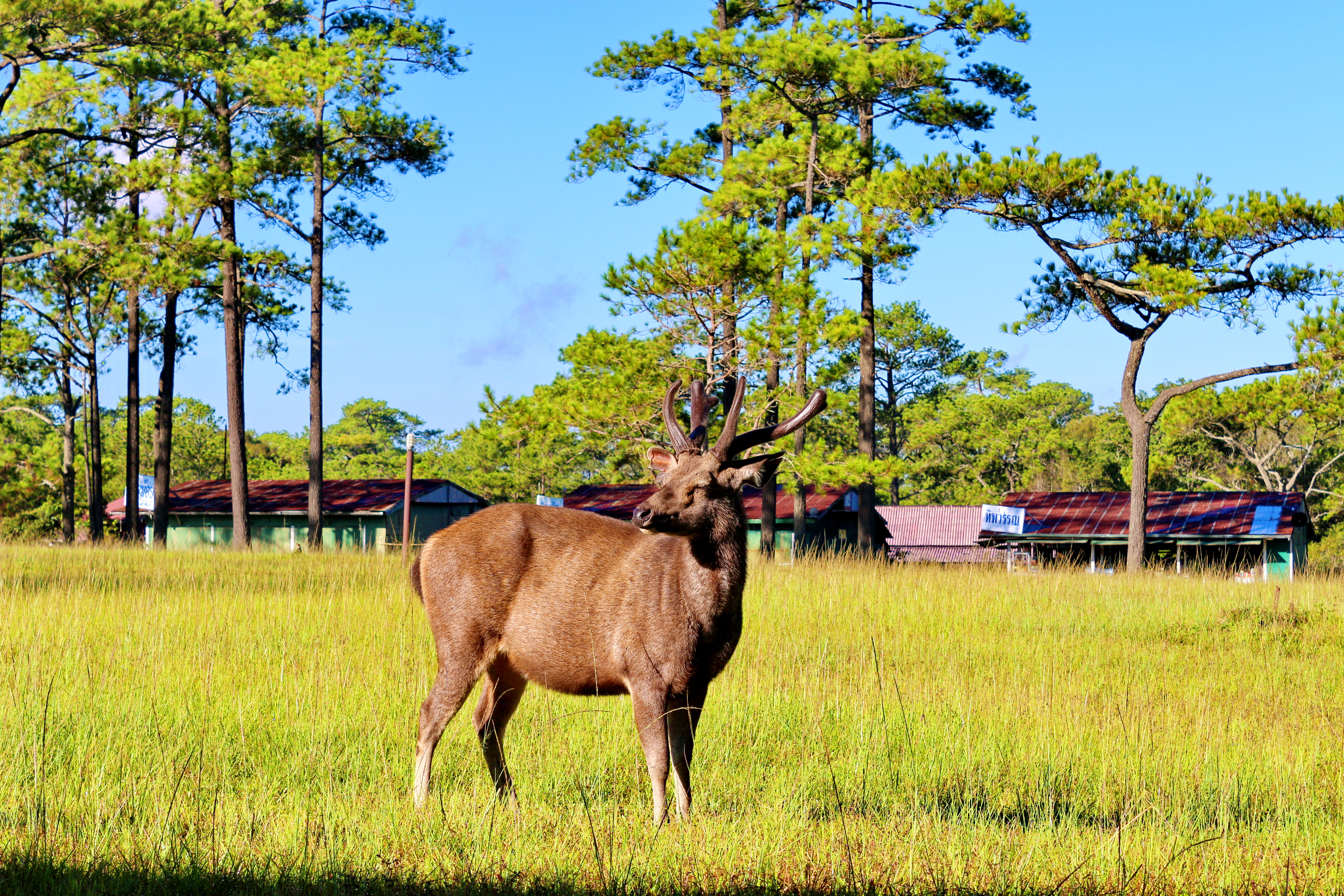
Cerf sambar

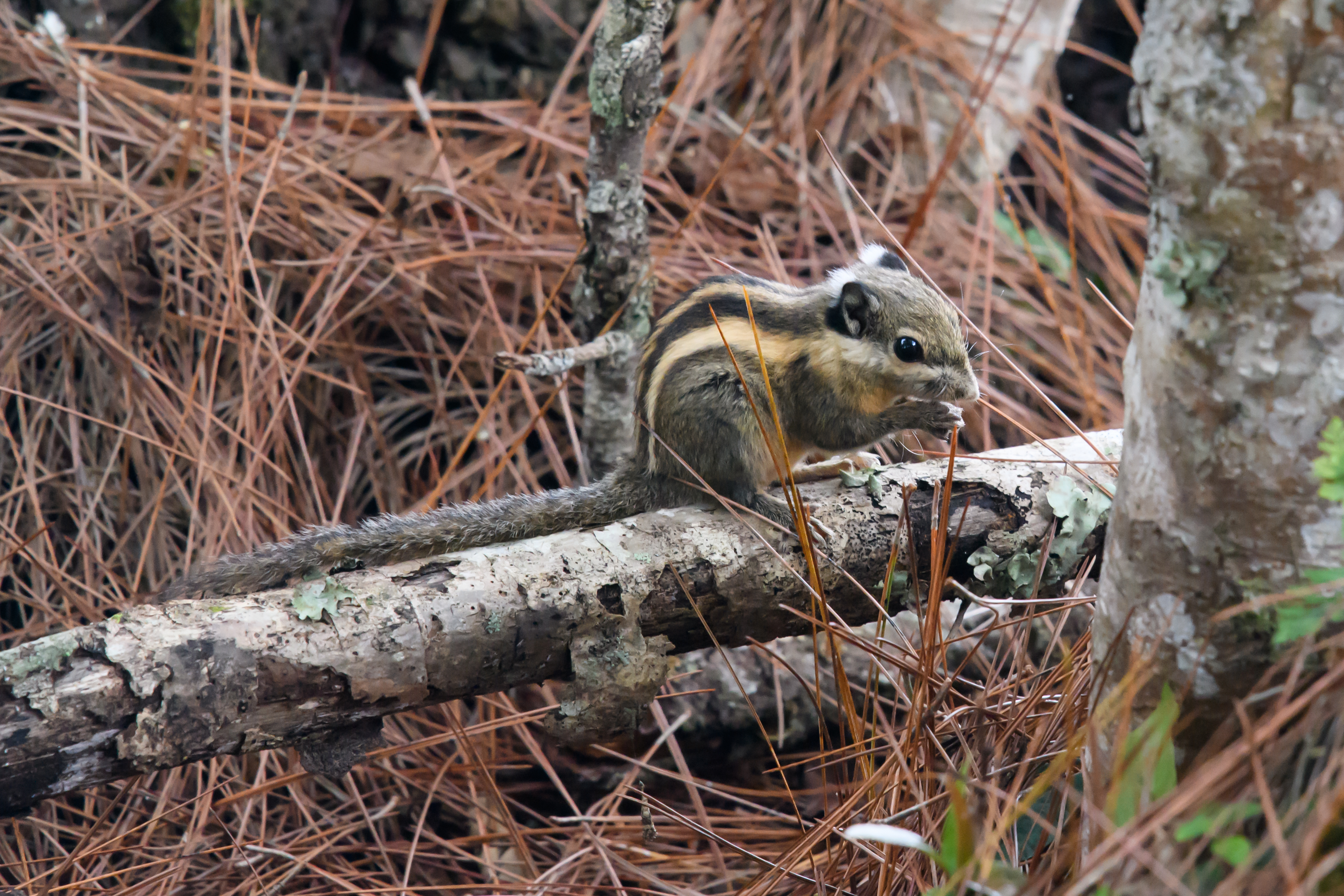
Écureuil rayé de l'Himalaya

On voit fréquemment de grands cerfs sambars. 
On peut aussi parfois voir des éléphants d'Asie ; des sangliers ; des chats de Temminck, des civettes et des chacals dorés ; des gibbons à mains blanches et des macaques d'Assam.
On observe aussi 4 espèces d'écureuils différentes : des écureuils de Finlayson, des écureuils rayés de l'Himalaya, des écureuils volants petaurista philippensis et des écureuils géants de Malaisie.

### 116 espèces d'oiseaux
On peut entre autres observer des francolins perlés et des oiseaux passereaux comme les hirondelles du Népal, les petits ioras, les minivets et les gobe-mouches.

### 19 espèces de reptiles

#### 1 espèce de tortue
Il y a des tortues à grosse tête.

#### 6 espèces de lézards
On trouve des geckos cyrtodactylus interdigitalis, des agames acanthosaura lepidogaster, des scinques à longue queue, des scinques dorés, des scinques lipinia vittigera et tropidophorus laotus.

#### 12 espèces de serpents
Les espèces de serpents sont trimeresurus gumprechti, pareas margaritophorus, oreocryptophis porphyraceus, couleuvre volante chrysopelea ornata, lycodon fasciatus, boiga multomaculata, psammodynastes pulverulentus, ahaetulla prasina, hebius khasiense, xenochrophis flavipunctatus et xenochrophis piscator et hypsiscopus plumbea.

Serpents
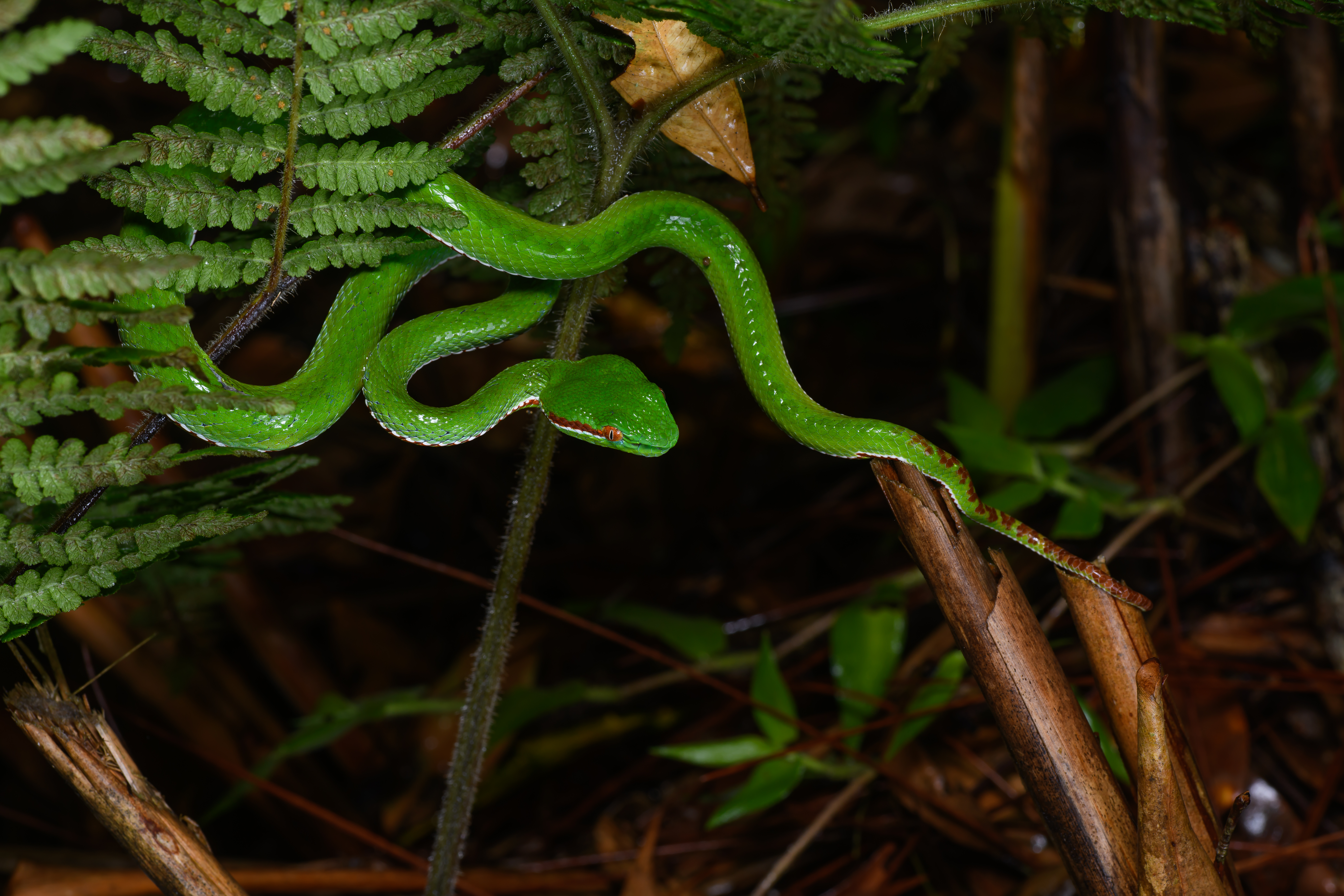
Trimeresurus gumprechti
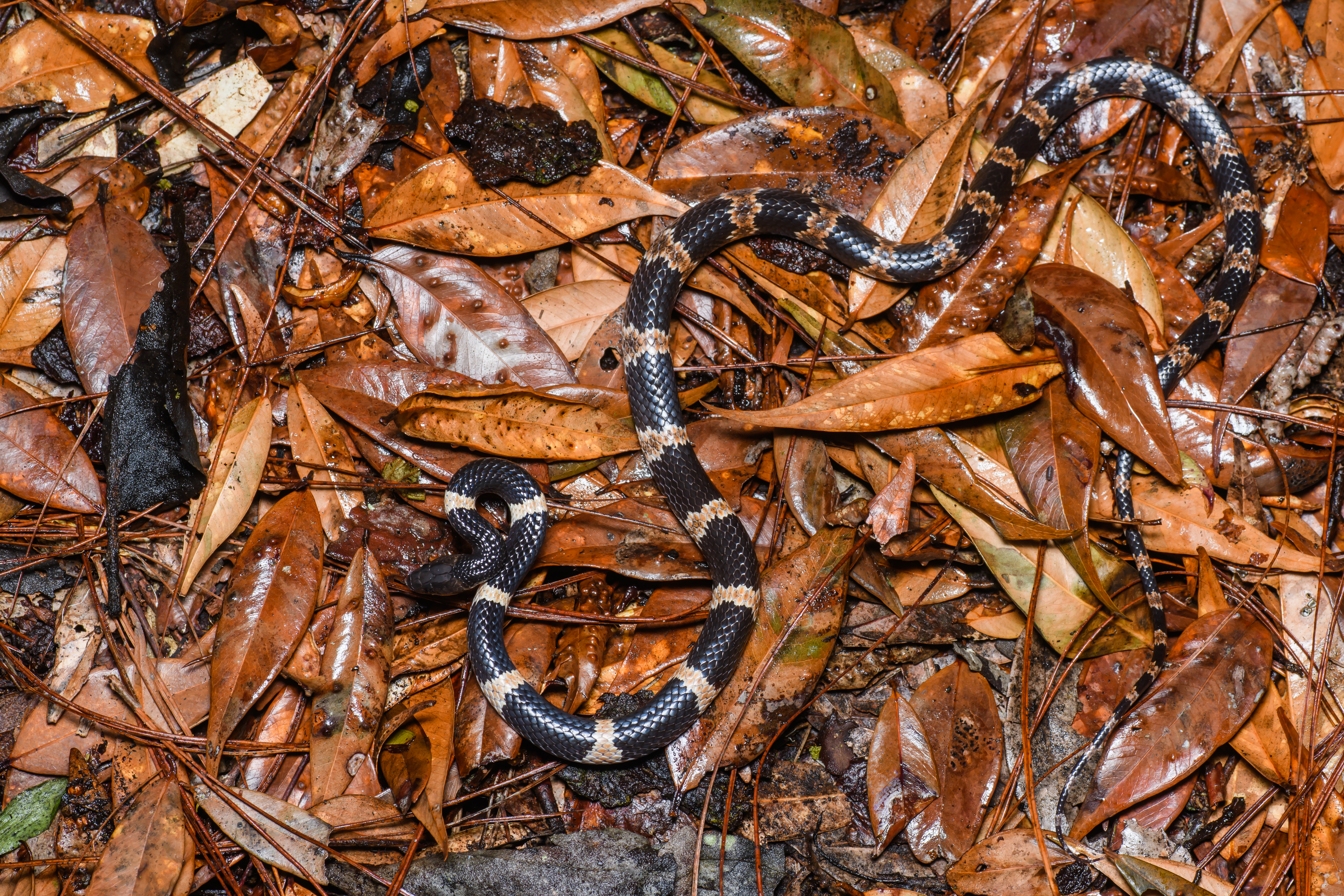
Lycodon fasciatus
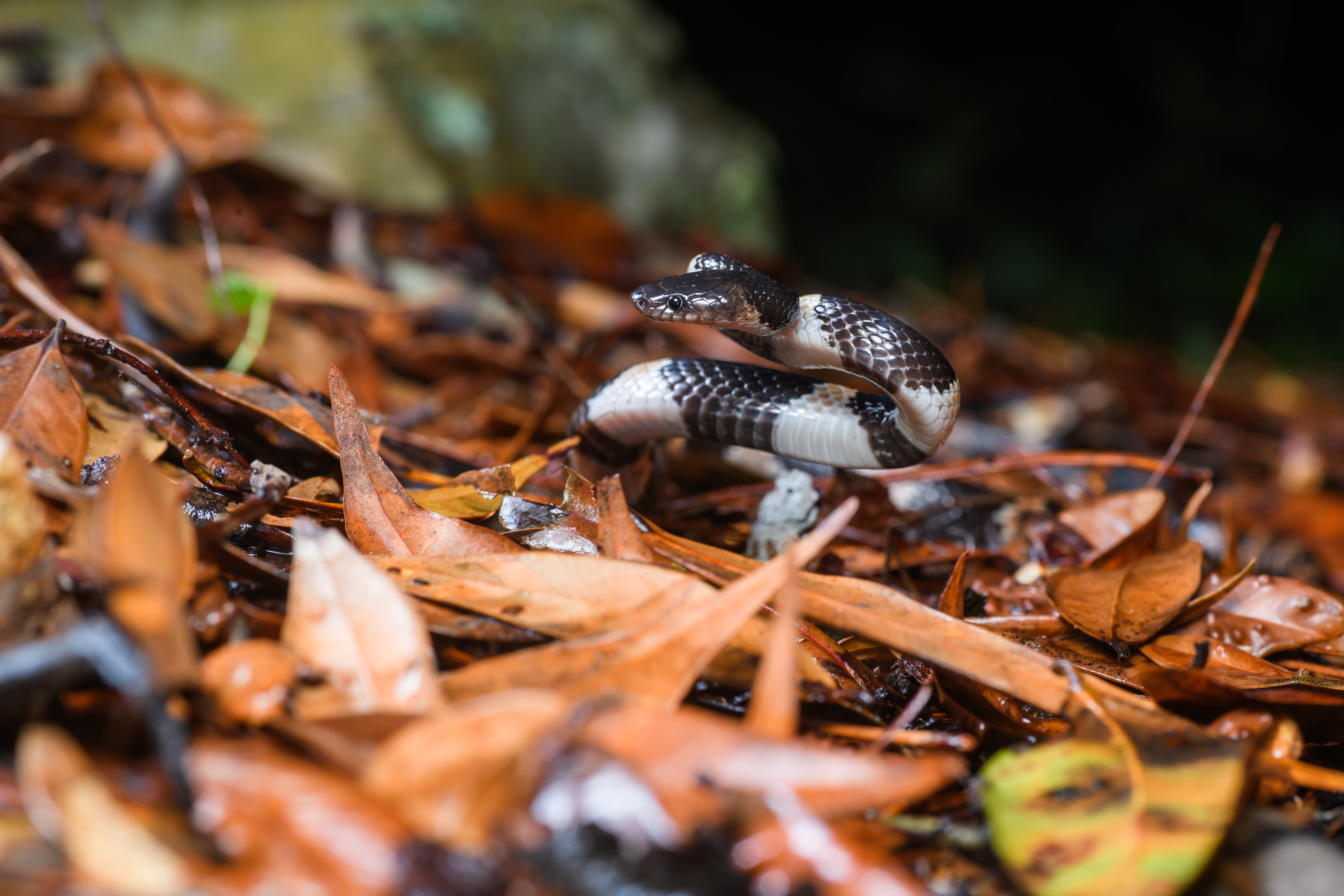
Lycodon fasciatus
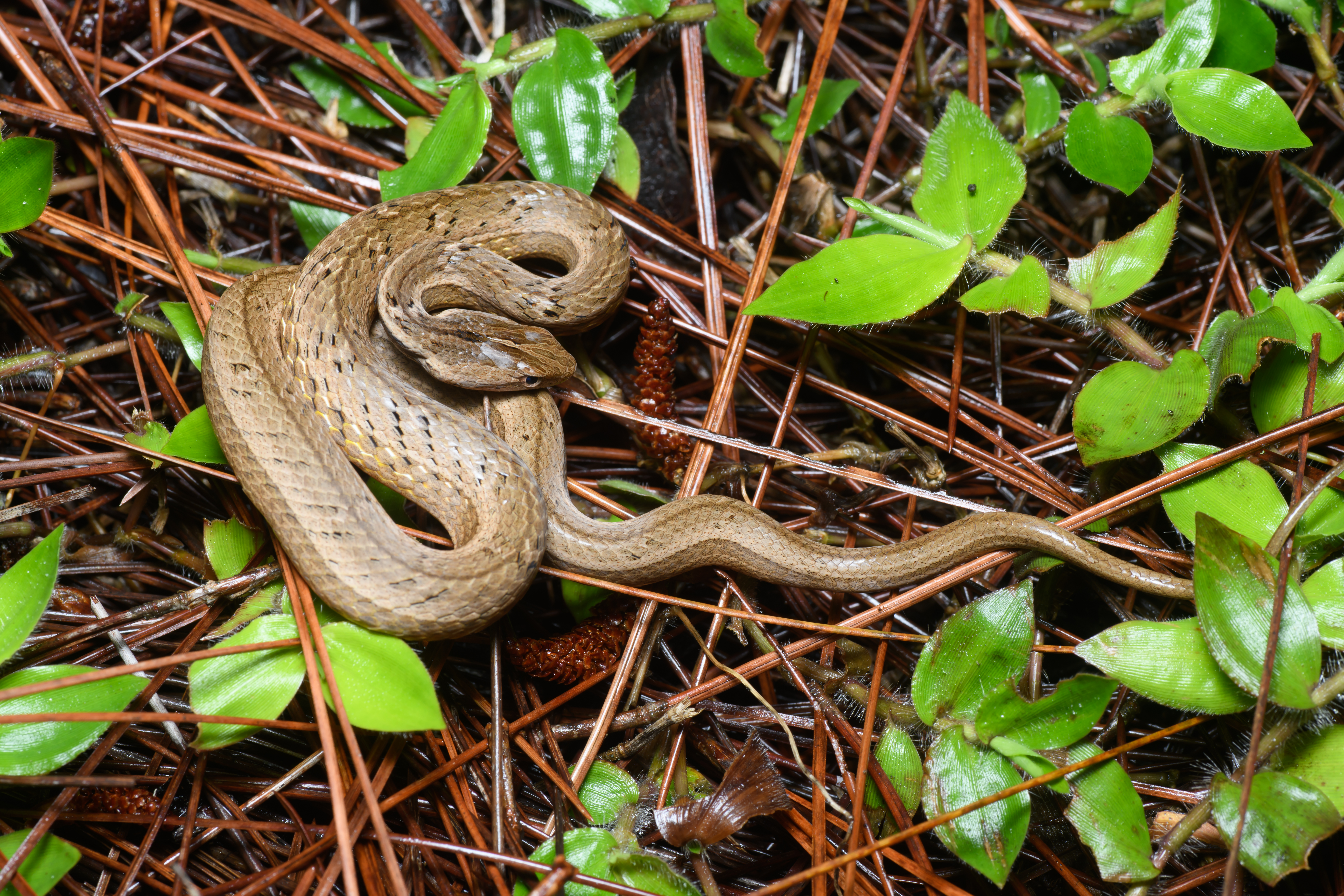
Psammodynastes pulverulentus
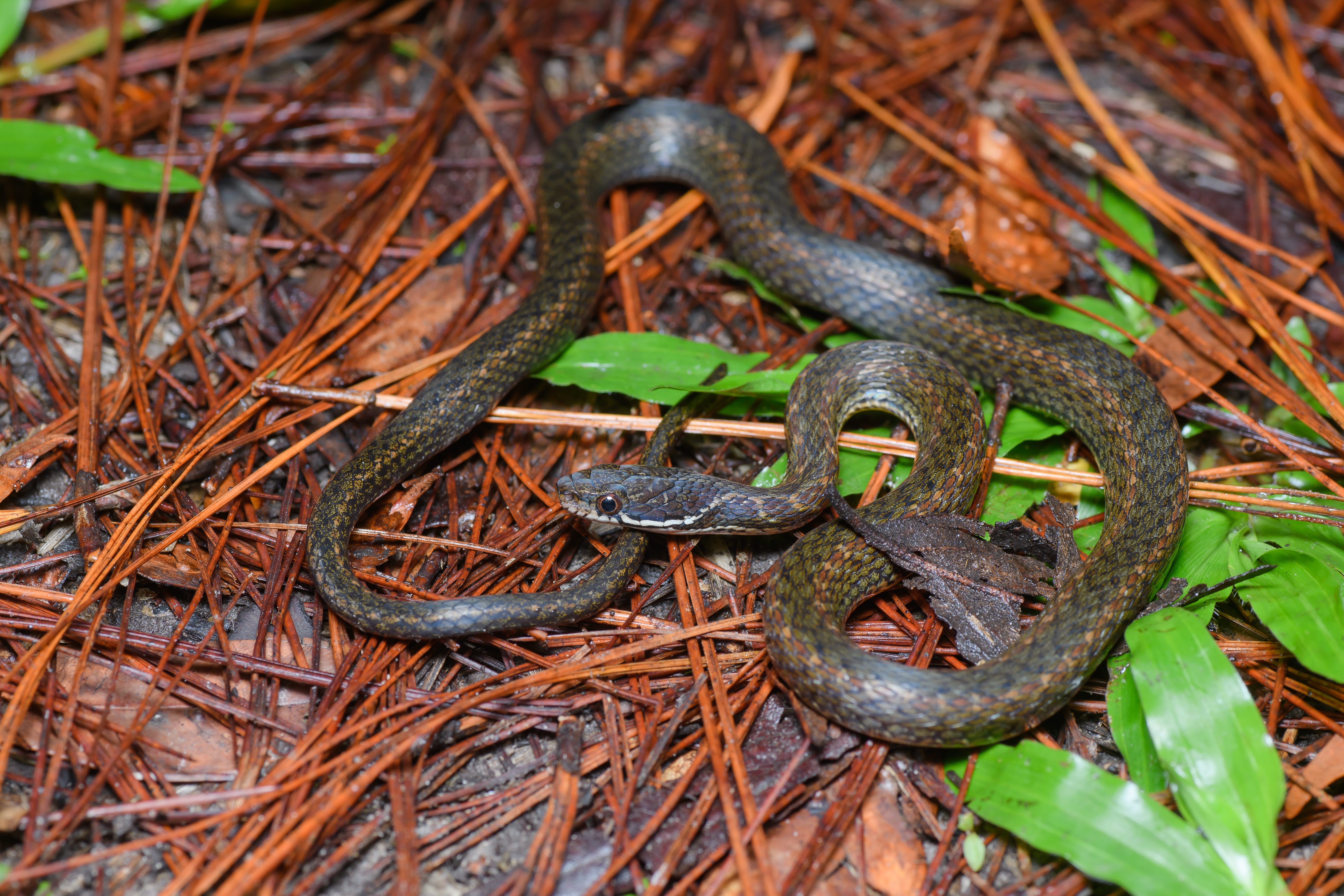
Hebius khasiense

### 19 espèces d'amphibiens
Les espèces d'amphibiens sont très nombreuses dans le parc national de Phu Kradueng car il y a beaucoup de mares. Ce sont des crapauds et des grenouilles occidozyga magnapustulosa, leptobrachium smithi et leptobrachella minima ; grenouilles peintes de Malaisie kaloula pulchra, kalophrynus interlineatus, microhyla berdmorei, microhyla butleri et microhyla heymonsi ; rhacophorus rhodopus, polypedates megacephalus, kurixalus bisacculus, raorchestes parvulus ; fejervarya limnocharis, limnonectes gyldenstolpei et limnonectes isanensis, hylarana macrodactyla, sylvirana nigrovittata et des odorrana aureola ; et des ichthyophis kohtaoensis.

Crapauds et grenouilles
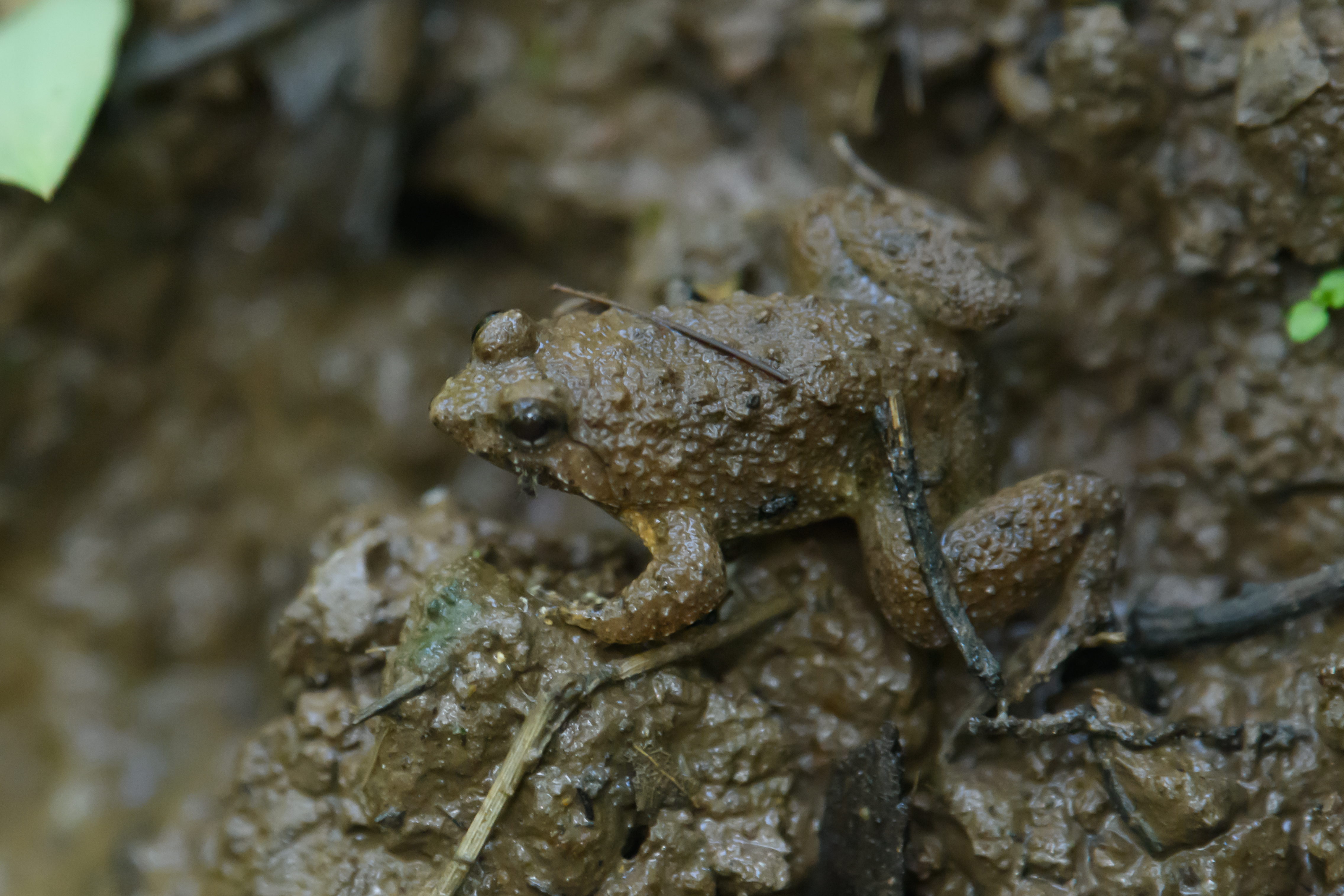
Occidozyga magnapustulosa
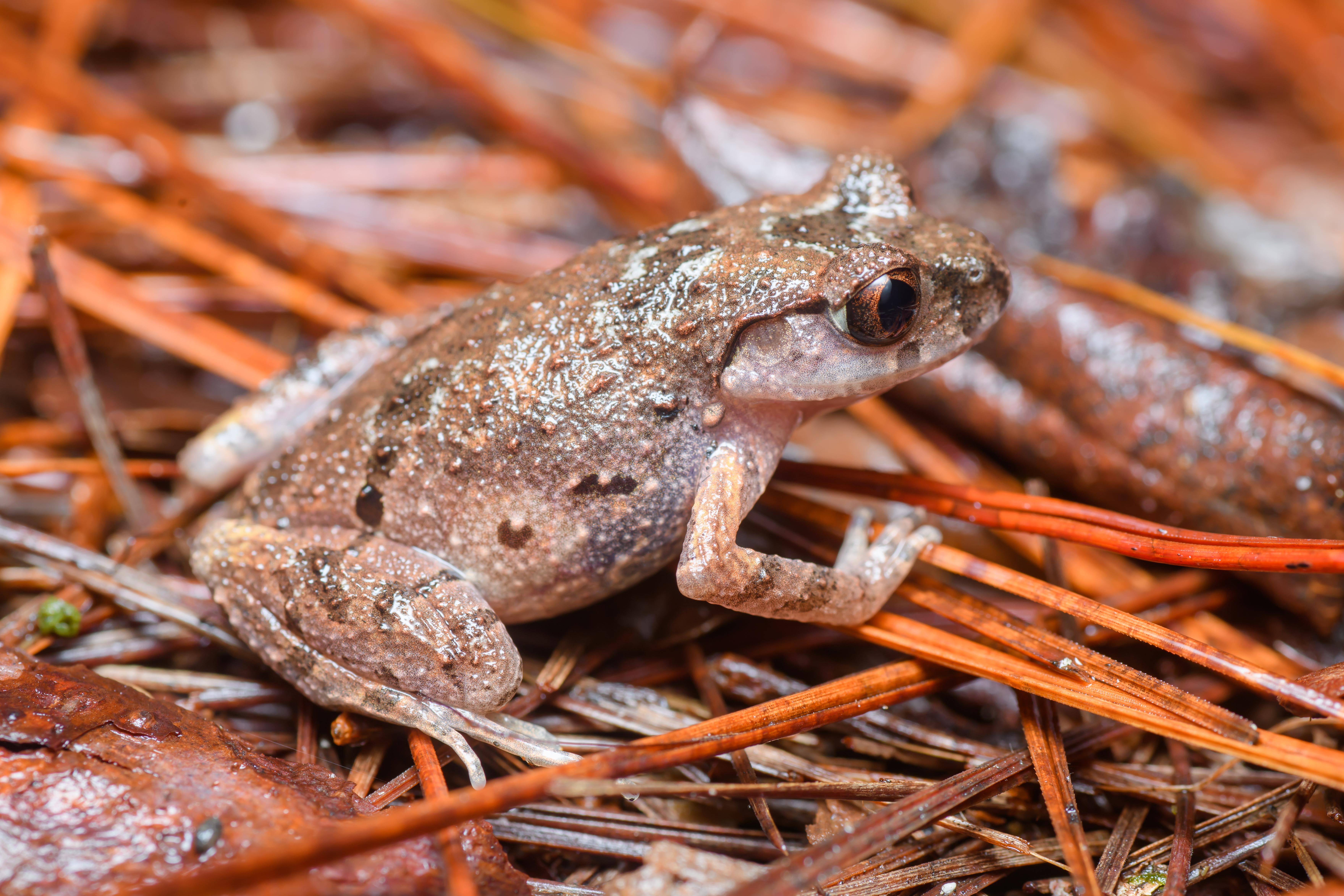
Leptolalax minimus
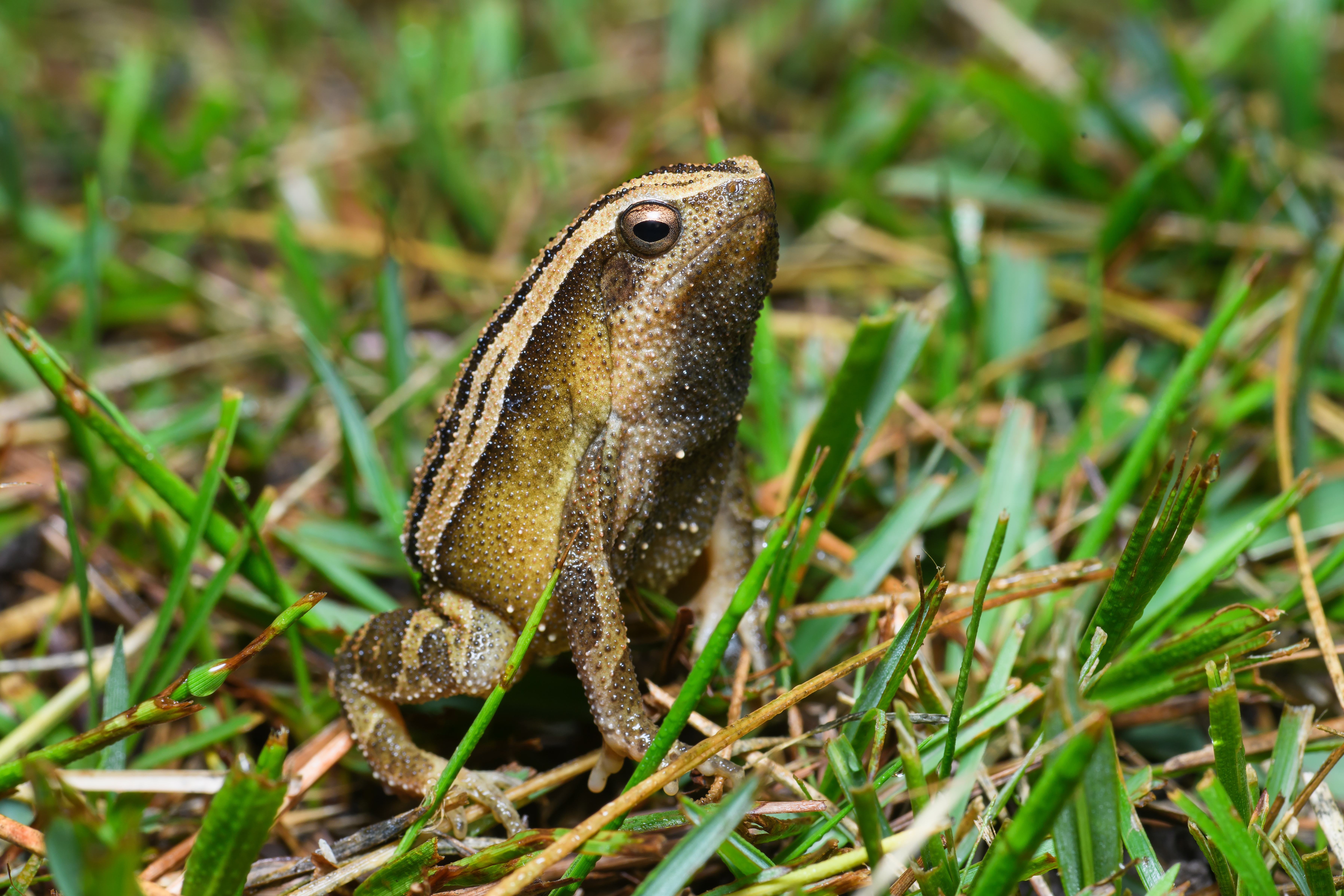
Kalophrynus interlineatus
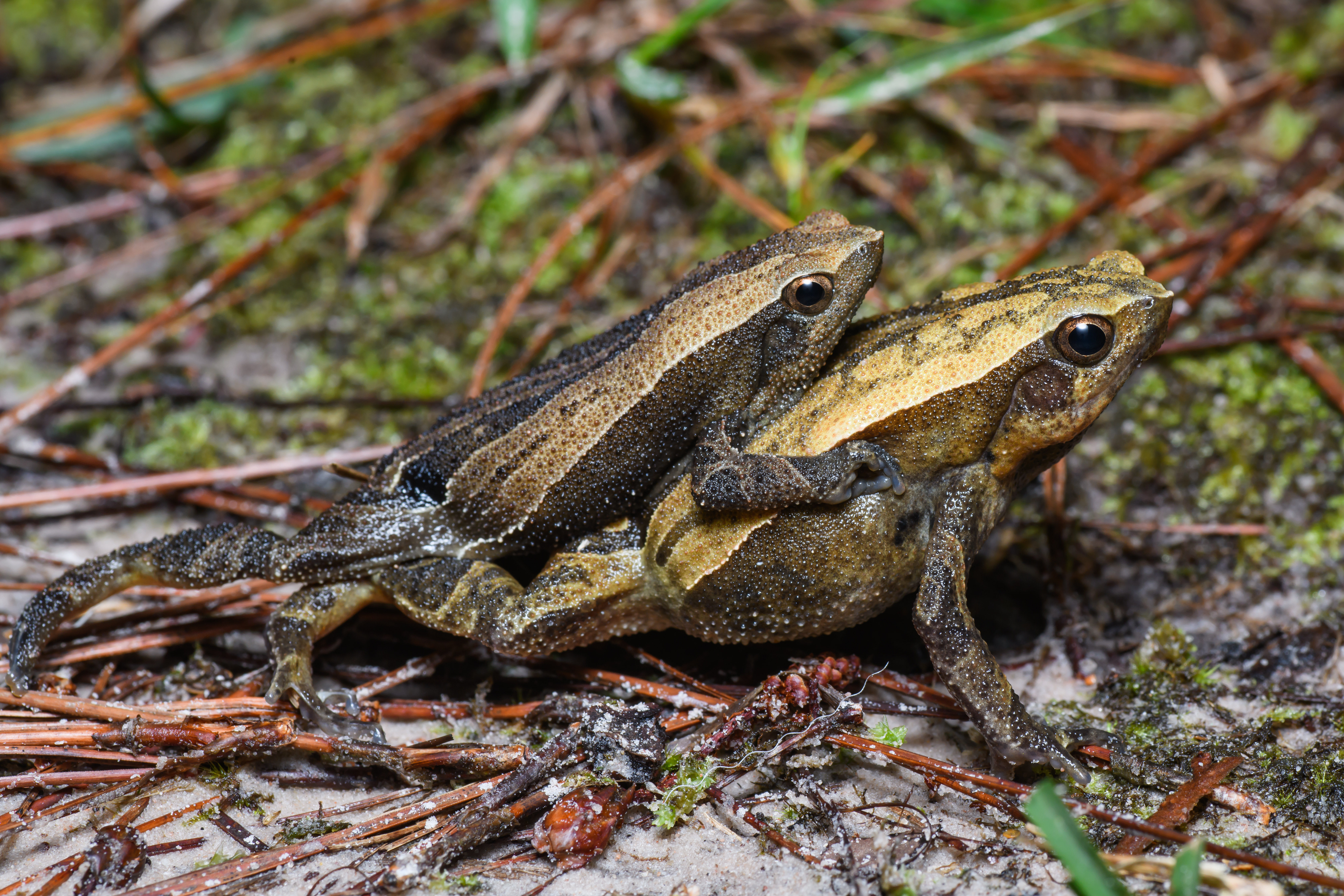
Kalophrynus interlineatus
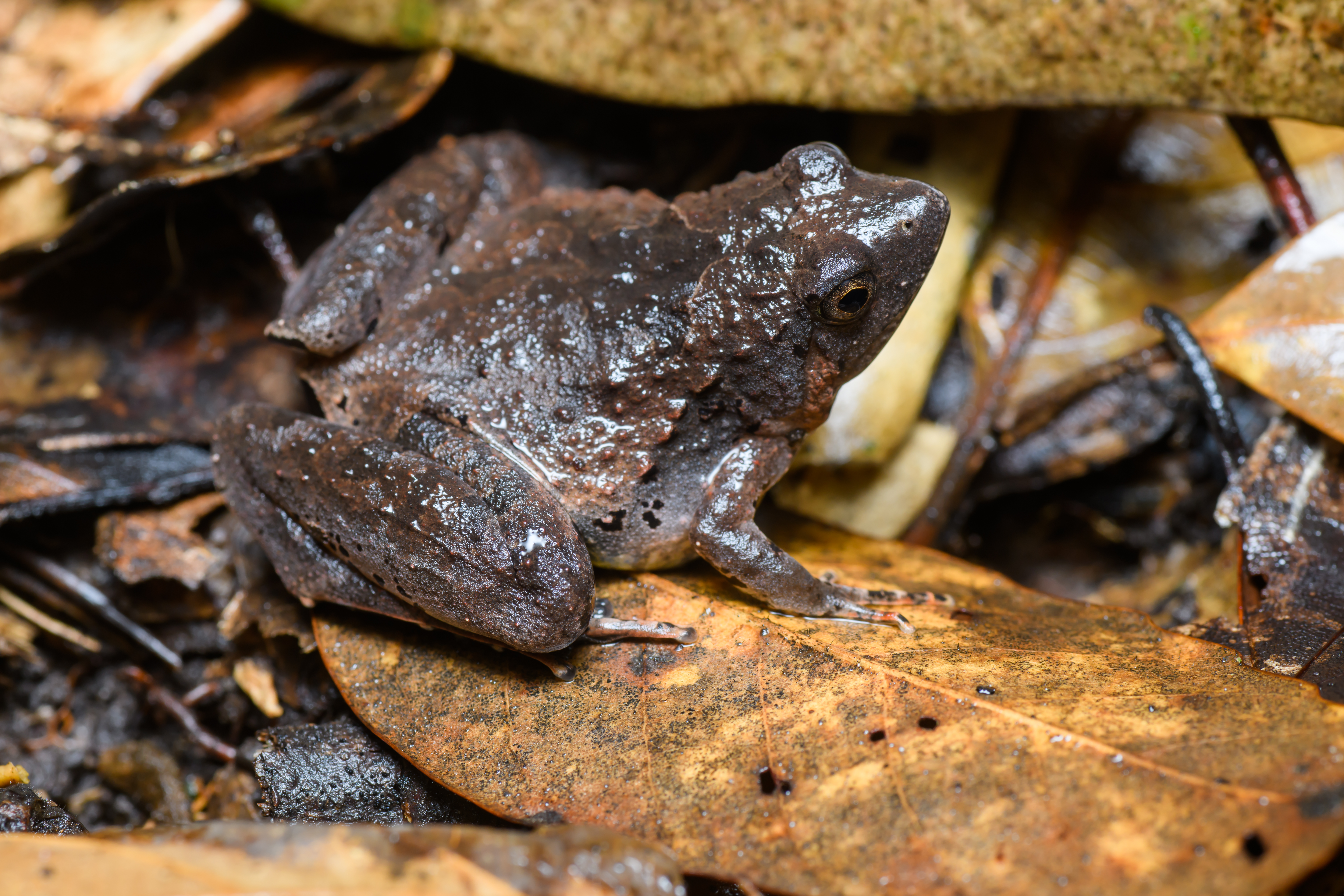
Microhyla berdmorei
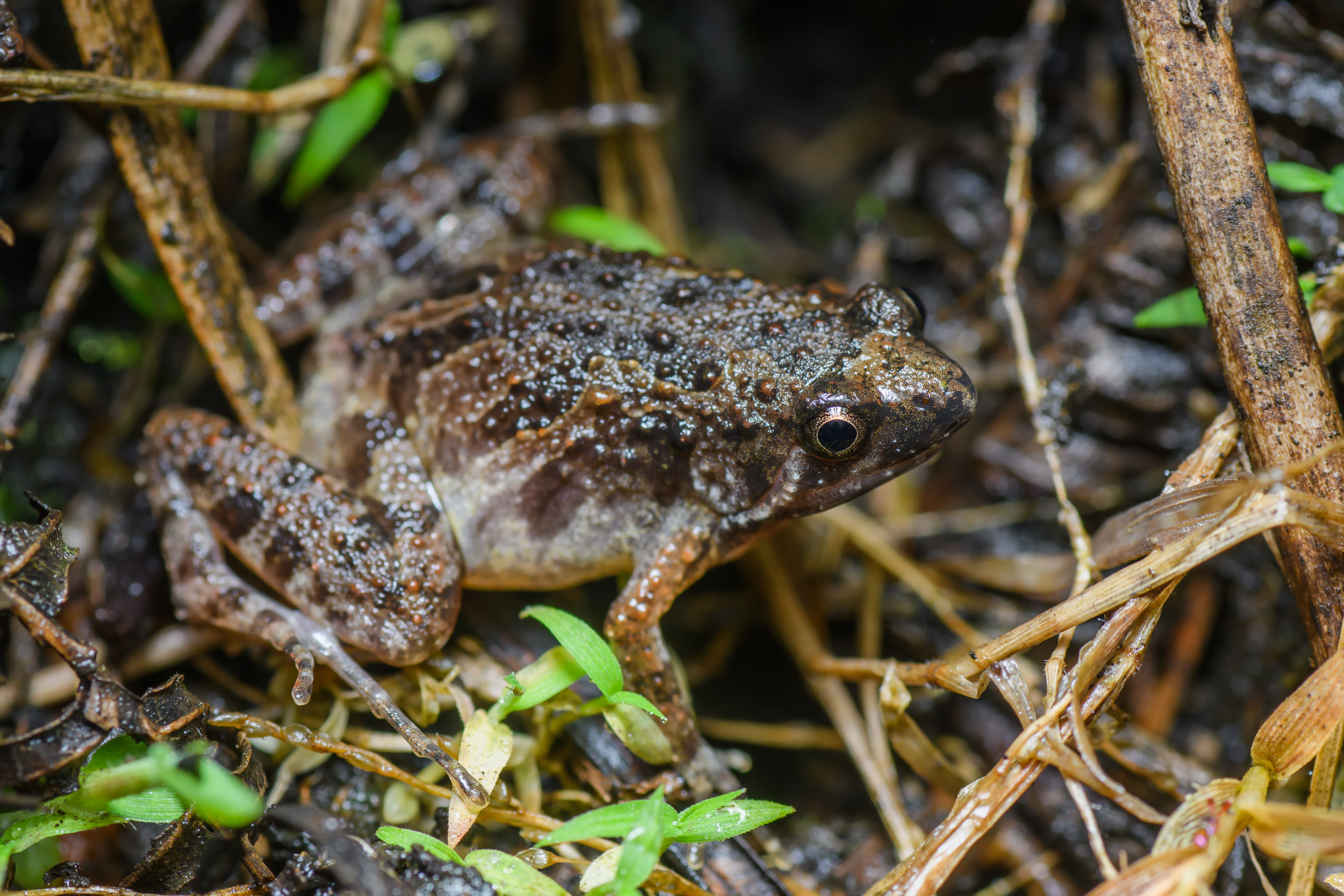
Microhyla butleri
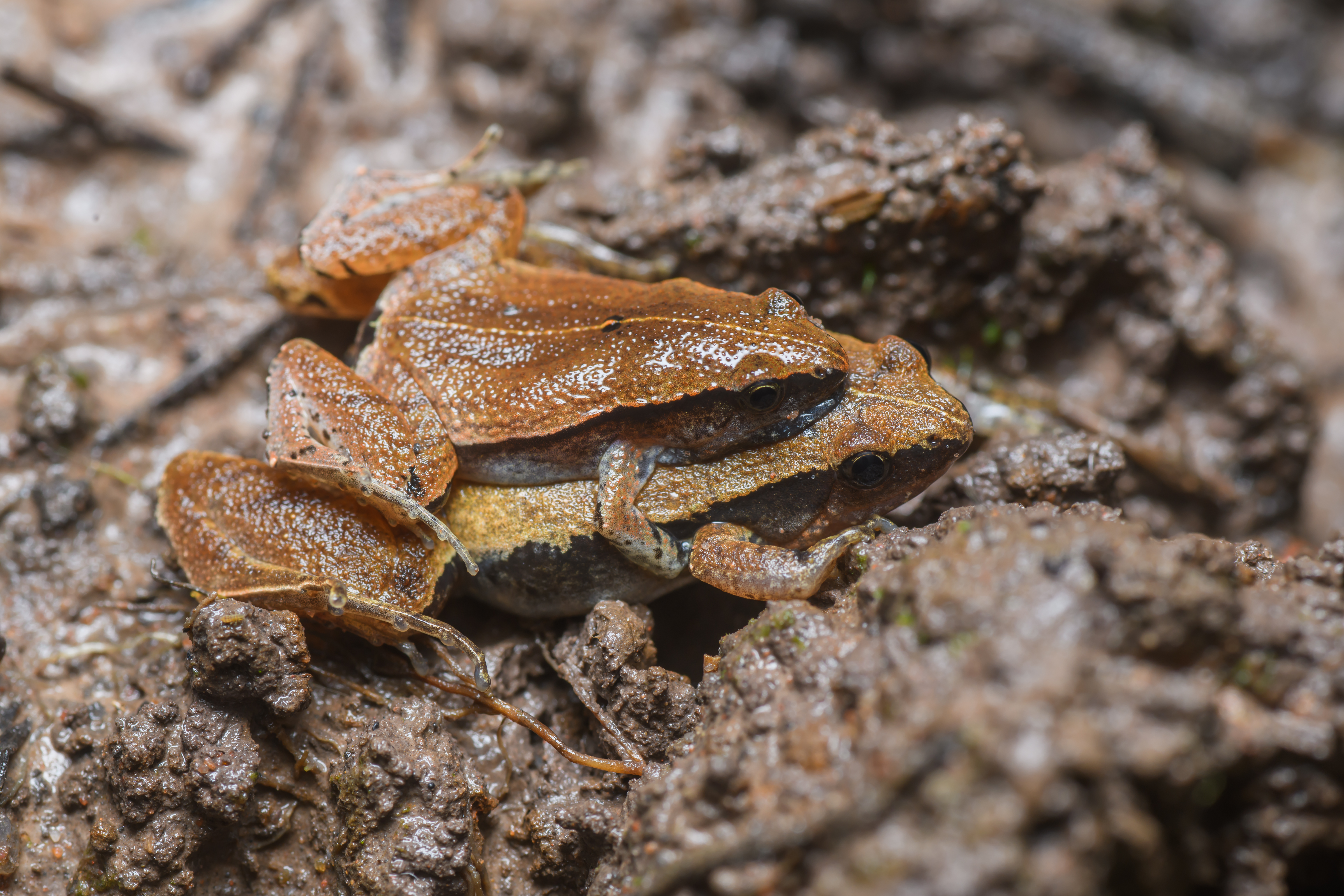
Microhyla heymonsi
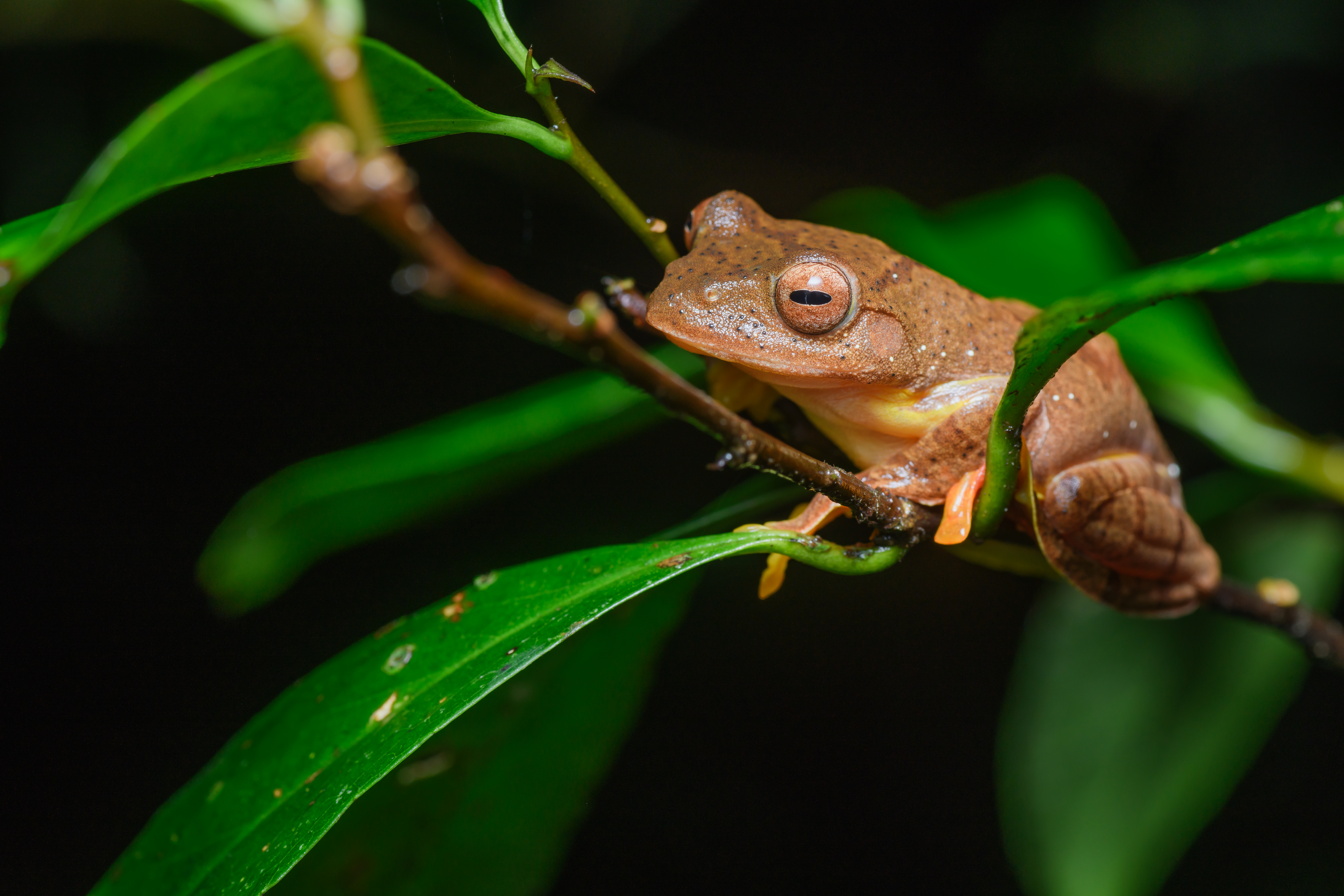
Rhacophorus rhodopus
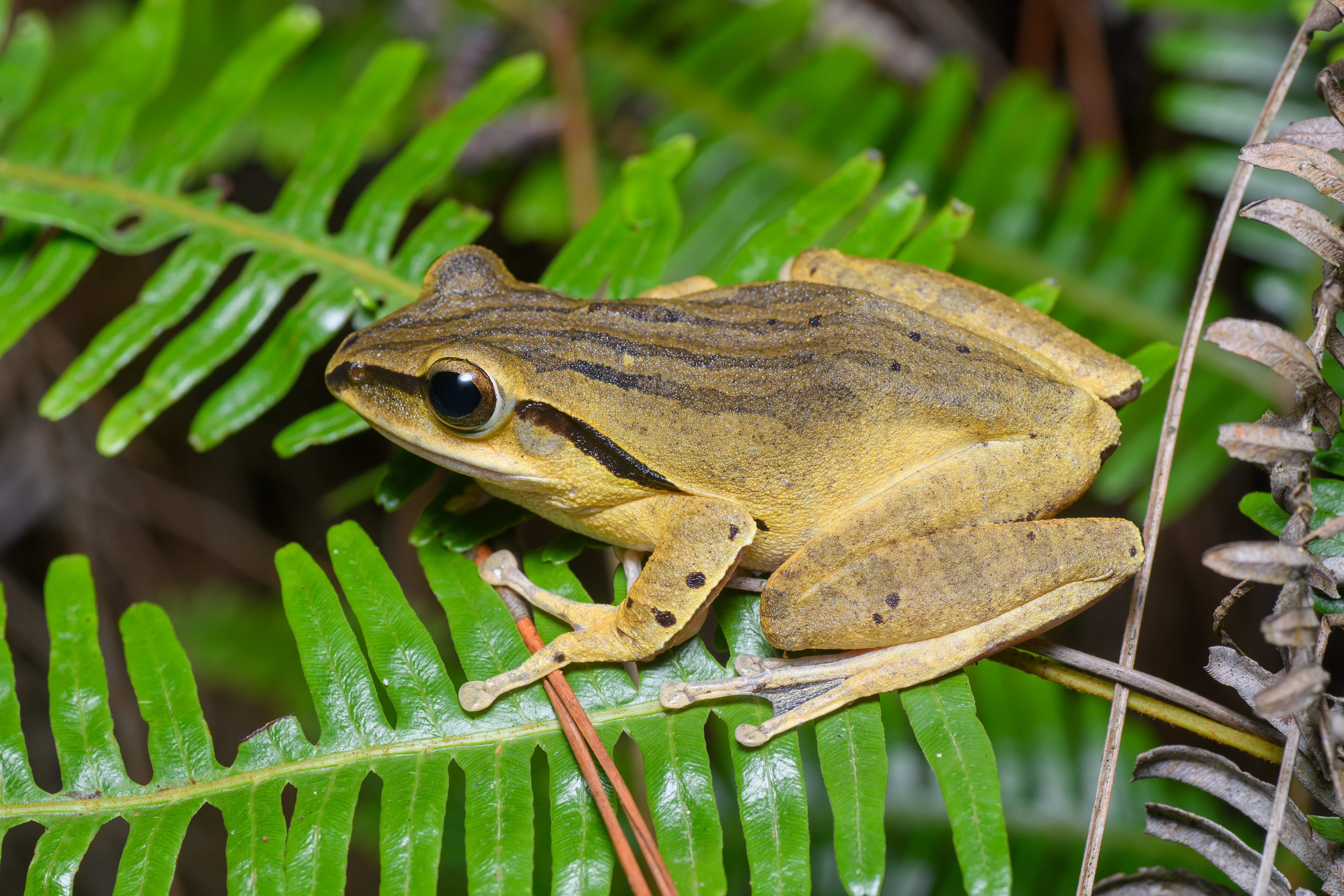
Polypedates megacephalus
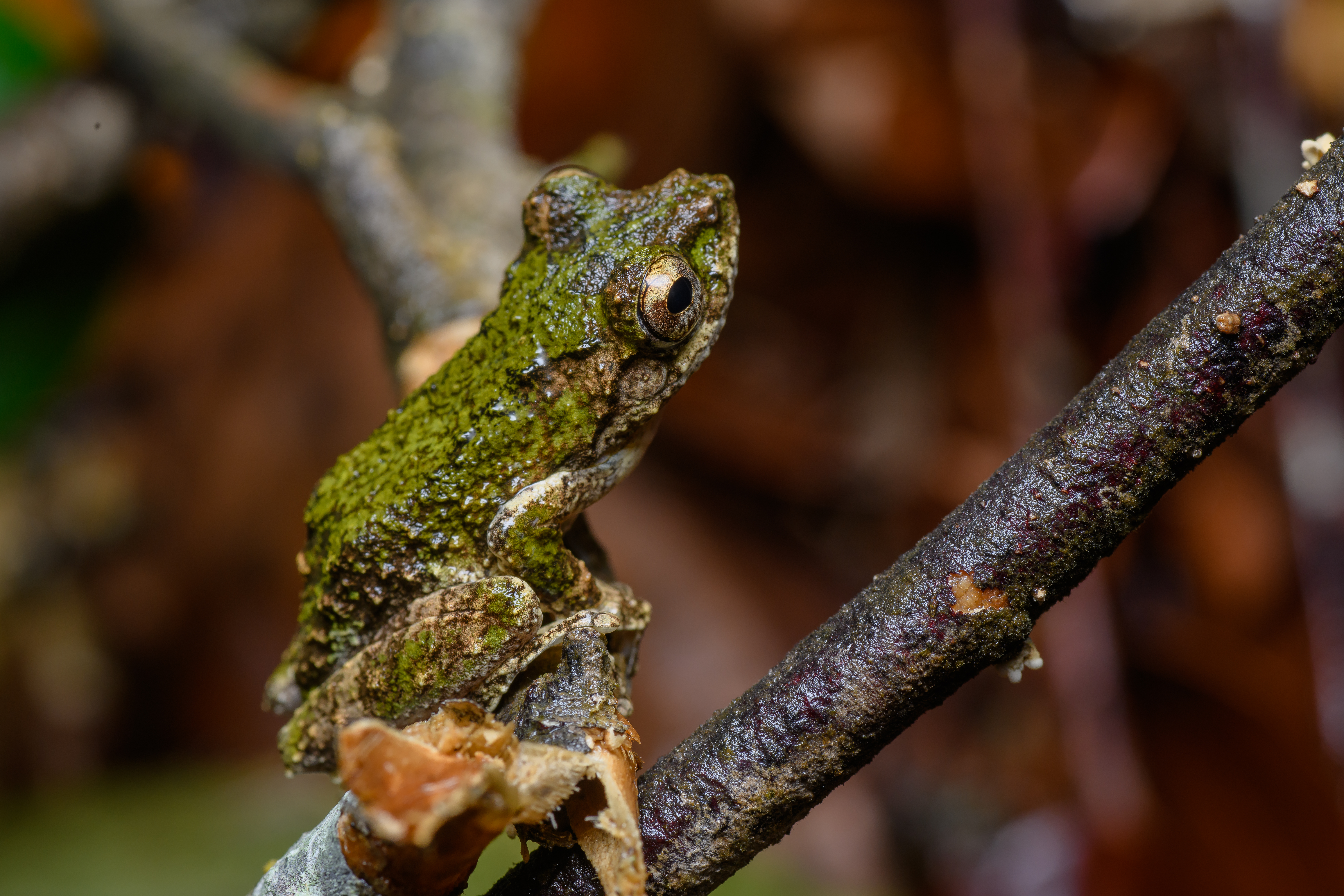
Kurixalus bisacculus
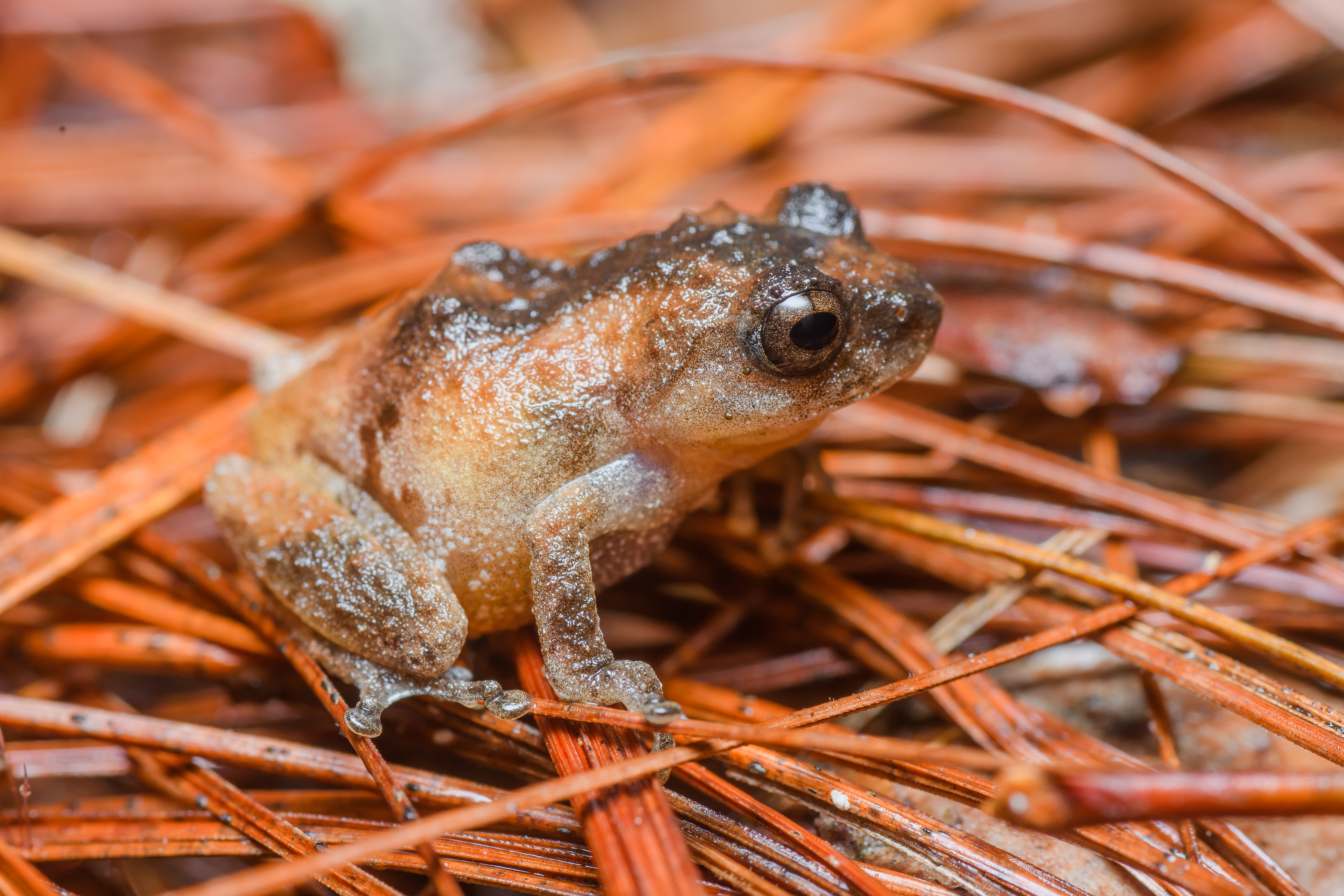
Raorchestes parvulus femelle
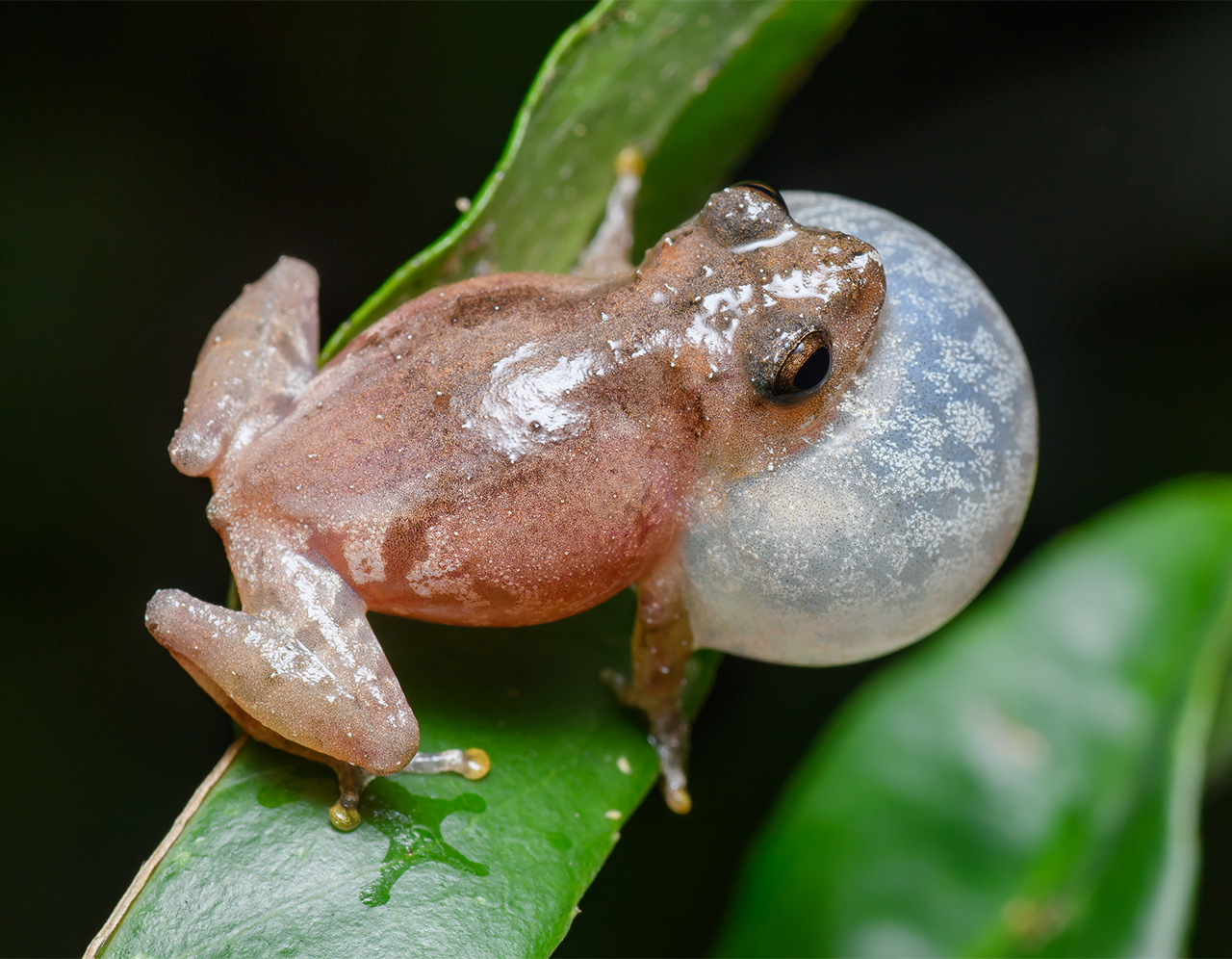
Raorchestes parvulus, mâle
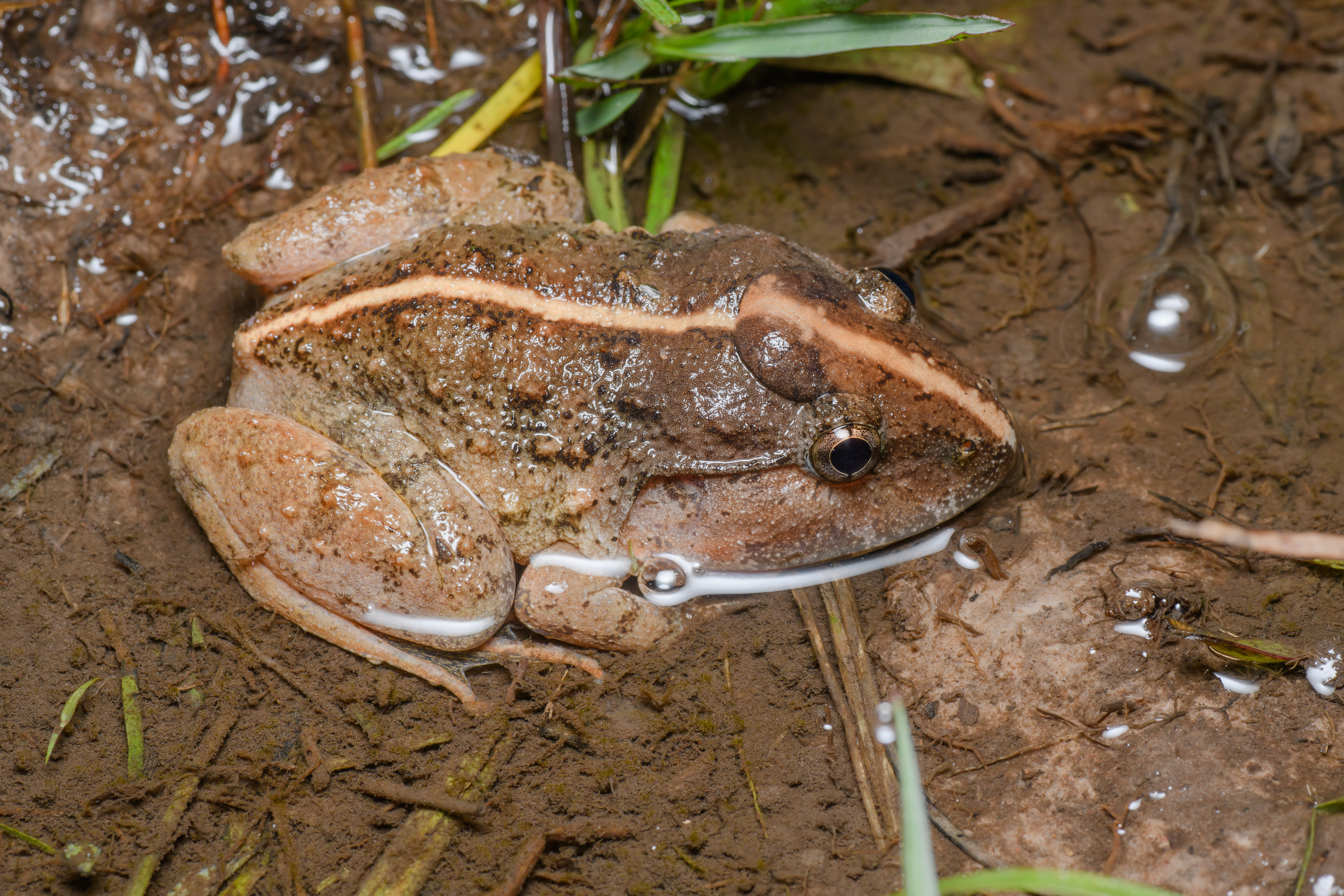
Limnonectes gyldenstolpei
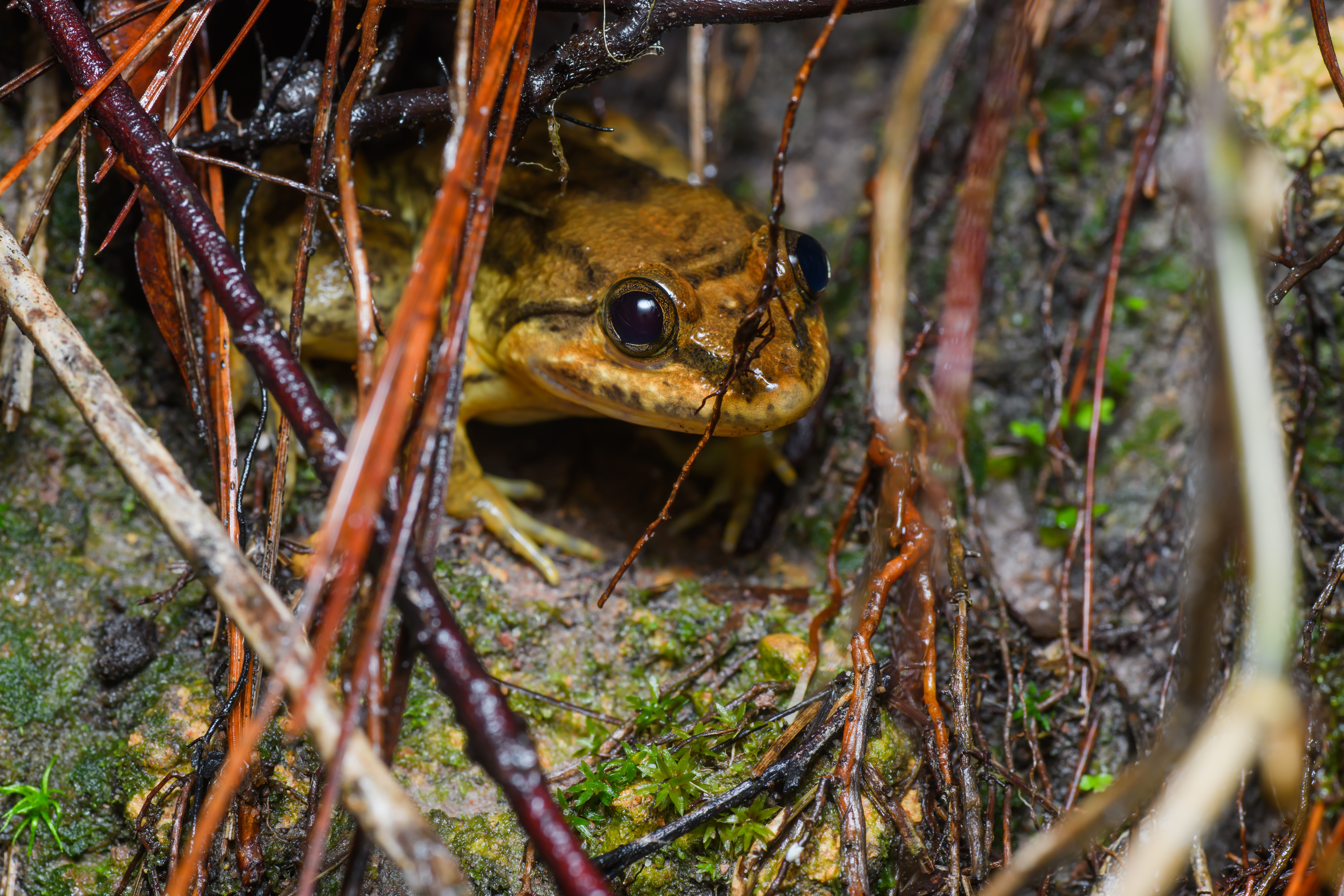
Limnonectes isanensis
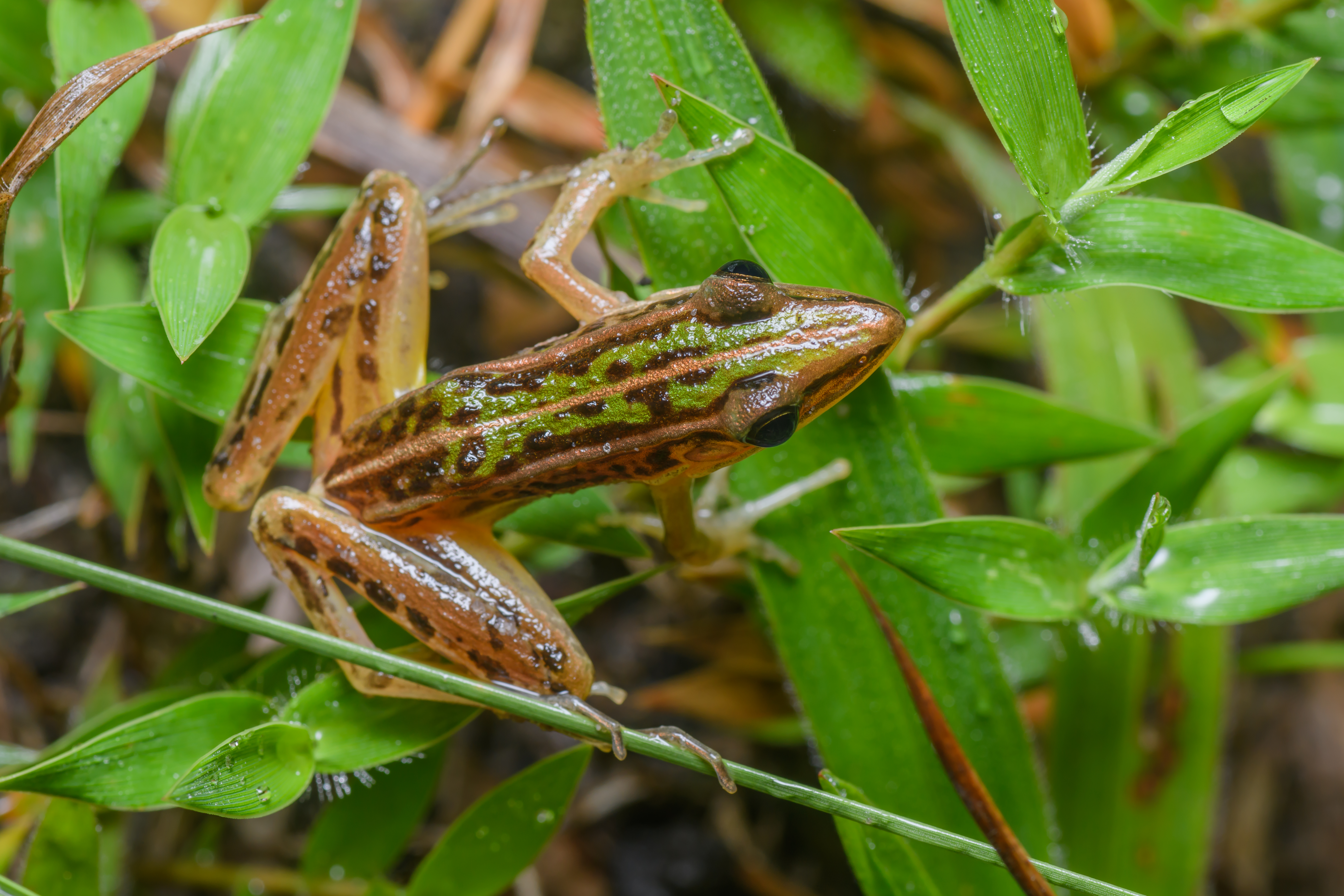
Hylarana macrodactyla
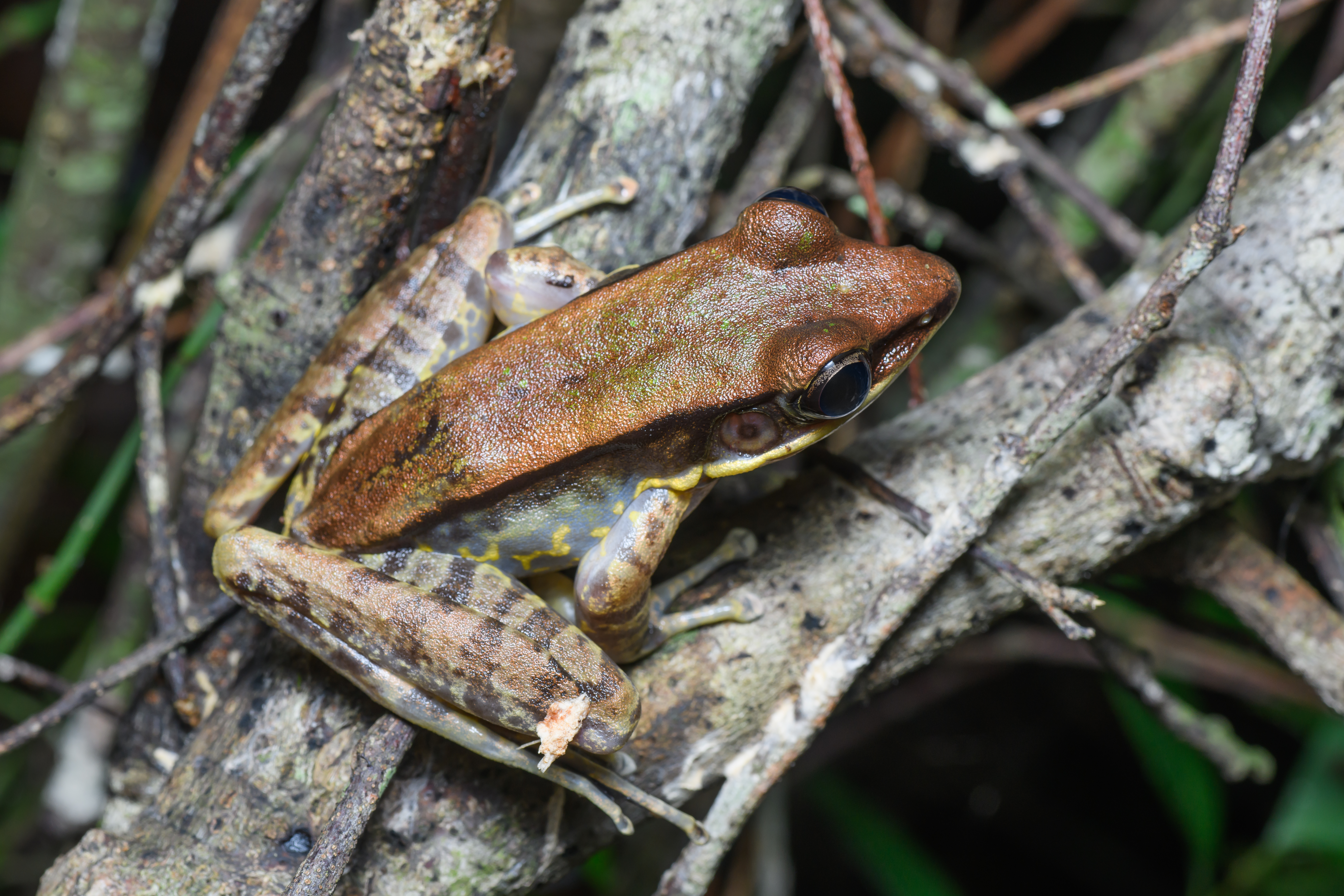
Odorrana aureola, forme brune
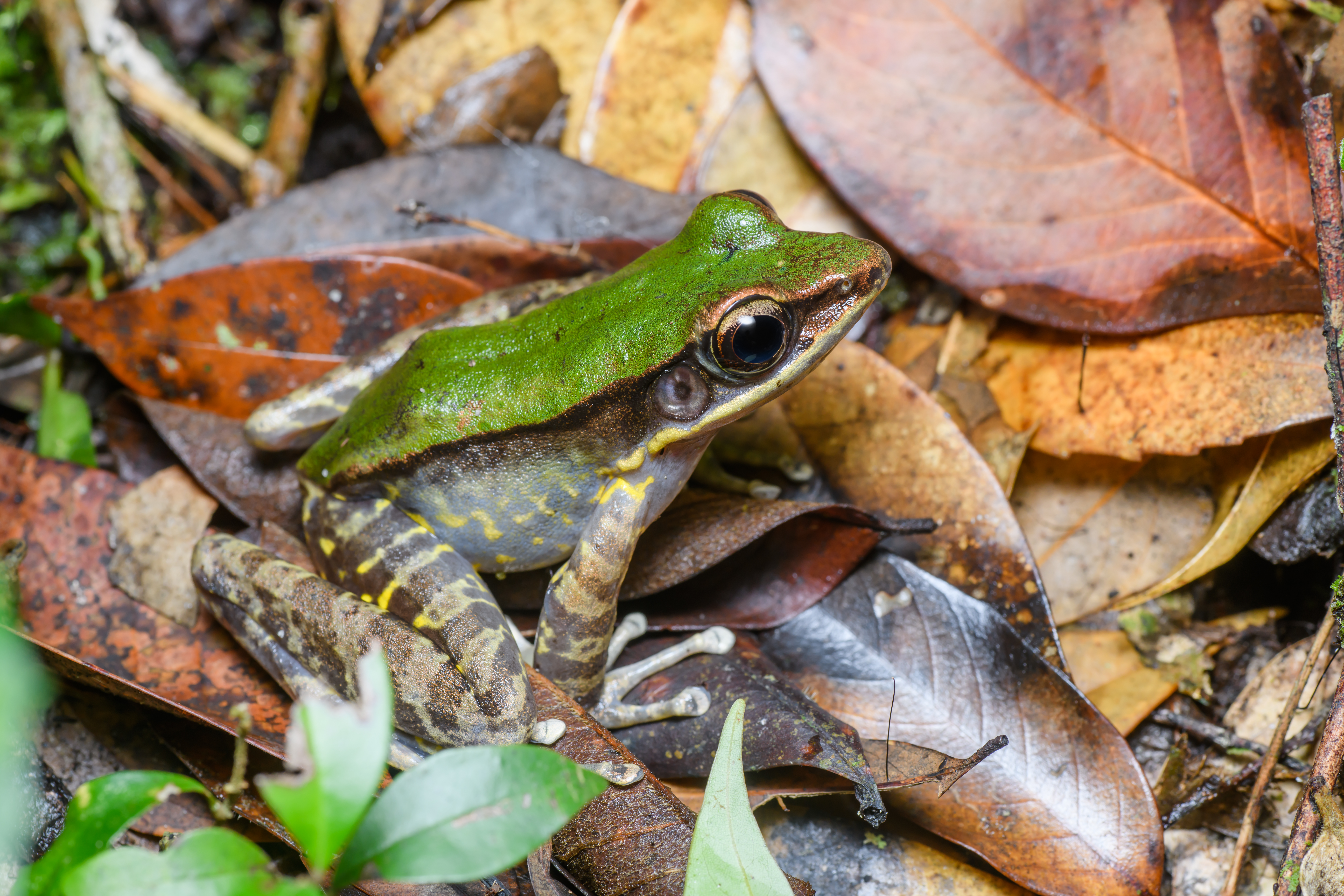
Odorrana aureola, forme verte

## Flore
Sur les flancs de la montagne de Phu Kradung poussent des forêts tropicales mixtes de feuillus et de dipterocarpaceae ainsi que des forêts de bambous. Au sommet il y a des forêts de pins, des forêts de feuillus et une jungle herbeuse.

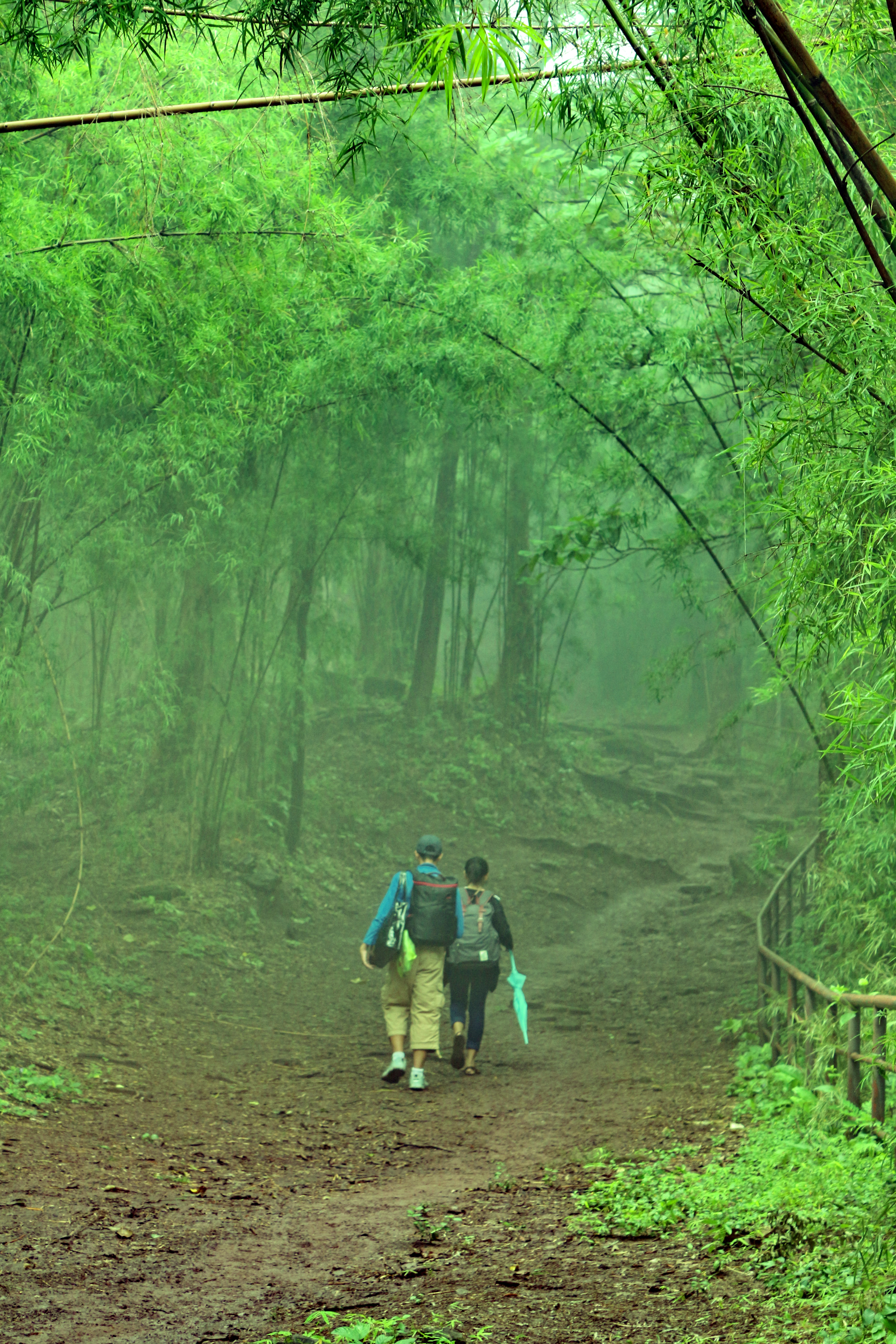
Forêt de bambous au plateau de repos de Sam Heak sur le flanc de la montagne

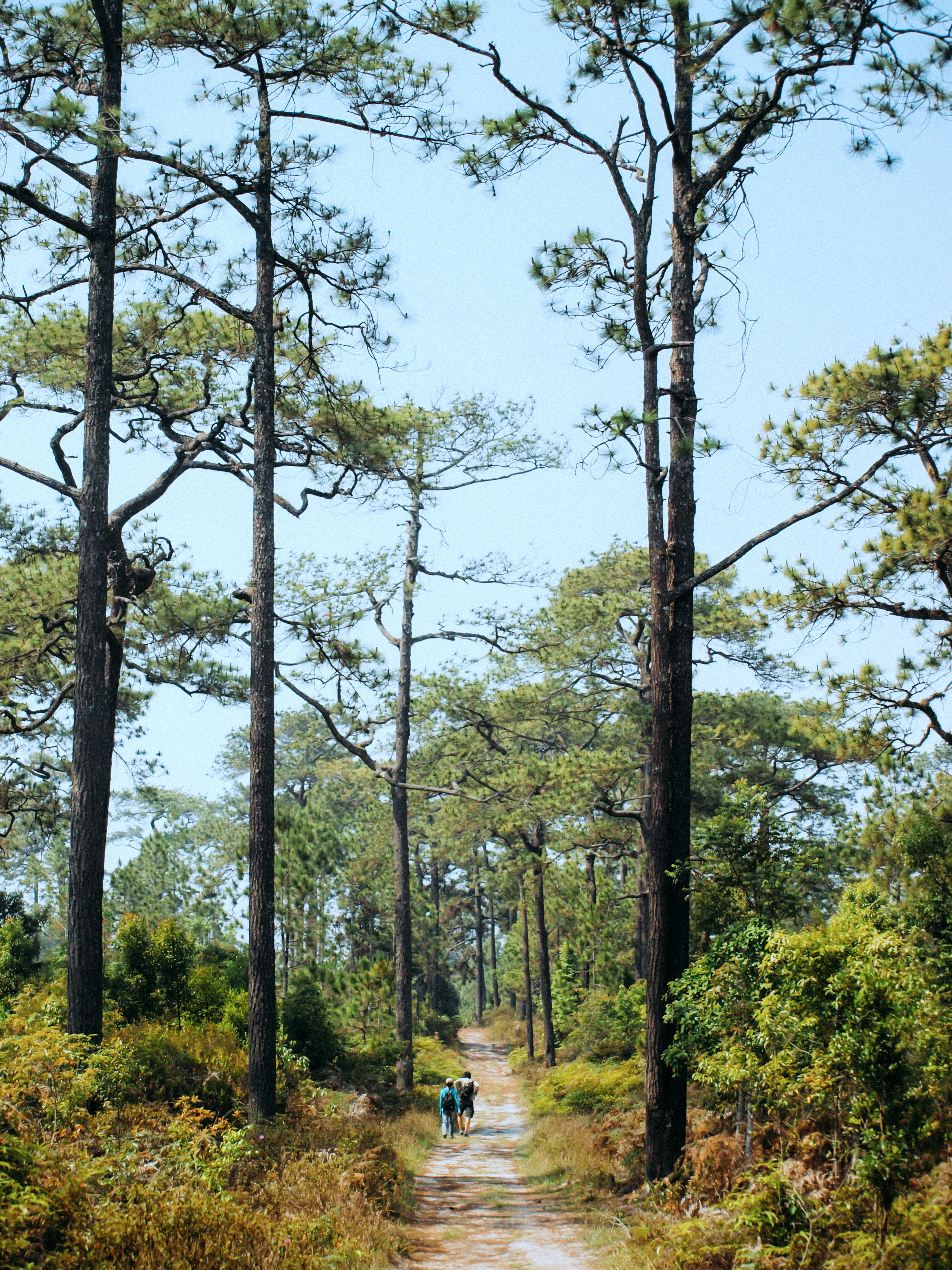
Forêt de pins au sommet de la montagne de Phu Kradung

Parmi les arbres les plus abondants et remarquables, on voit des shorea obtusa, shorea siamensis, des diospyros, des lagerstroemia, des érables alcer calcaratum et des podocarpus neriifolius, des pinus latteri et des pinus kesiya.
Au sommet de la montagne, la jungle herbeuse parsemée des quelques arbres et arbustes est constituée de magnifiques champs de fleurs sauvages que l'on peut admirer surtout entre février et mai. Il y a des rhododendrons, des eriocaulon henryanom, des curcuma aeruginosa et des curcuma parviflora, des vaccinium sprengelii, des torenia fournieri, des caulokaempferia thailandica, des plantes carnivores drosera burmanni, drosera indica et drosera peltata, des plantes carnivores nepenthes, des orchidées dendrobium et orchidées eria, des orchidées papillons phalaenopsis dont des phaloenopsis pulcherrima, des sabots de Vénus paphiopedilum etc.
Le parc national de Phu Kradung est particulièrement célèbre pour ses pins dont la croissance est favorisée par l'acidité des sols et le climat fort doux d'altitude.
C'est aussi l'un des rares endroits de la Thaïlande où il y a un vrai automne en décembre : chose exceptionnelle et surprenante en zone tropicale, les arbres à feuilles caduques du sommet se parent tous en même temps (en fonction des espèces), pendant quelques jours ou quelques semaines, de magnifiques couleurs dorées, orangées et rouges.

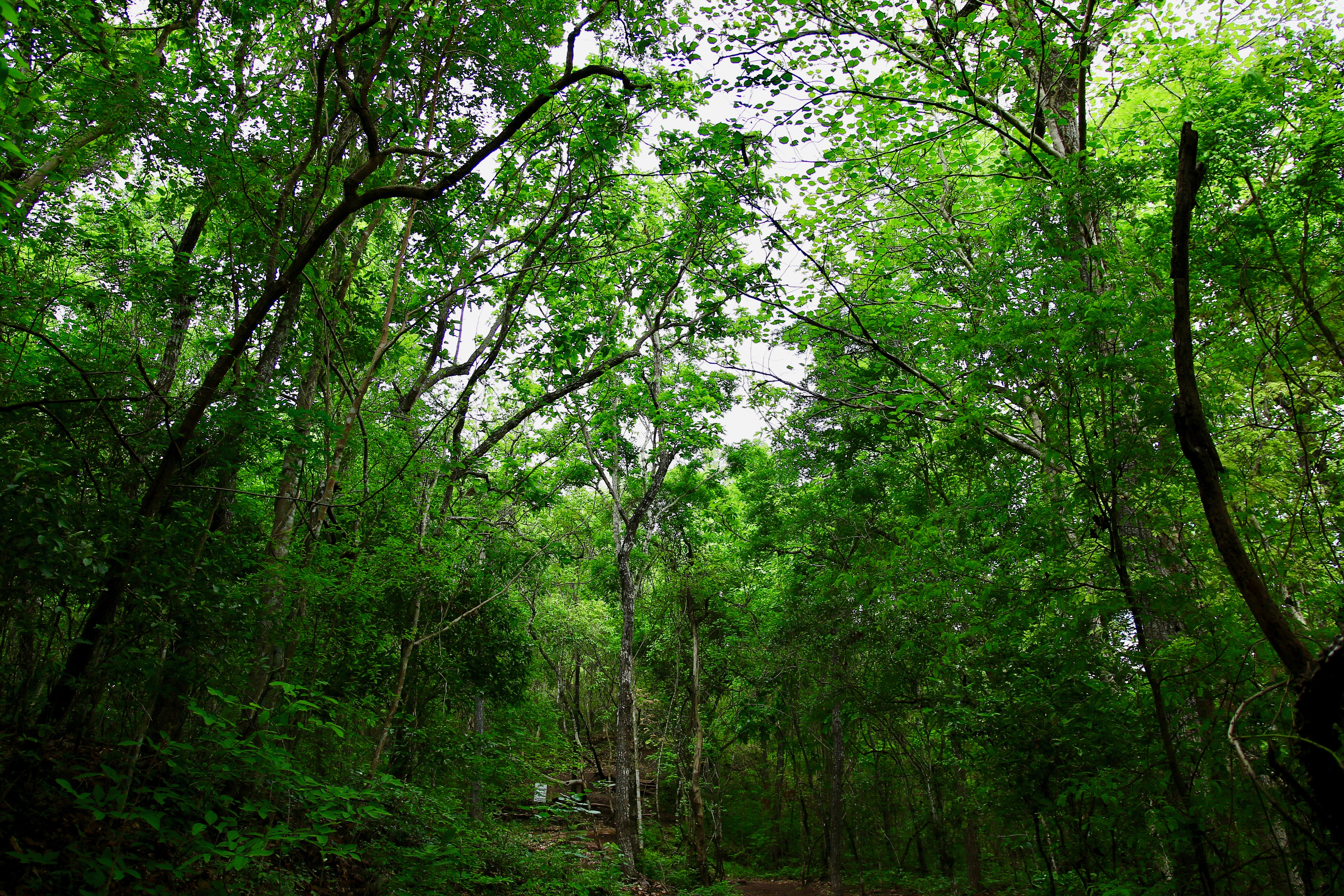
Forêt tropicale mixte de feuillus à l'entrée du parc national de Phu Kradung
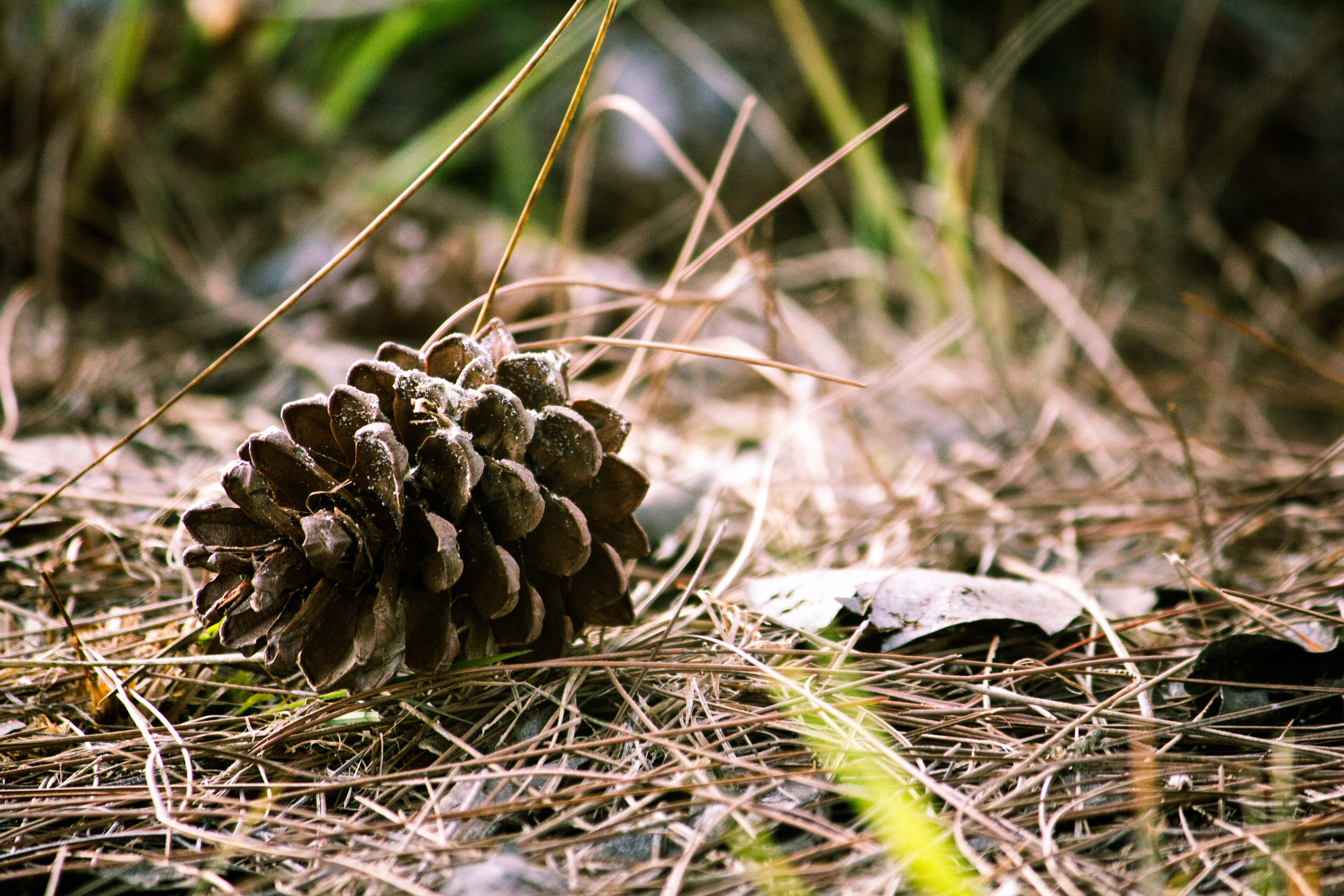
Pomme de pin de pinus latteris
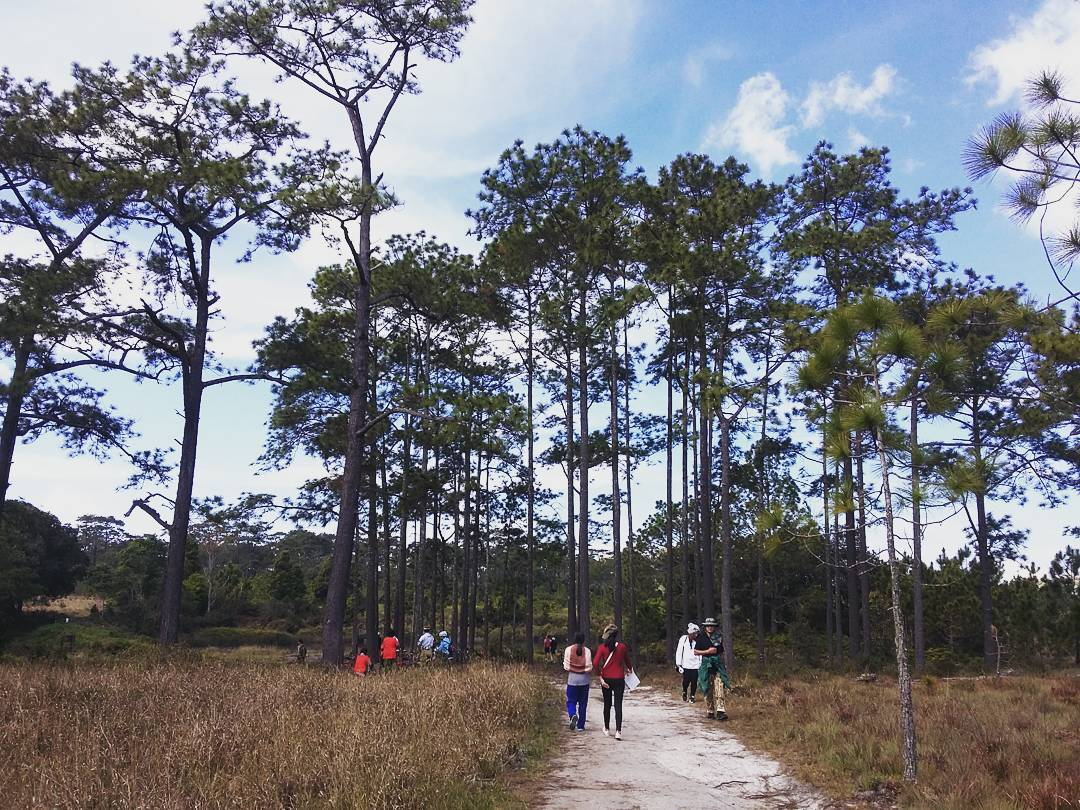
Forêt de pins au sommet de la montagne
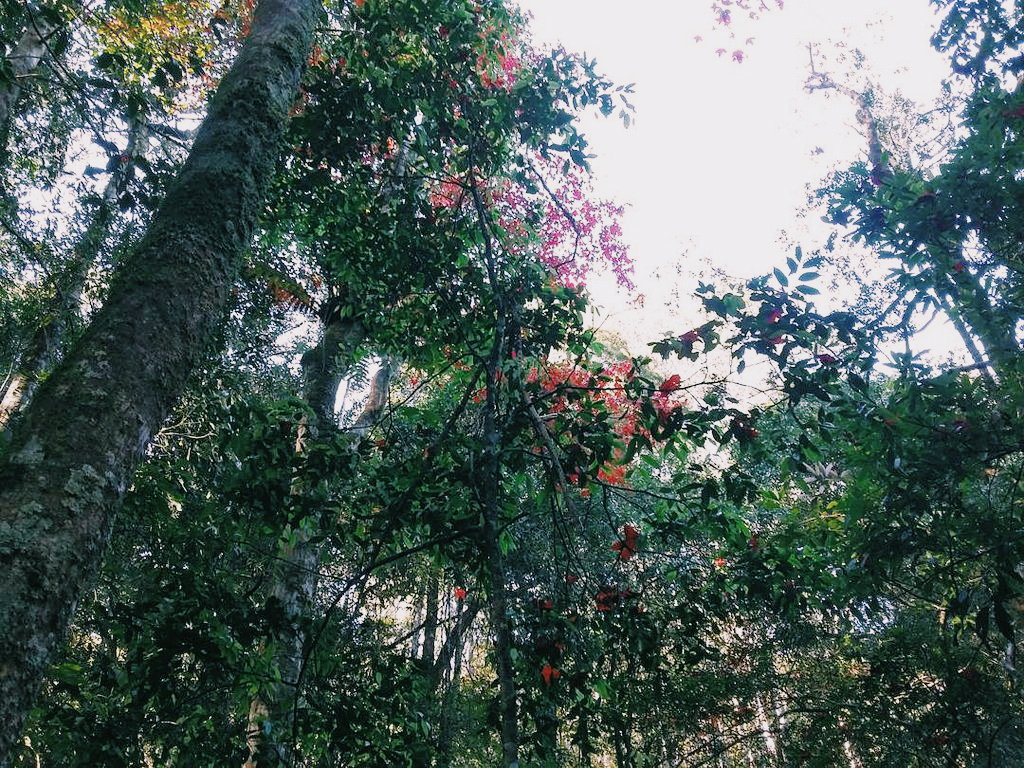
Arbres avec quelques feuilles rouges d'automne (26 décembre 2016)
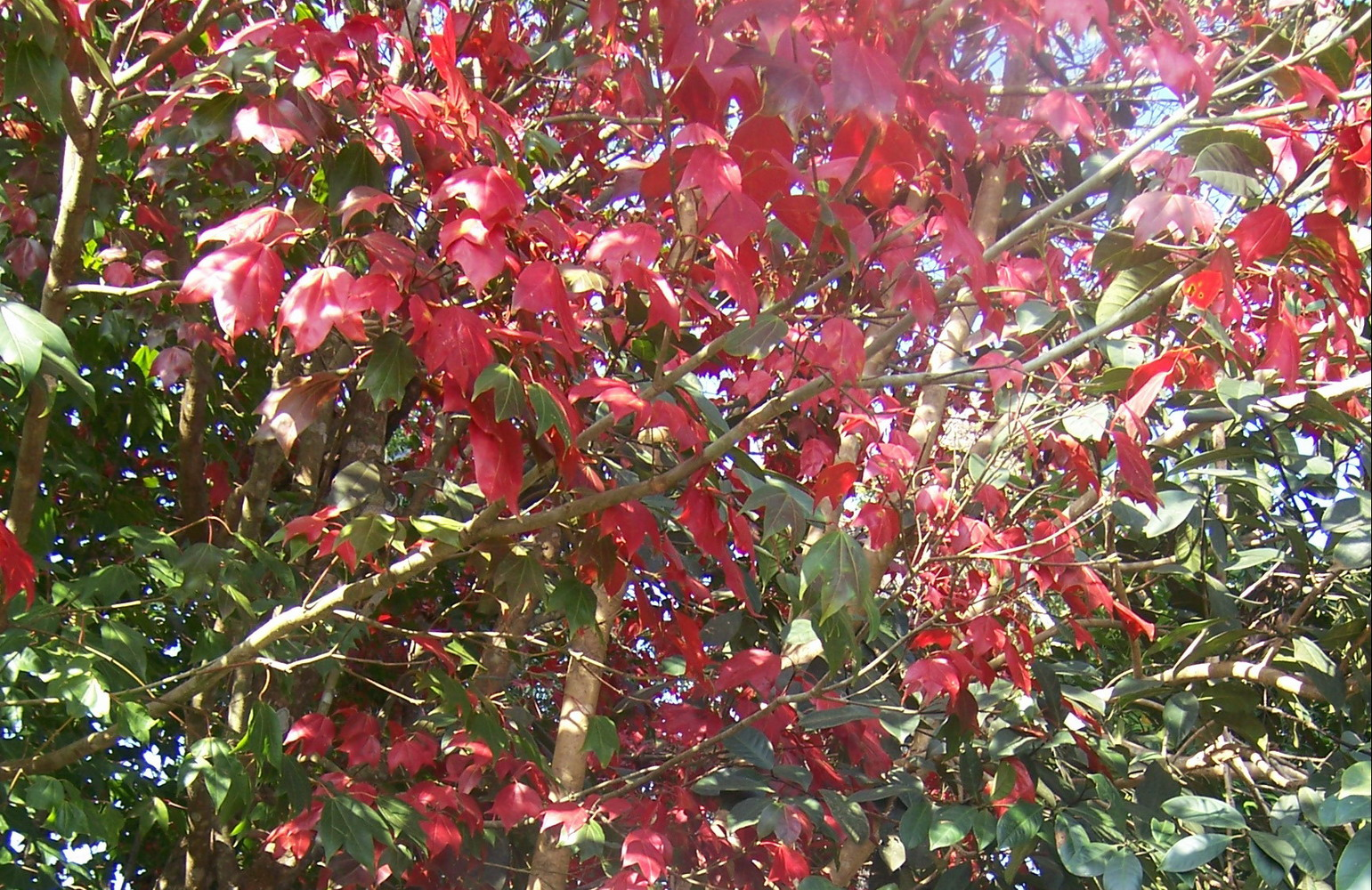
Érable Acer calcaratum avec feuilles rouges et feuilles vertes
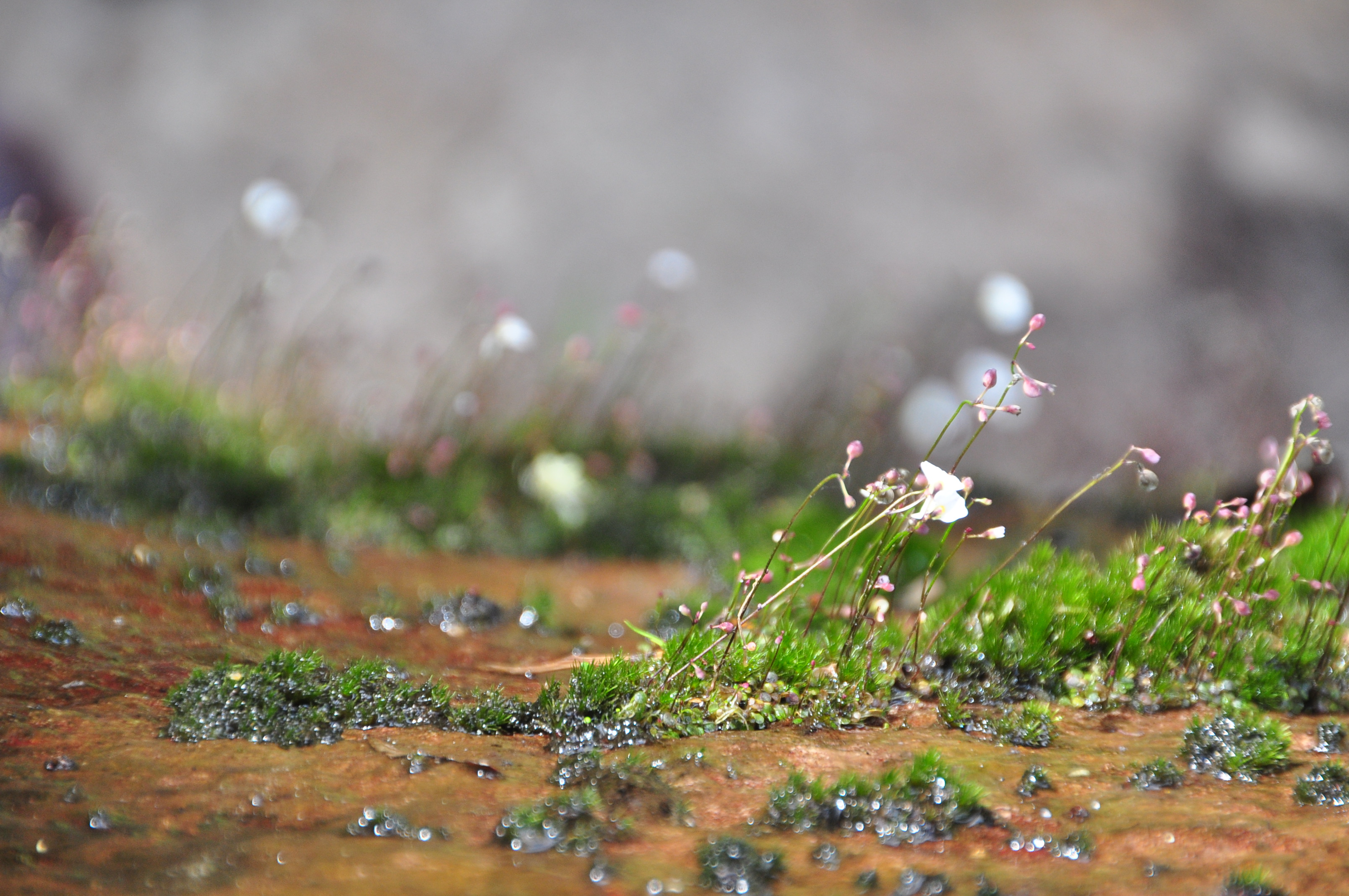
Très petites fleurs dans la jungle
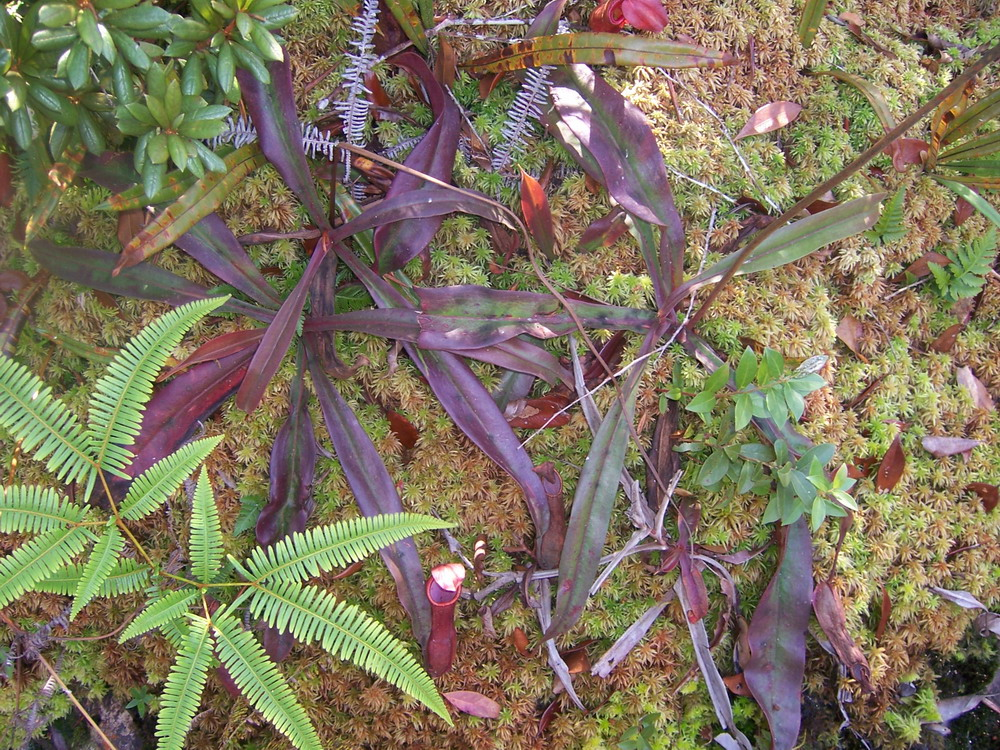
Plante carnivore Nepenthes , fougère et mousses
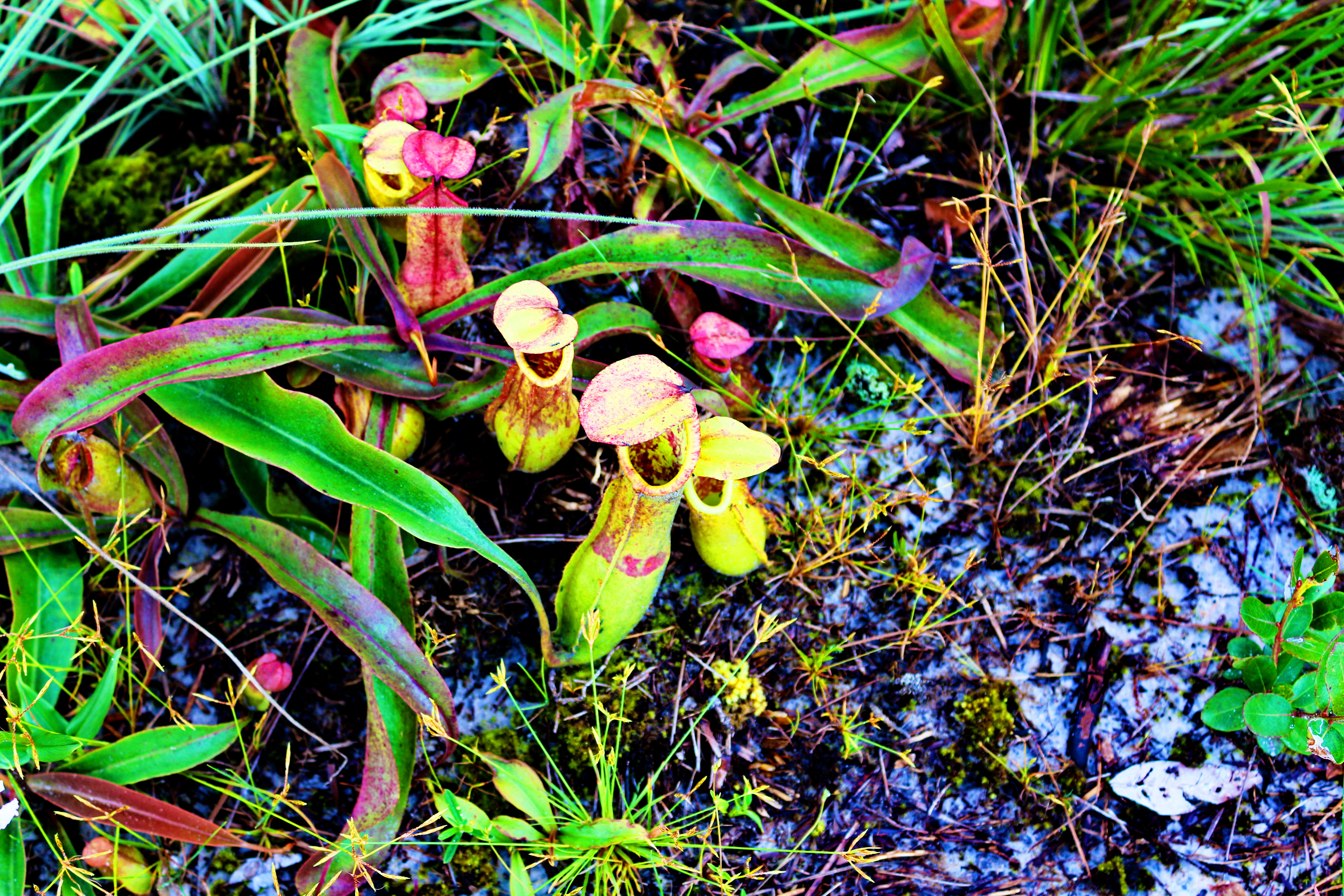
Plantes carnivores Nepenthes

## Nuits étoilées

Ciel et espace
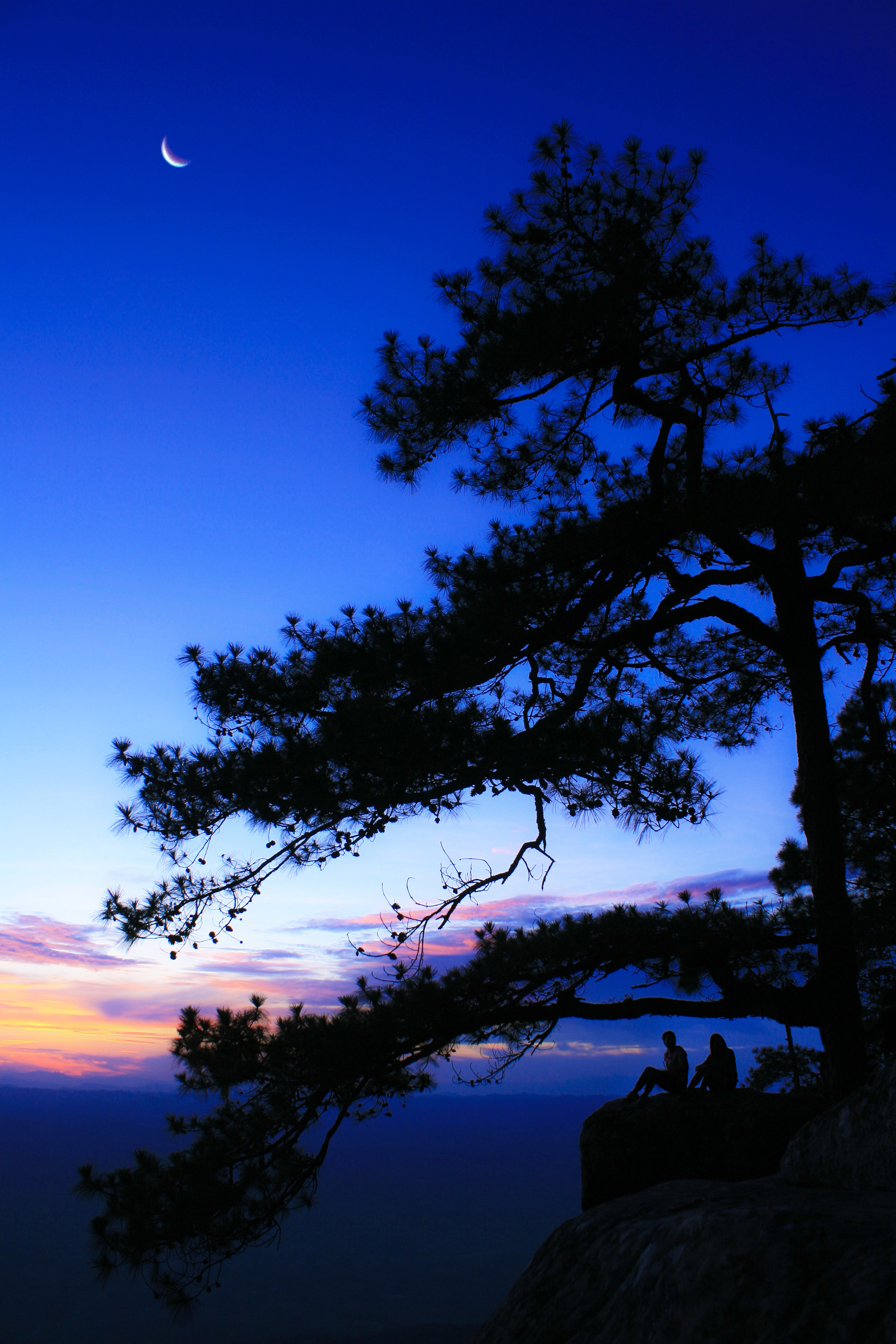
Croissant de lune, pin et falaise de Lom Sak
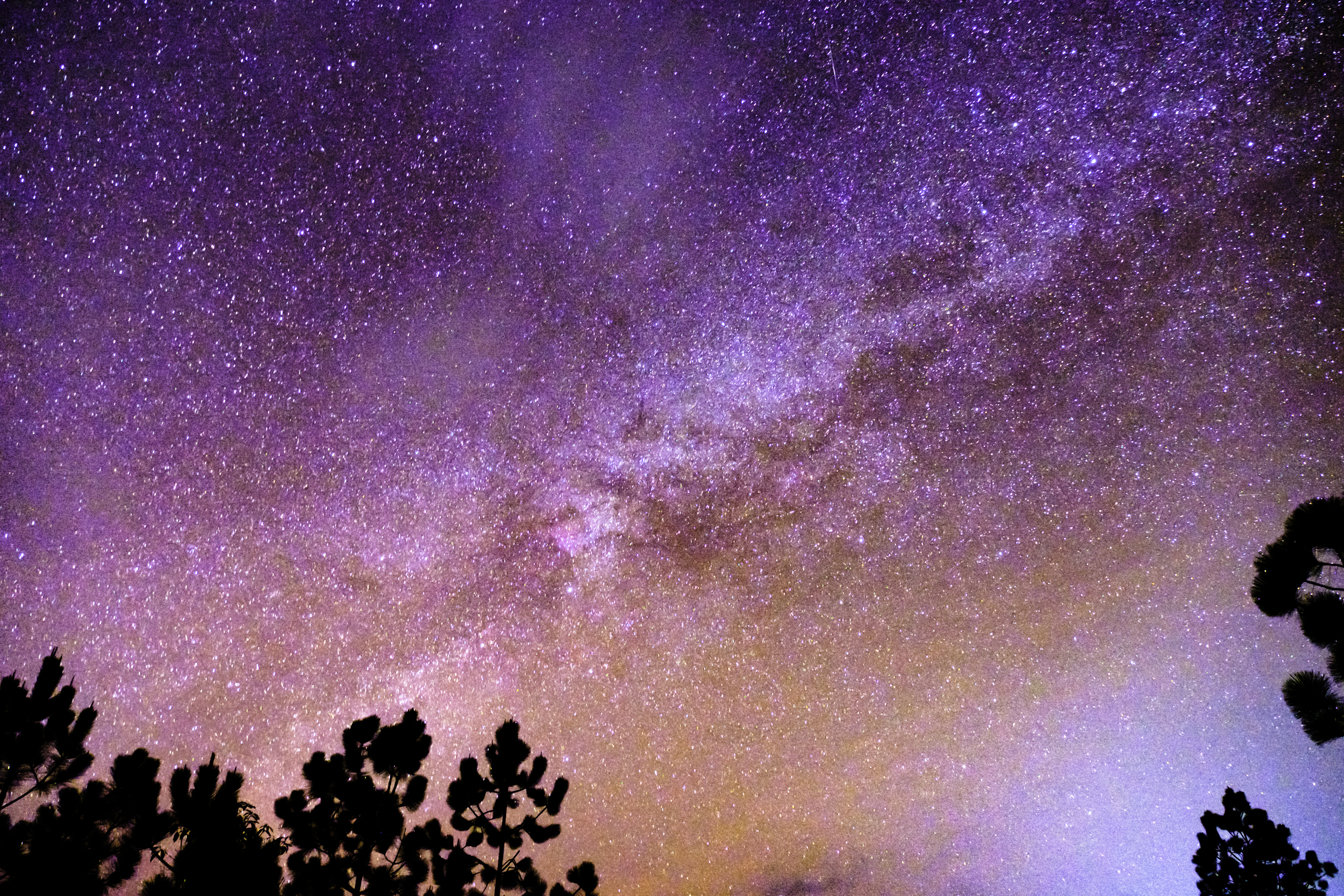
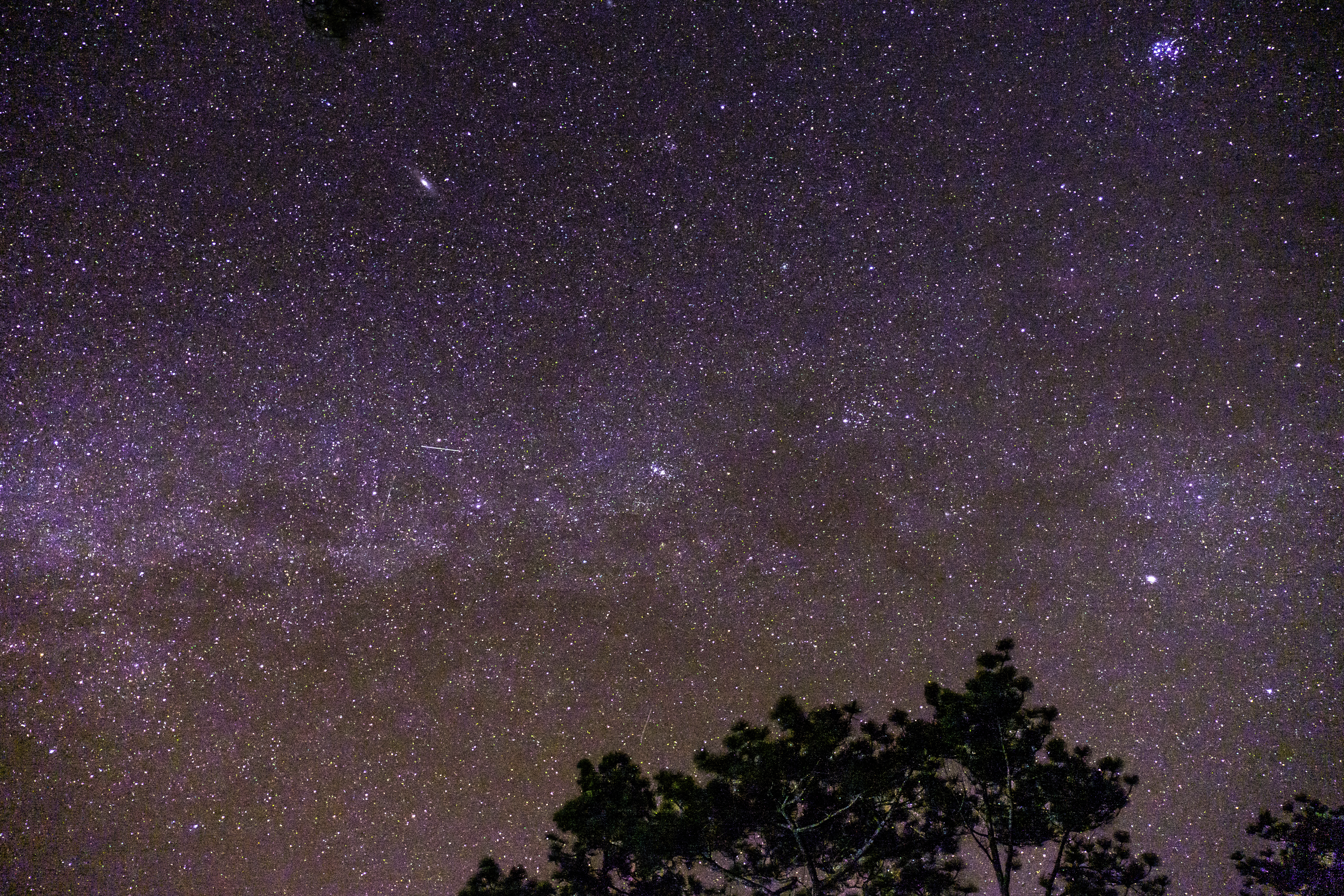
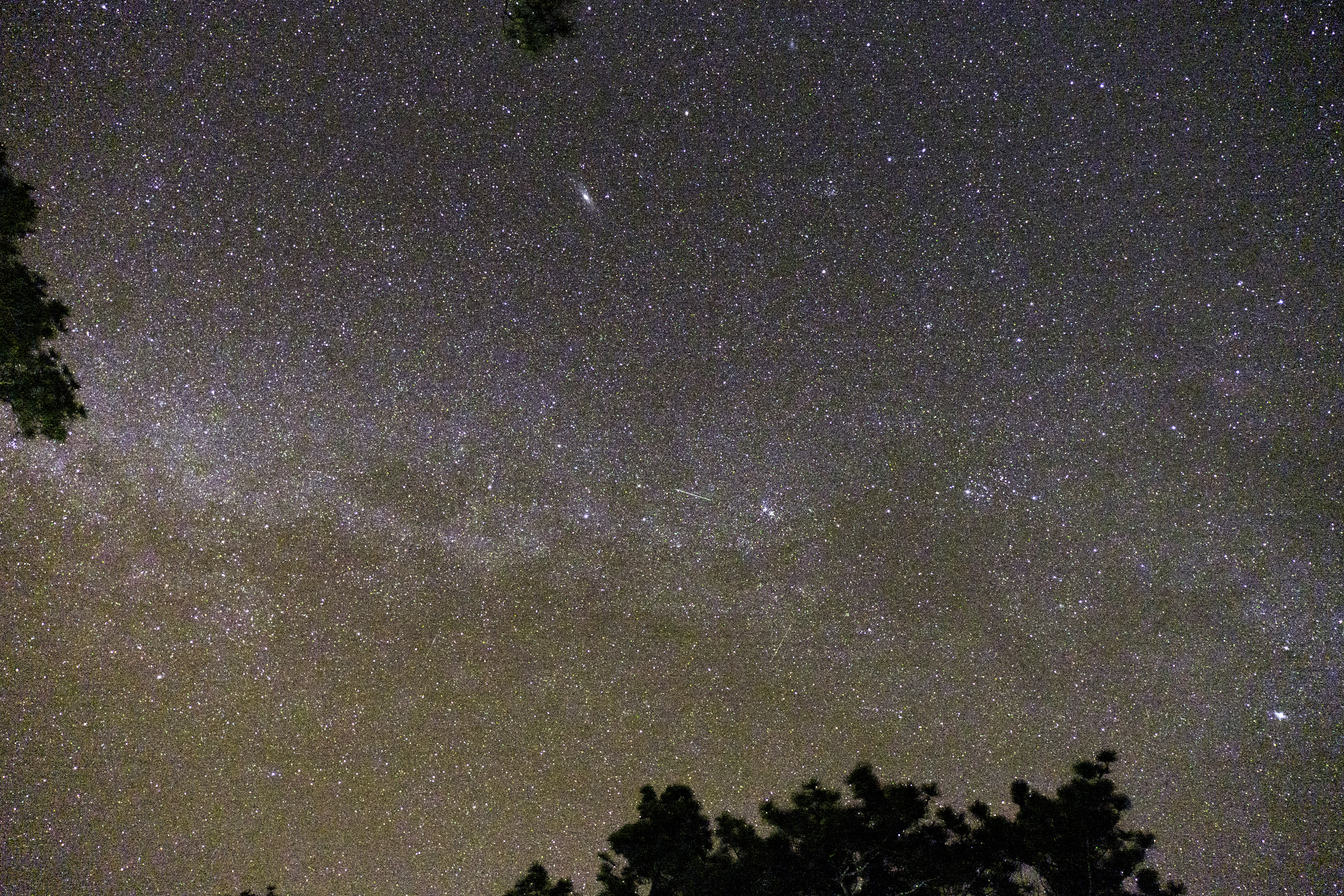
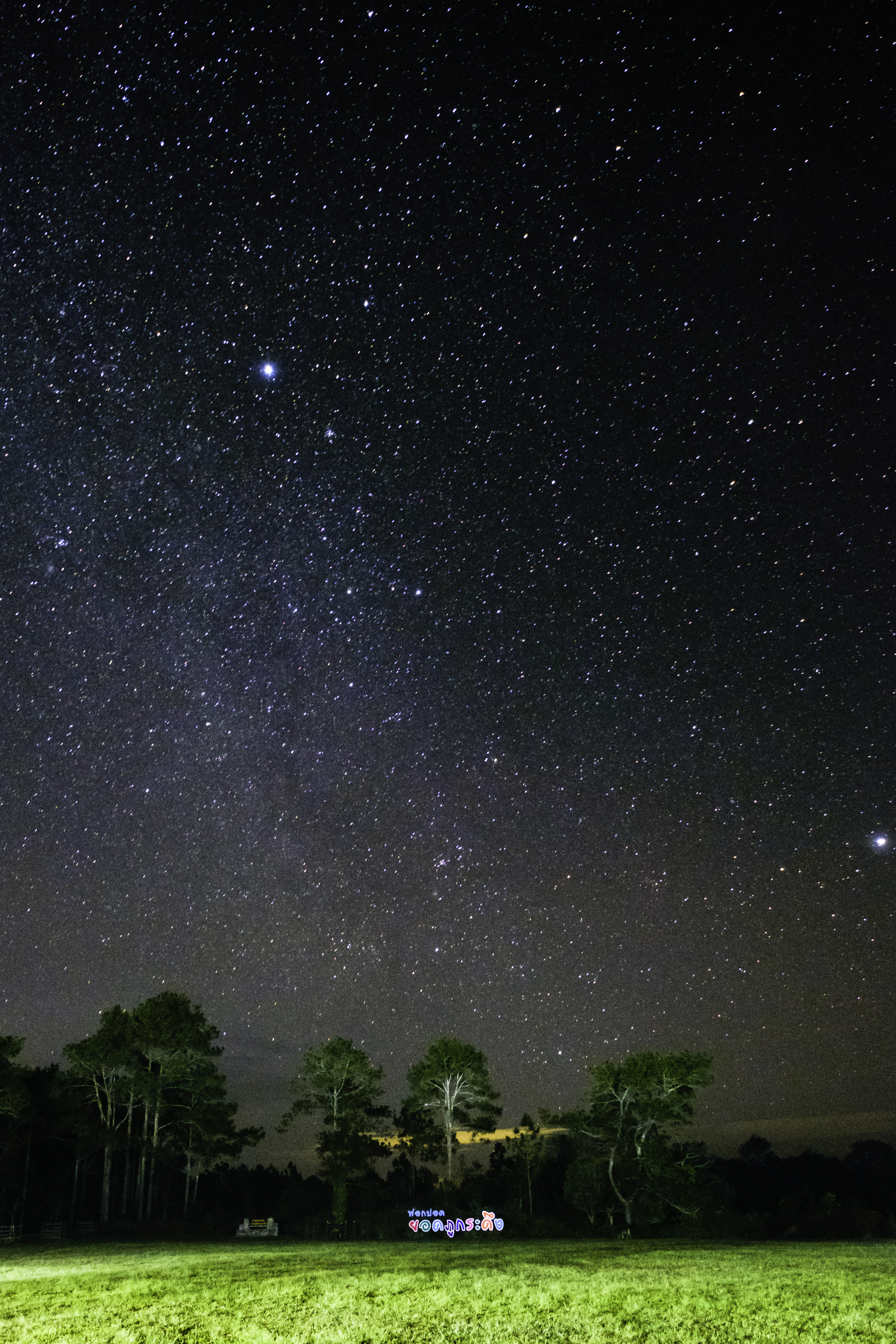